# Basilique Saint-Eutrope de Saintes
La basilique Saint-Eutrope de Saintes est un des principaux sanctuaires catholiques de la ville de Saintes, dans le département français de la Charente-Maritime et le diocèse de La Rochelle et Saintes. Le 11 mai 1886, un bref apostolique du pape Léon XIII érige l'église en basilique mineure.
Fondée en 1081, à l'instigation du duc d'Aquitaine et comte de Poitou Guillaume VIII d'Aquitaine, consacrée par le pape Urbain II en 1096, elle honore saint Eutrope de Saintes, martyr, premier évêque et évangélisateur de la région. Son tombeau, déposé dans la crypte, est visité depuis cette époque par de nombreux pèlerins en route vers Saint-Jacques-de-Compostelle. L'abbaye de Cluny, à qui l'église est confiée dès l'origine, favorise l'implantation d'un prieuré comptant jusqu'à une vingtaine de moines, chargés de la célébration du culte et de l'organisation du pèlerinage. La Révolution française entraîne la fermeture définitive du prieuré.
L'église, considérée comme vétuste par le préfet Ferdinand Guillemardet, est amputée de sa nef en 1803. Jusqu'alors, Saint-Eutrope était un des plus grands édifices religieux de la région : sa nef couvrait tout le parvis actuel. Elle était aussi un des plus originaux, du fait de sa division en église haute et église basse, avec système d'escaliers se rejoignant au centre du vaisseau qui permettaient une circulation aisée des pèlerins.
Chef-d'œuvre de l'art roman saintongeais, l'église Saint-Eutrope incorpore également des éléments d'autres styles, tels la flèche (XVe siècle), pur produit du gothique flamboyant, construite grâce à une donation du roi de France Louis XI. Œuvre de l'architecte Jean Lebas (également maître de chantier de la basilique Saint-Michel de Bordeaux), elle culmine à près de 80 mètres. Le chœur, gothique lui aussi, date du XVIe siècle, et la façade actuelle, pastiche roman d'une grande sobriété, date du XIXe siècle. La basilique conserve de nombreux chapiteaux romans extrêmement soignés et une série de vitraux issus des ateliers Gesta, de Toulouse, Dagrant, de Bordeaux, et Léglise, de Paris.
La basilique fait l'objet d'un classement au titre des monuments historiques par la liste de 1840. Elle est également inscrite au patrimoine mondial de l'humanité par l'Unesco au titre des chemins de Saint-Jacques-de-Compostelle en France.

## Histoire

### Eutrope, évangélisateur et martyr
Relativement peu de choses sont connues au sujet de saint Eutrope de Saintes, la date même de son épiscopat demeurant incertaine. Une tradition en fait un missionnaire apostolique originaire de Grèce, envoyé par le pape Clément Ier convertir à la foi nouvelle les habitants de l'actuelle Saintonge. Ainsi, selon cette hypothèse, Eutrope aurait vécu au Ier siècle et aurait été l'un des premiers organisateurs de la communauté chrétienne naissante. Une seconde hypothèse en fait un contemporain de l'empereur Dèce, vers le milieu du IIIe siècle. Ces imprécisions ne doivent cependant pas occulter son action d'organisateur des premières communautés chrétiennes de la région : il est ainsi reconnu par l'église catholique comme le premier évêque de Saintes.
Les textes hagiographiques rapportent qu'il subit le martyre pour avoir converti la fille du gouverneur de la ville, Estelle de Saintes. Condamné à être lapidé, puis à avoir le crâne rompu à coups de hache, son corps aurait été enterré par des fidèles non loin de l'amphithéâtre de Saintes. Toujours selon la tradition, il aurait été rejoint dans la mort par Estelle de Saintes, condamnée par son père à être décapitée. Grégoire de Tours indique que les restes du saint auraient été retrouvés par hasard par des moines occupés à défricher un terrain proche de l'amphithéâtre. Reconnaissant la profonde entaille laissée sur le crâne par la hache du bourreau, ils auraient eu une vision du saint durant leur sommeil. Les restes auraient alors été authentifiés par l'évêque Pallais de Saintes, qui les aurait fait transporter dans l'église Saint-Étienne aujourd'hui disparue, avant de faire élever une première basilique funéraire. De fait, cette dernière semble attestée dans le courant du VIe siècle. Elle est sérieusement endommagée par les envahisseurs normands, qui la pillent au IXe siècle. Reconstruite assez sommairement, elle apparaît comme fort vétuste au début du XIe siècle.

### Sur le chemin de Saint-Jacques

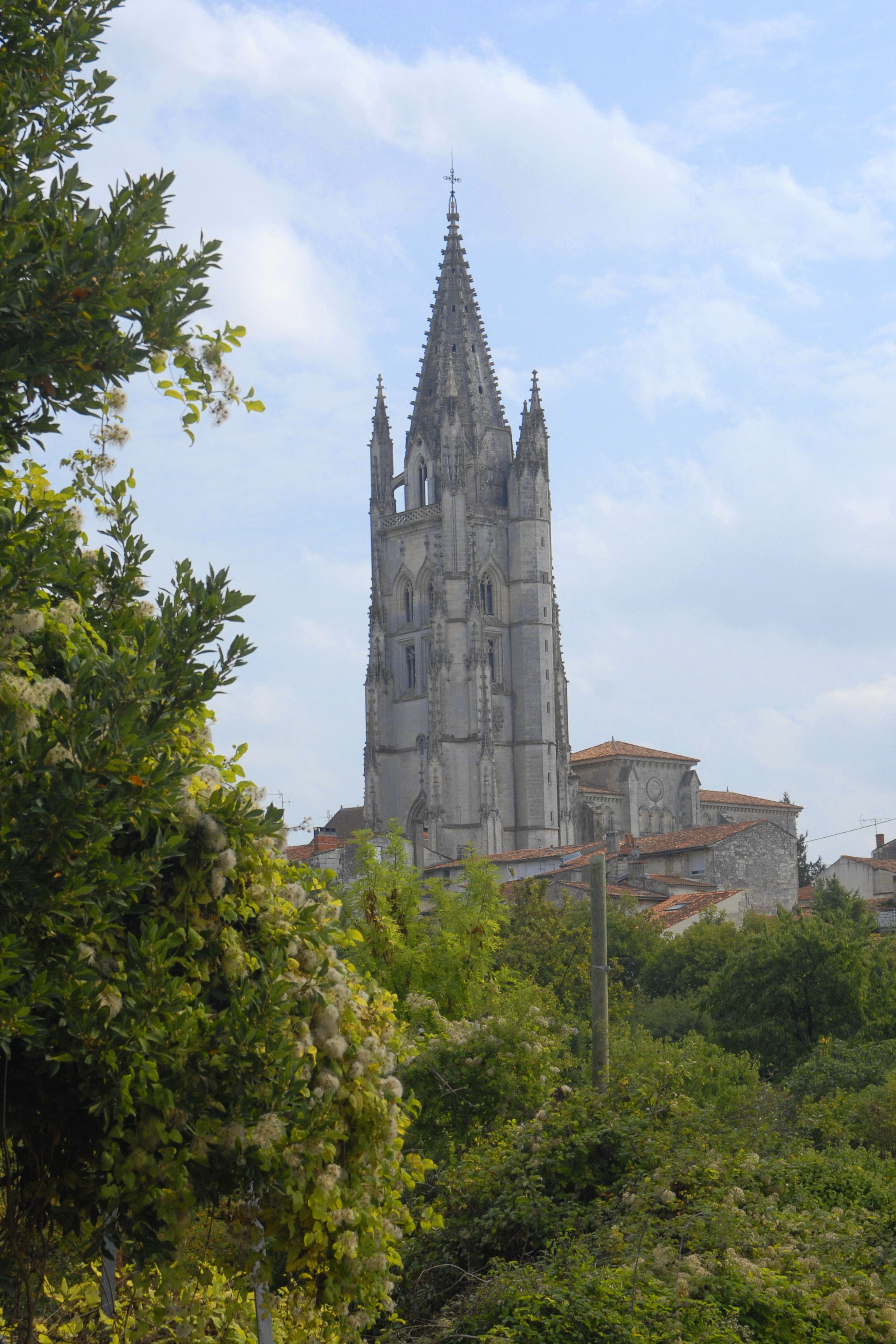
La flèche de la basilique, vue depuis l'amphithéâtre romain de Saintes. De style gothique flamboyant, elle est construite au XVe siècle.

Saintes sur la Via Turonensis. La ville est une halte jacquaire depuis le XIe siècle.

Guillaume VIII d'Aquitaine, duc d'Aquitaine et comte de Poitiers, confie le modeste sanctuaire à l'abbaye bénédictine de Cluny. Celle-ci, désireuse de promouvoir le pèlerinage de Saint-Jacques-de-Compostelle, entame le chantier d'une immense église de pèlerinage établie sur deux niveaux. Les travaux sont confiés à un architecte qui bien qu'à l'évidence expérimenté, demeure mal connu : Benoît.
La première pierre de l'église est posée en 1081, les travaux étant déjà bien avancés en 1096, année de la consécration des deux sanctuaires. Le 20 avril 1096, une messe solennelle est célébrée en l'église haute par le pape Urbain II, tandis que l'évêque de Saintes Ramnulphe de Foucault officie sur l'autel de l'église basse. Quelques mois plus tard, le 14 octobre, l'évêque Ramnulphe préside les cérémonies de translation des reliques de saint Eutrope et de saint Léonce (aujourd'hui perdues) dans le nouveau sanctuaire.
Un prieuré est établi à proximité, une vingtaine de moines prenant en charge la célébration des offices et la gestion du pèlerinage. Au XIIe siècle, l'église apparaît comme une importante halte jacquaire sur la « Via Turonensis », la voie la plus occidentale conduisant à Saint-Jacques-de-Compostelle. Aimery Picaud indique ainsi dans son guide du pèlerin de Saint Jacques que : « Sur le chemin de Saint-Jacques, à Saintes, les pèlerins doivent dévotement rendre visite au corps du bienheureux Eutrope, évêque et martyr ».
De fait, des personnalités de haut rang y viennent en pèlerinage : ainsi notamment d'Alphonse de Poitiers, qui inclut en outre dans ses dispositions testamentaires une demande de messe perpétuelle pour le repos de son âme. Contre la somme de soixante sols annuels, les moines de Saint-Eutrope devront ainsi célébrer chaque année un office le jour de la fête de l'Ascension, soit quelques jours avant la date effective de son décès, survenu le 21 août 1271.
Plusieurs souverains font de même au cours de l'histoire, le plus célèbre étant Louis XI, lequel contribue financièrement à l'élévation d'un nouveau clocher surmonté d'une haute flèche à crochets, typique du style gothique flamboyant, ainsi qu'à la modernisation du sanctuaire par l'adjonction d'une chapelle axiale et par la consolidation de l'église basse. De même, les bâtiments abbatiaux, endommagés durant les conflits franco-anglais, sont entièrement remis à neuf aux frais du roi.

### Retour du chef de saint Eutrope

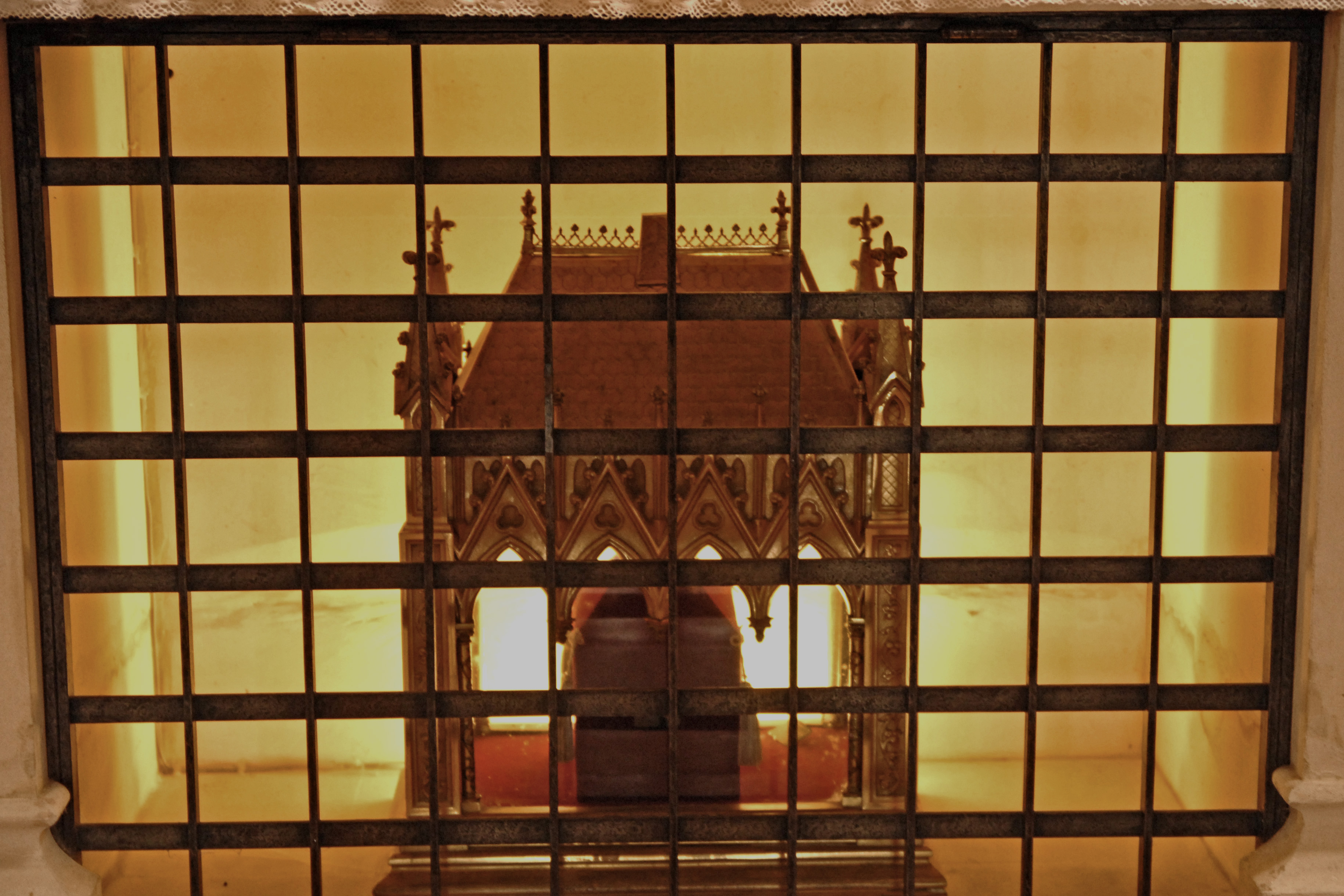
Le reliquaire du chef de saint Eutrope de Saintes.

Si l'édifice ne souffre pas trop des excès des guerres de religion, les reliques sont cruellement maltraitées par une poignée de fanatiques. Le corps du saint est exhumé et brûlé, à l'exception du chef du saint qui parvient à être préservé et est envoyé à Bordeaux par le prieur de Saint-Eutrope, François Noël. Conservé temporairement en la cathédrale Saint-André, il y demeure jusqu'en 1602.
Le nouveau prieur de Saint-Eutrope, Pierre de La Place, envoie une requête au cardinal François d'Escoubleau de Sourdis, archevêque de Bordeaux et primat d'Aquitaine, afin que le chef du saint puisse recouvrer sa place. L'autorisation est accordée et c'est après une procession solennelle que la relique est rendue aux religieux de Saint-Eutrope, en l'abbaye Saint-Sauveur de Blaye, le 16 avril. Le 19 avril, la procession arrive à Saintes, saluée par la sonnerie des cloches de la ville et par des coups de canons tirés par les soldats de la citadelle sur l'ordre du gouverneur, Louis de Pernes.

### Un édifice mutilé
En 1789 meurt le dernier prieur de Saint-Eutrope, Henri-François d'Aubourg. Les cartulaires et chartes du prieuré sont saisis par les autorités révolutionnaires quelques mois plus tard et condamnés à être brûlés en place publique durant la Terreur en application de la loi « sur les titres de féodalités et de superstition » du 17 juillet 1793. Le 10 août, les parchemins contenant l'histoire du prieuré alimentent un bûcher établi sur la place des Cordeliers, à l'exception de quelques documents mis à l'abri par un dénommé Lacoste, membre de l'administration municipale.
Dès 1792, un constat montre des signes de dégradation préoccupants. Des lézardes sont apparues en divers points de la nef, sur les voûtes et plusieurs piliers. Quelques années plus tard, le prêtre desservant la paroisse se fait l'écho des inquiétudes de ses ouailles, craignant que la voûte ne s'écroule. Les réparations sont estimées à 1 500 francs, somme - considérable à l'époque - que personne ne semble disposé à débourser. Seules quelques voix se font entendre lorsque par l'arrêté préfectoral du 25 septembre 1802, le préfet Ferdinand Guillemardet ordonne l'amputation de la nef, mutilant irrémédiablement le sanctuaire.
La destruction débute effectivement le 8 janvier 1803 et s'achève en quelques mois, les matériaux étant réutilisés par les habitants. Un mur plein percé d'un portail sans style est édifié provisoirement, avant d'être remplacé en 1831 par une façade néo-romane, œuvre de l'architecte Prévôt. Ce dernier s'emploie également à reconstruire la coupole de la croisée et une partie du croisillon sud.

### Érection de l'église en basilique

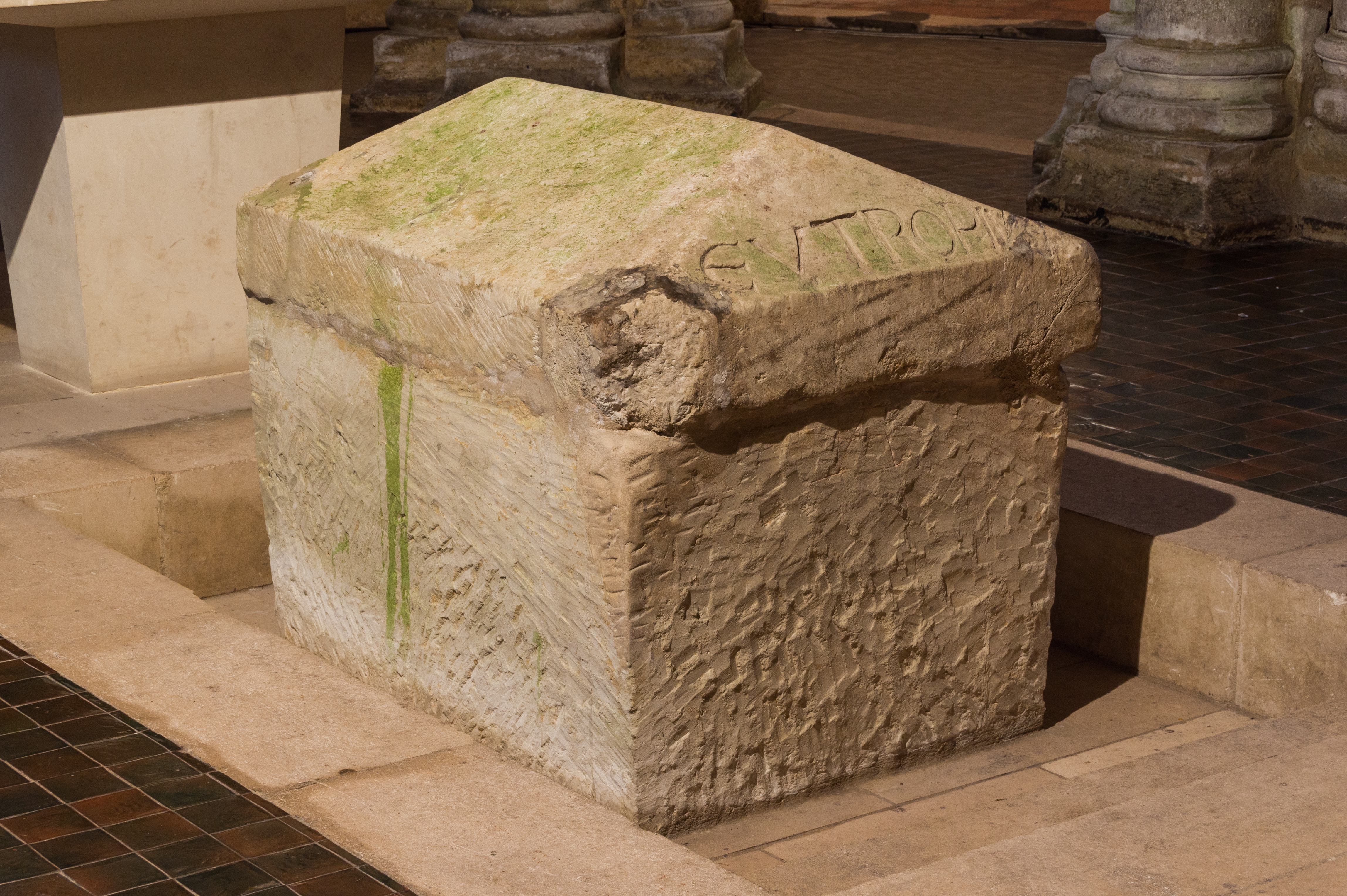
Le cénotaphe de saint Eutrope de Saintes dont on peut lire le nom EVTROPIVS en 1843.

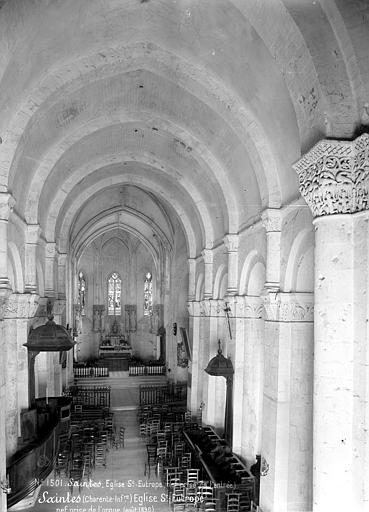
Vue intérieure de la basilique vers 1890.

Trois ans plus tard, en 1843, des travaux de restauration menés dans l'église basse permettent la découverte d'un cénotaphe monolithe comportant l'inscription : « EVTROPIVS ». Ce dernier pourrait dater du VIe siècle. L'année suivante, en 1844, des chutes de pierre entraînent une restauration d'urgence du clocher, conduite par l'architecte Clerget.
Le 11 mai 1886, un bref apostolique du pape Léon XIII érige l'église Saint-Eutrope en basilique mineure.
Dans la nuit du 11 au 12 août 1983, la basilique est victime d'un incendie criminel, lequel détruit les stalles en bois d'acajou, endommage partiellement l'église haute et le clocher. D'importants travaux de restauration sont mis en œuvre, conduisant à la reconstruction d'un arc-doubleau fissuré, à la réhabilitation des voûtes, fragilisées par l'incendie, tandis que les murs sont décapés et que le mobilier est remplacé. La tribune édifiée au XIXe siècle est restaurée. Le 24 mai 1986, l'évêque de La Rochelle et Saintes Jacques David consacre le nouvel autel au cours d'une messe solennelle. La relique du chef de saint Eutrope est placée dans un nouveau reliquaire intégré au maître-autel.
En 1999, la basilique Saint-Eutrope est inscrite au patrimoine mondial de l'humanité par l'Unesco au titre des chemins de Saint-Jacques-de-Compostelle en France.
Durant la restauration du monument en 2021–2022, des modillons vides ou trop abîmés de la façade nord sont remplacés par des nouveaux, illustrant la pandémie de Covid-19, tout en s'insérant dans les langages de l'art roman.

## Architecture

### L'église basse

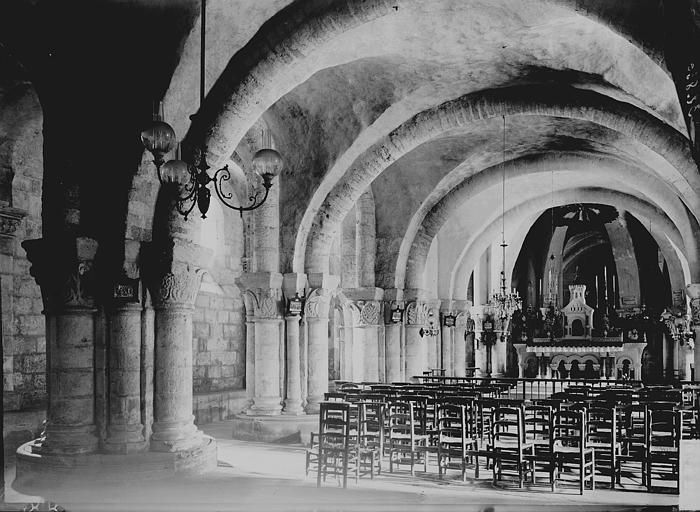
L'église basse ou crypte, fin XIXe siècle.

La basilique funéraire - également appelée église basse ou crypte - est la partie la plus ancienne de l'édifice. Réalisée à partir de 1081 par le premier atelier ayant œuvré à la construction de l'église, elle comprend deux croisillons à absidioles orientées, un triple vaisseau comprenant quatre travées droites couvertes dans leur partie centrale d'une voûte d'arêtes surbaissée supportée par de puissants tores, ainsi qu'une abside intégrant un déambulatoire et une série de trois chapelles rayonnantes voûtées en cul-de-four. Des baies en plein cintre assurent un éclairage régulier du sanctuaire.
Quatre paires de piles massives, aux socles circulaires ou cruciformes, marquent la limite entre le vaisseau principal et les bas-côtés. Les sculptures des chapiteaux, ornés principalement de motifs végétaux et d'entrelacs d'inspiration antique, constituent l'un des ensembles remarquables du sanctuaire. À l'entrée de l'église basse, un large bandeau composé de motifs floraux assez grossiers présente les caractéristiques de la sculpture mérovingienne. Il pourrait s'agir d'un élément de réemploi provenant de l'ancienne basilique construite au VIe siècle par l'évêque Pallais de Saintes.
Les dimensions de l'église basse en font l'une des plus vastes cryptes romanes d'Europe : sa longueur totale est ainsi de 35 mètres de long pour une hauteur sous voûte de 5 mètres. Un escalier permettait autrefois d'accéder directement à l'église haute via une nef commune, disposition unique aujourd'hui rompue par la destruction de cette dernière en 1803. Une vaste campagne de restauration de l'église basse a été menée au début du XXe siècle. Au centre de la crypte, le cénotaphe monolithe rappelle la mémoire du saint.

L'église basse de la basilique
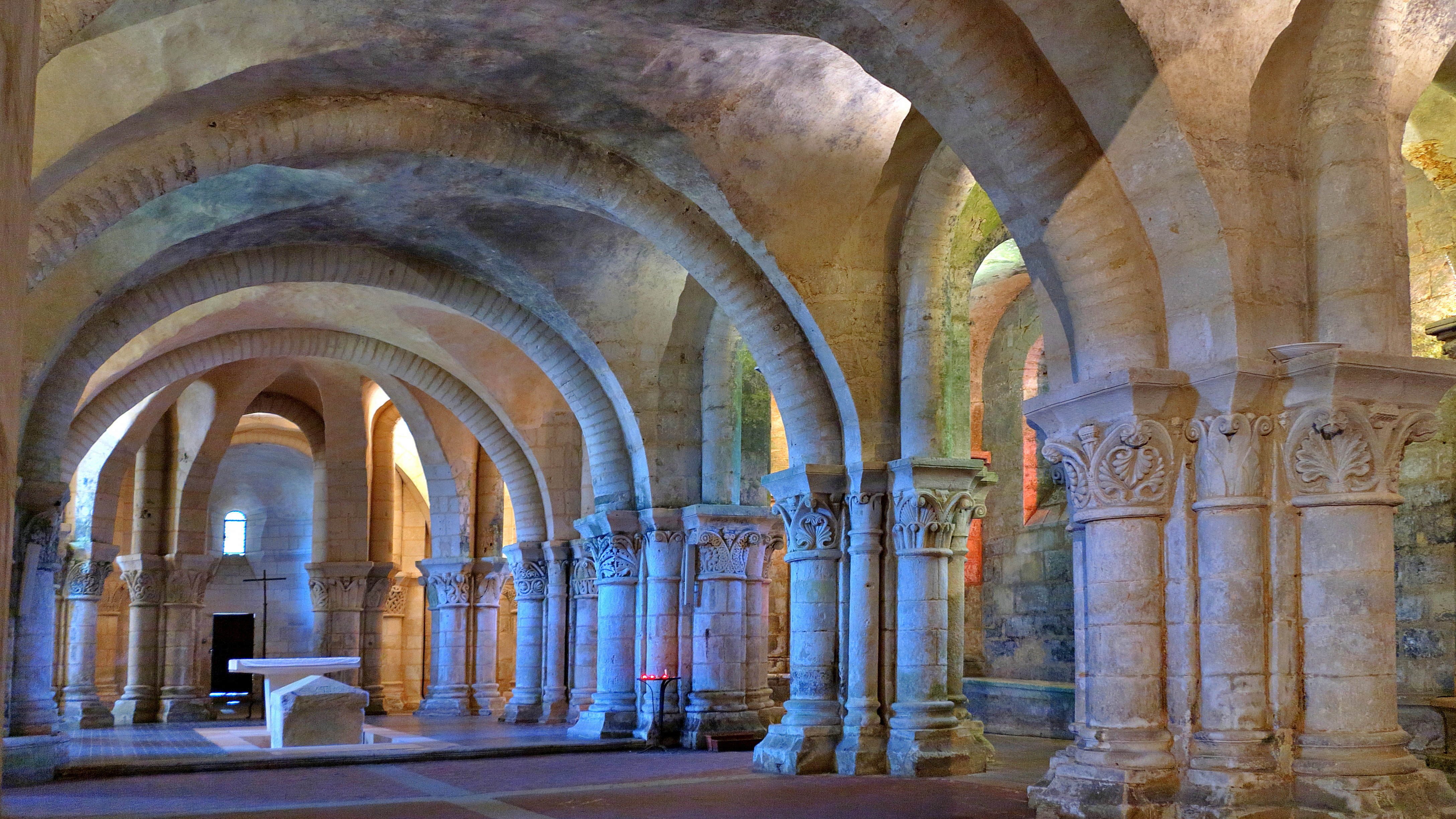
Vue générale.
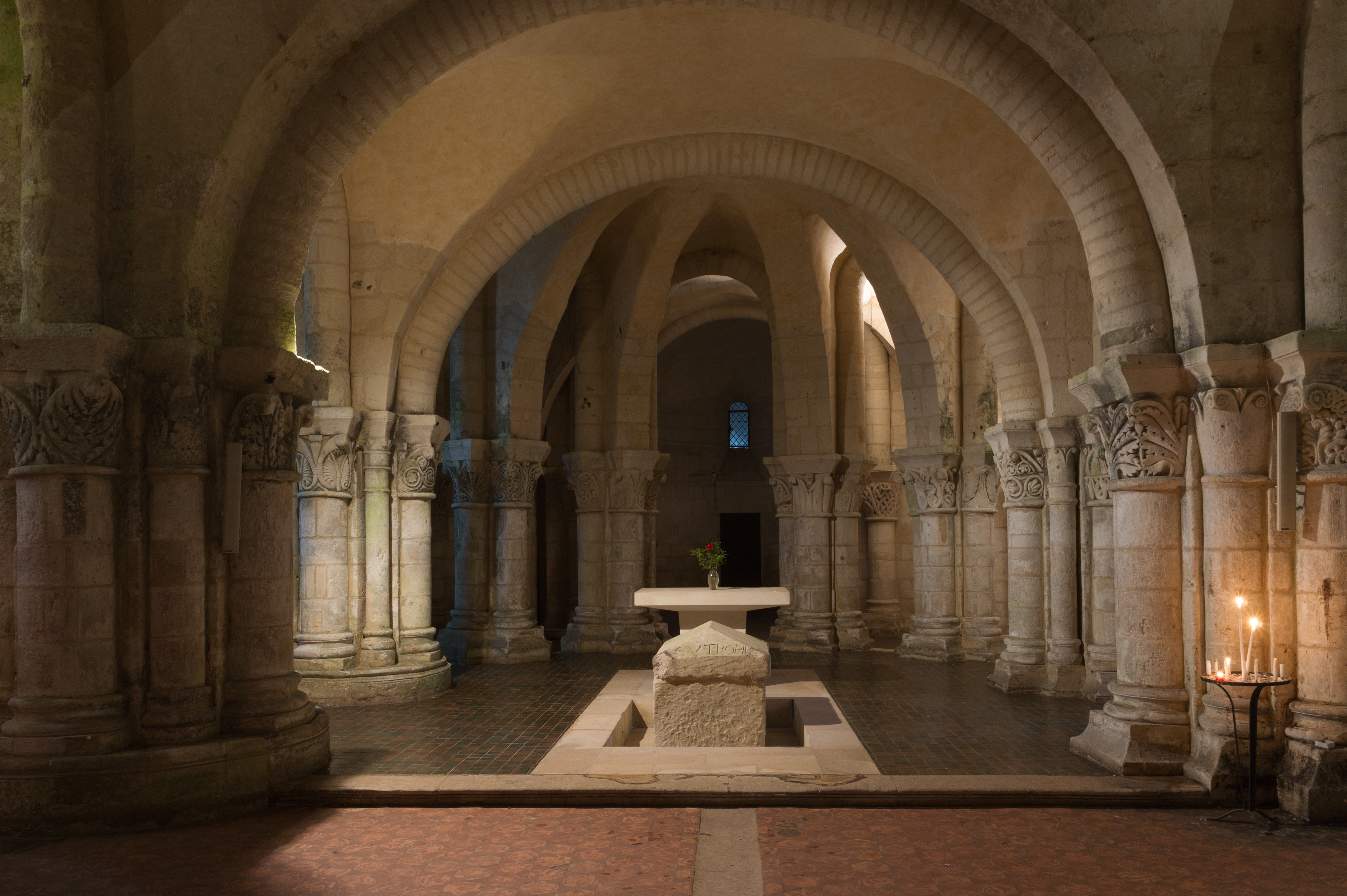
Chœur et cénotaphe du saint.
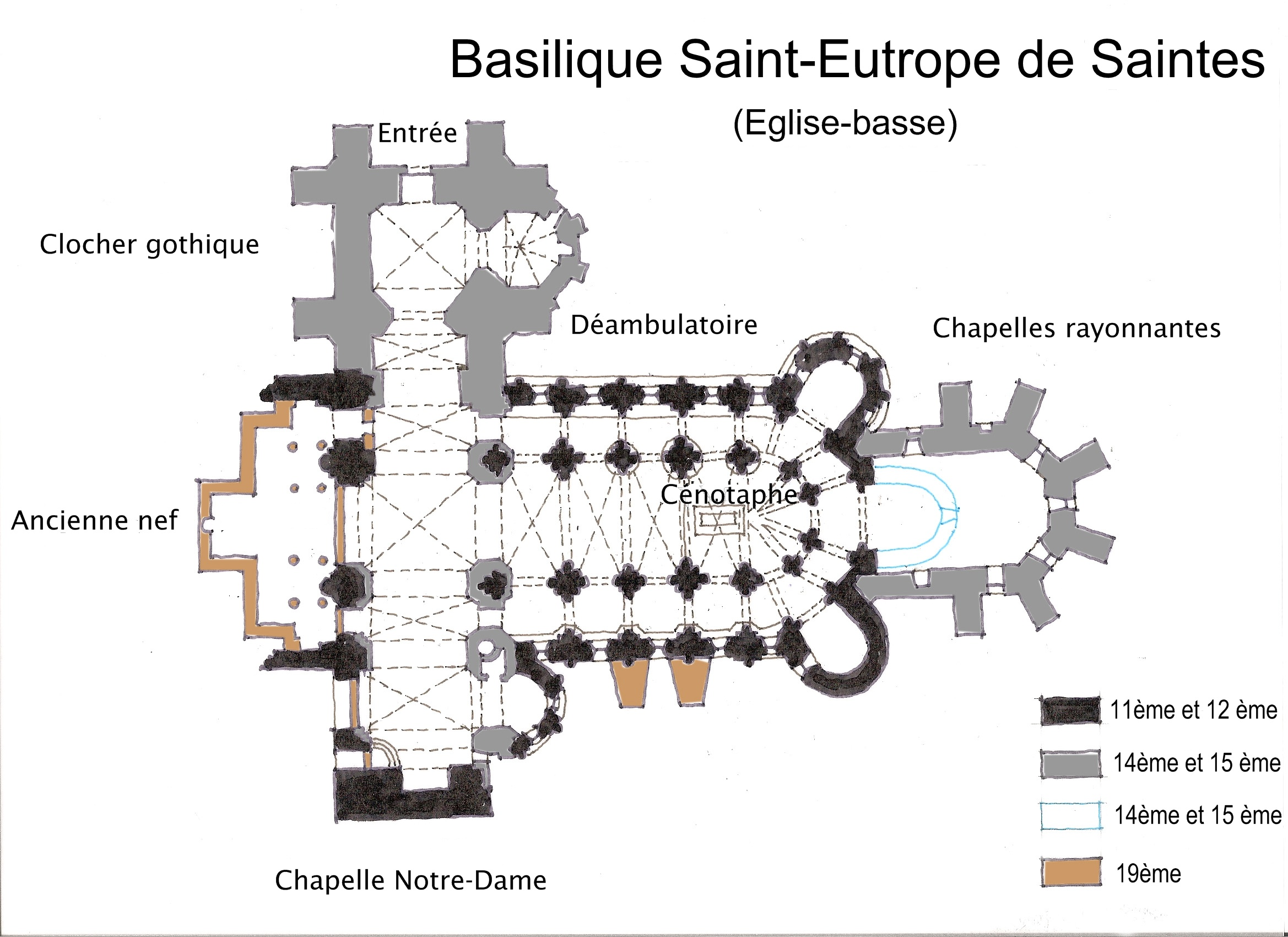
Plan.
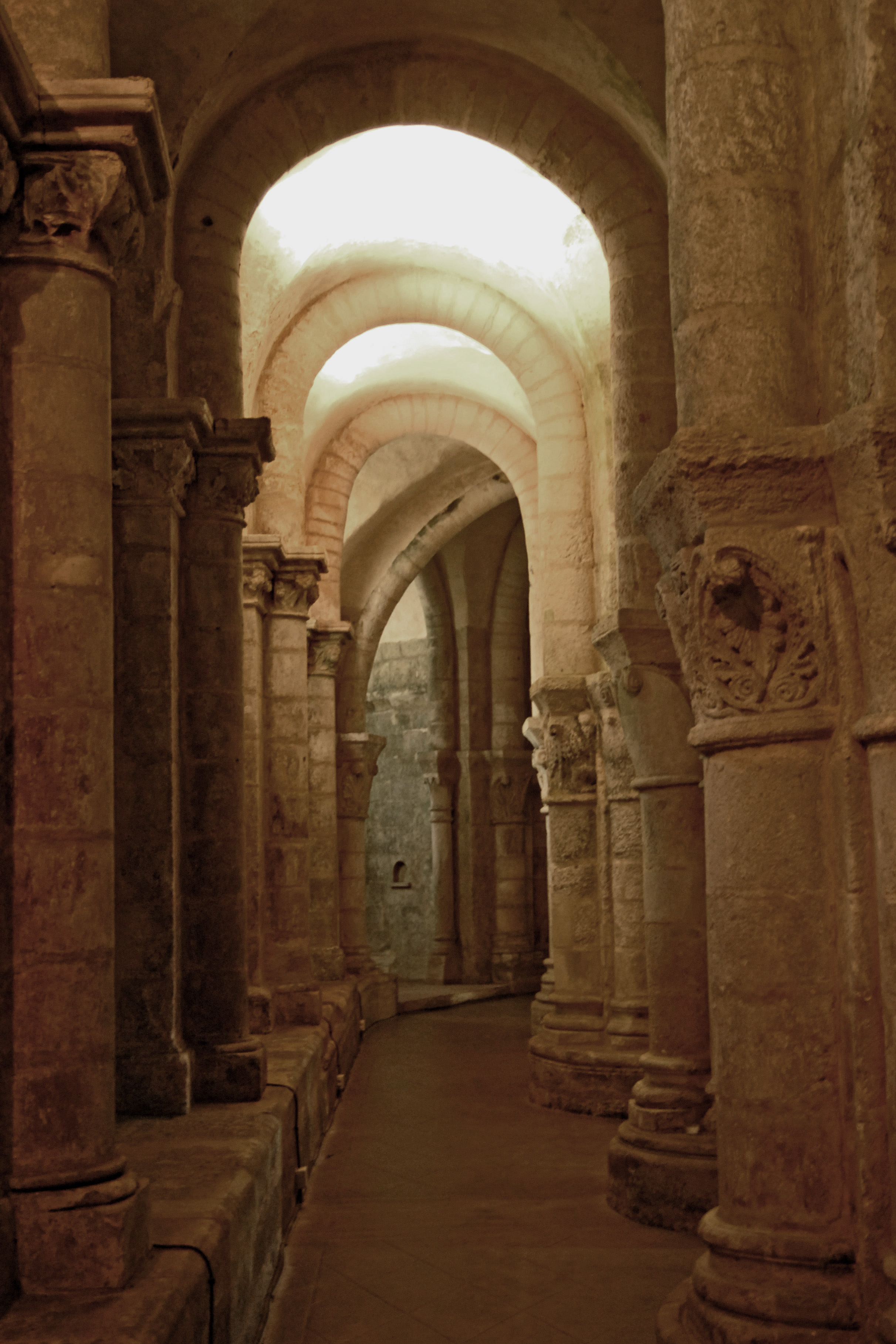
Collatéral nord.
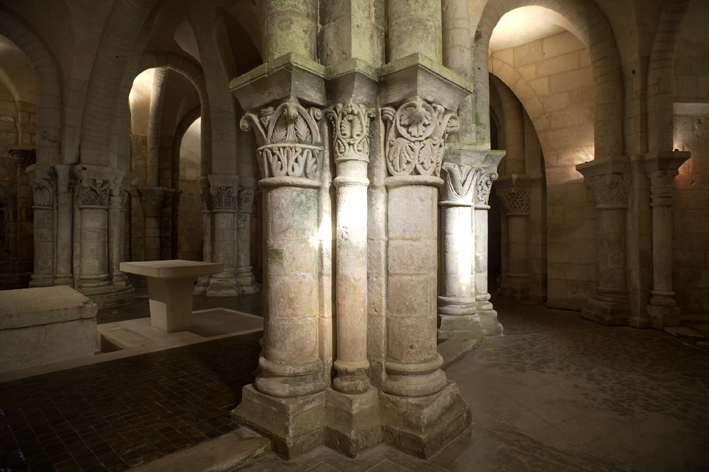
Collatéral sud.
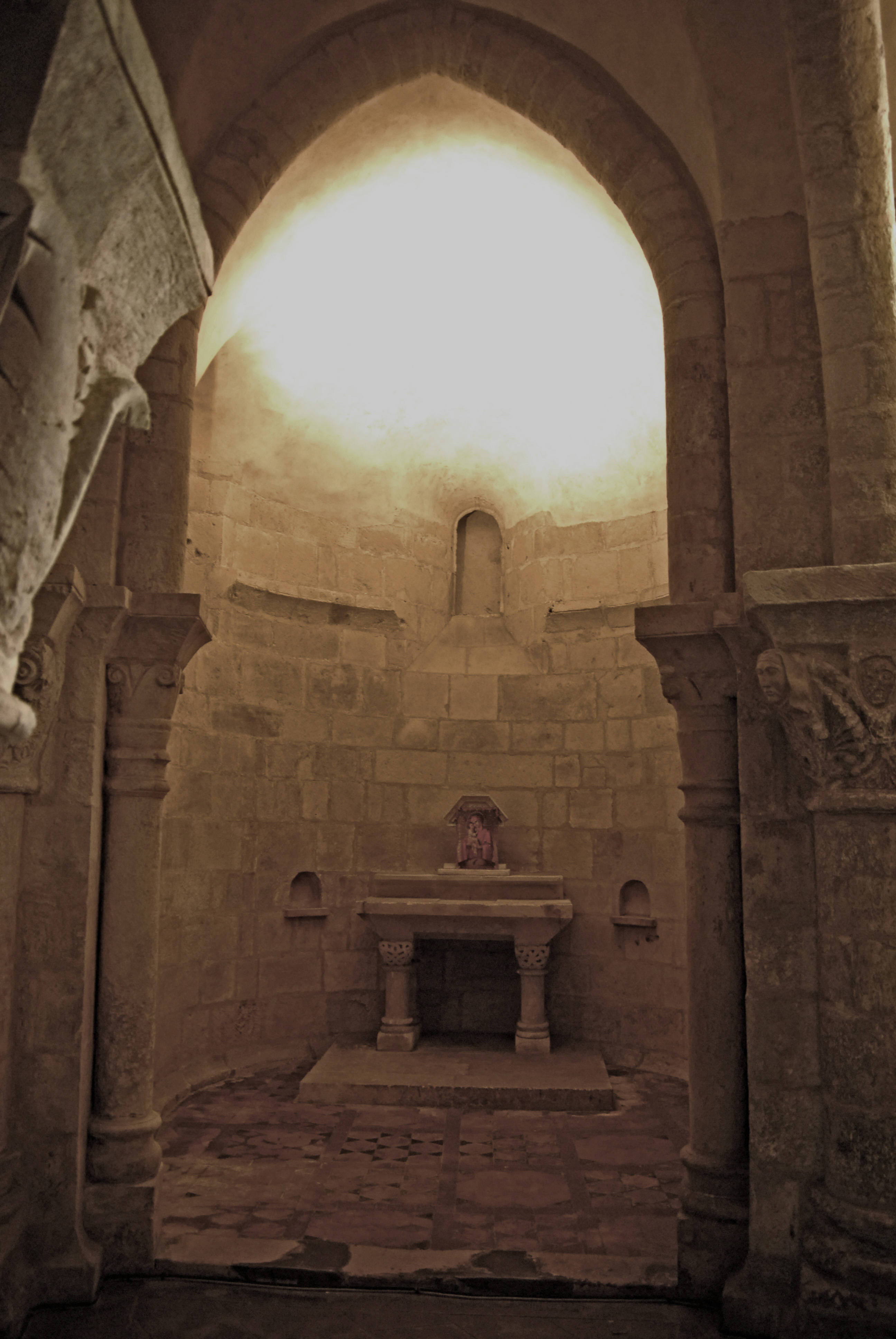
Chapelle.
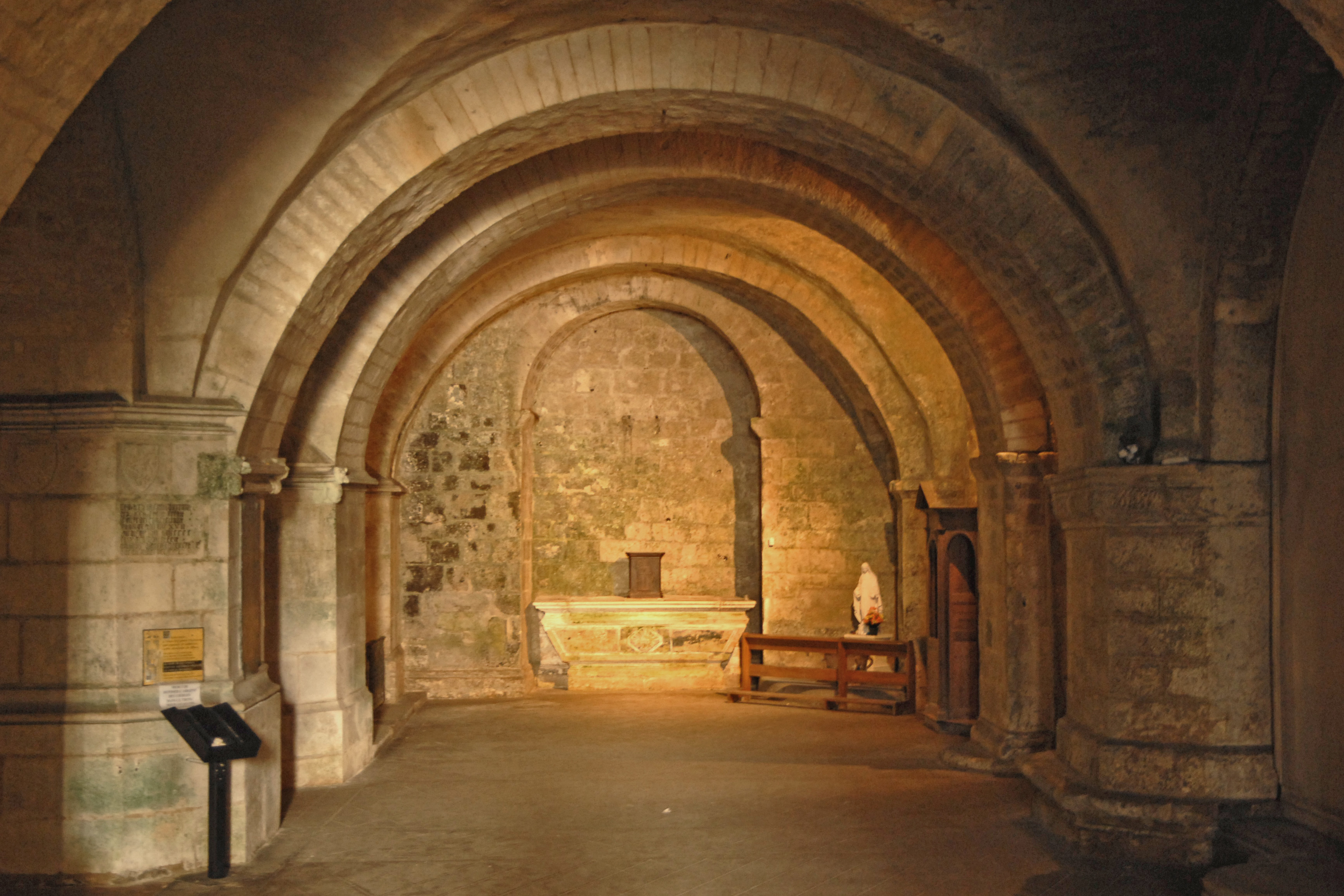
Chapelle Notre-Dame.
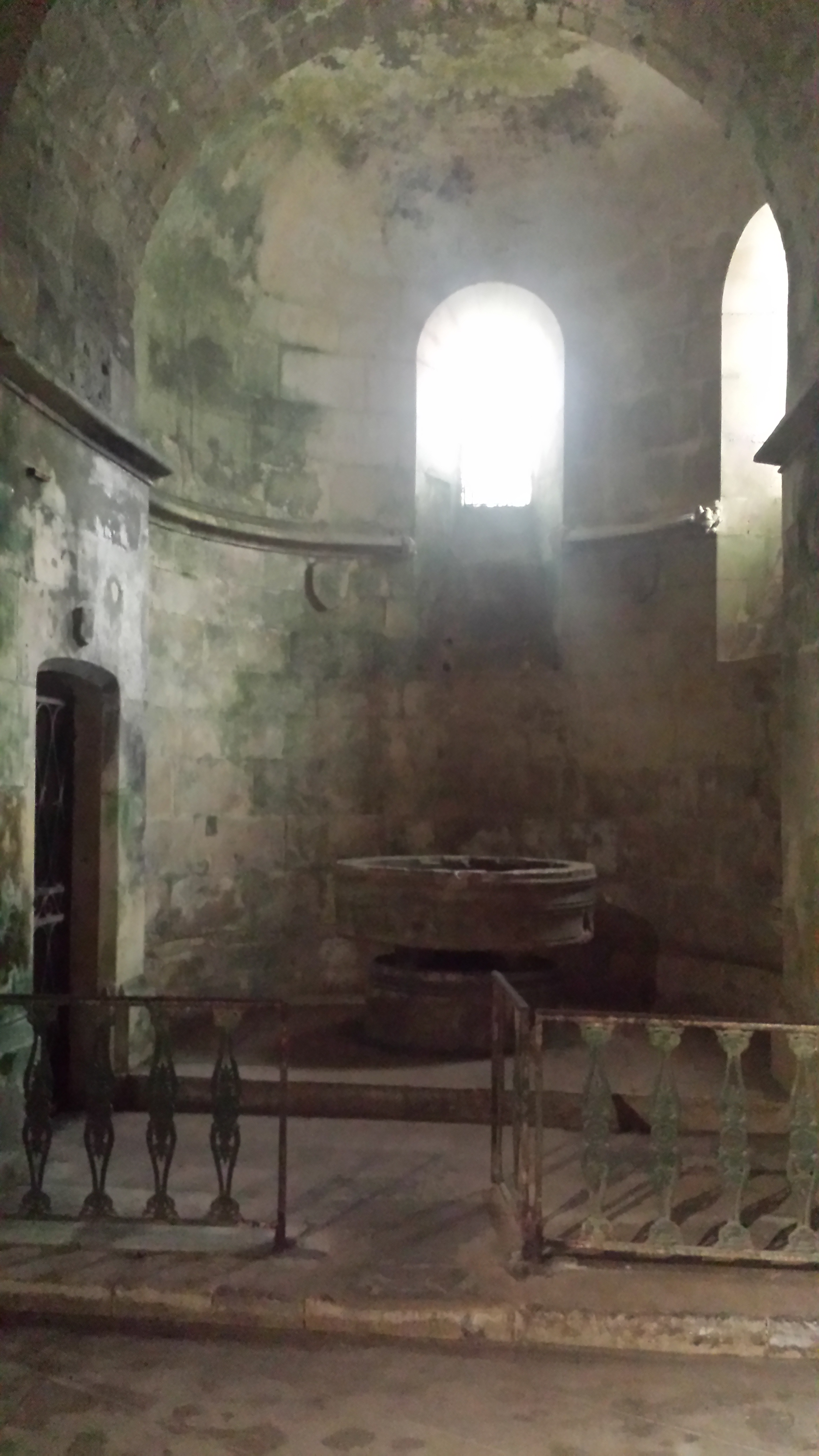
Fonts baptismaux et l'accès au puits.
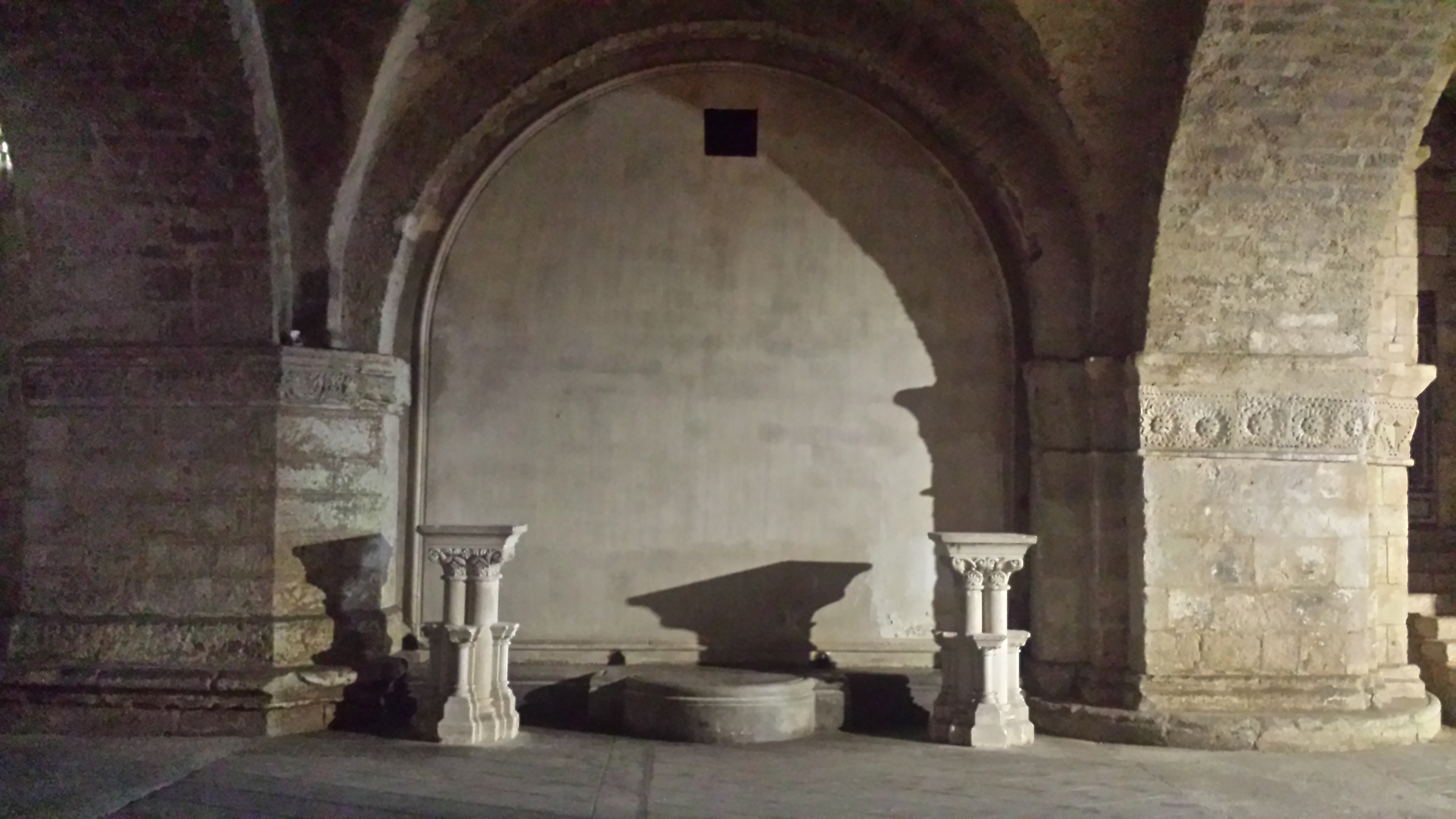
Ancien accès à la nef.
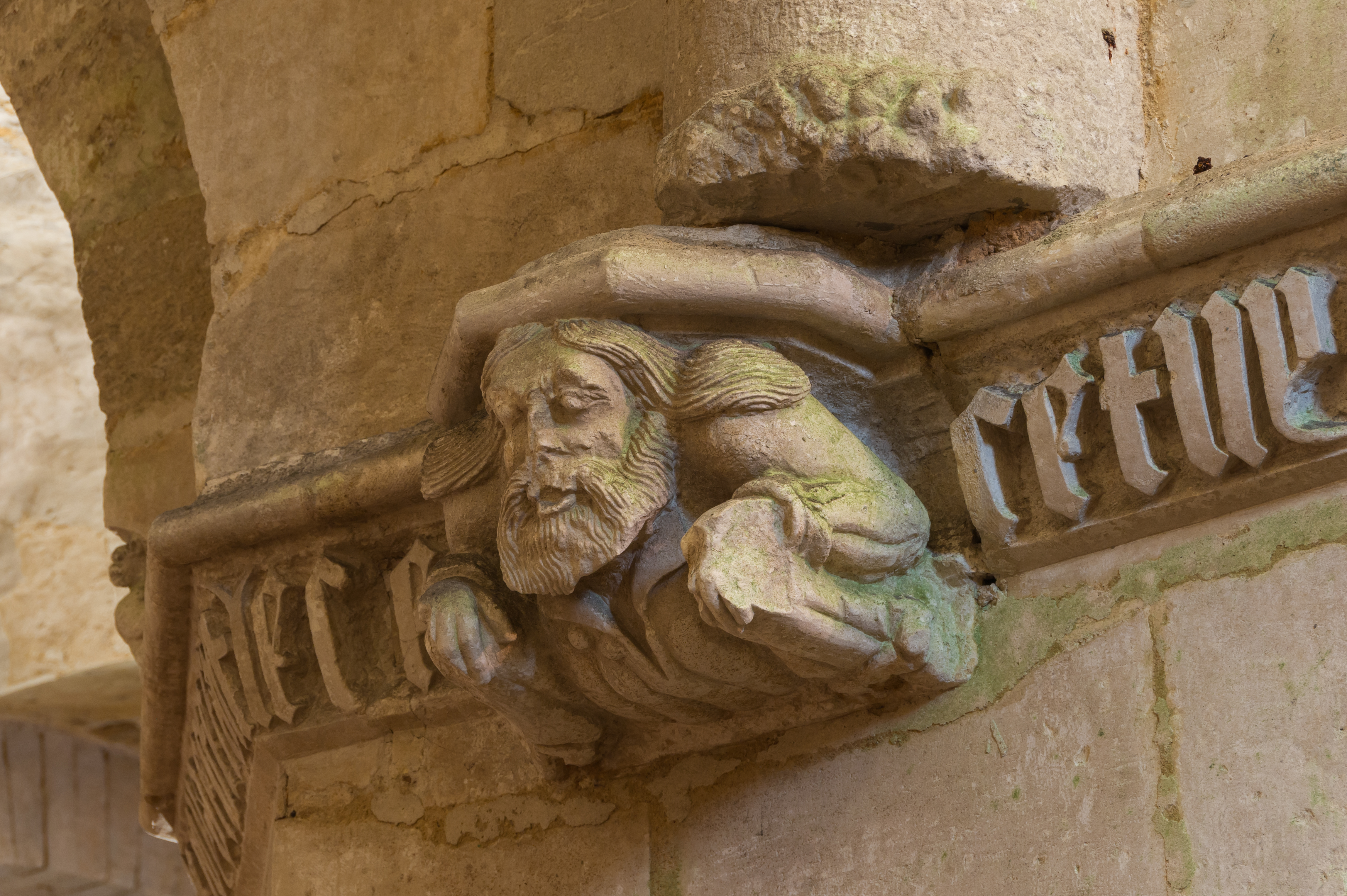
Chapiteau gothique.
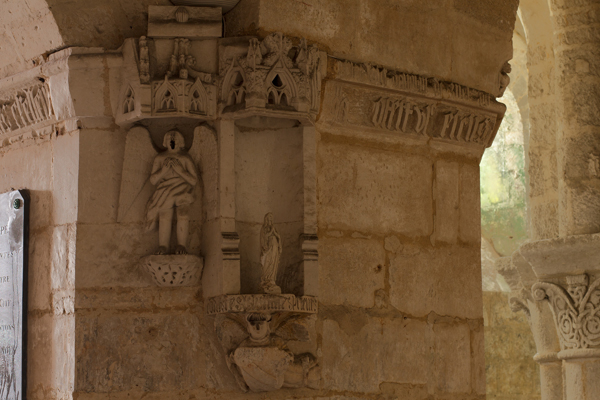
Chapiteau gothique.
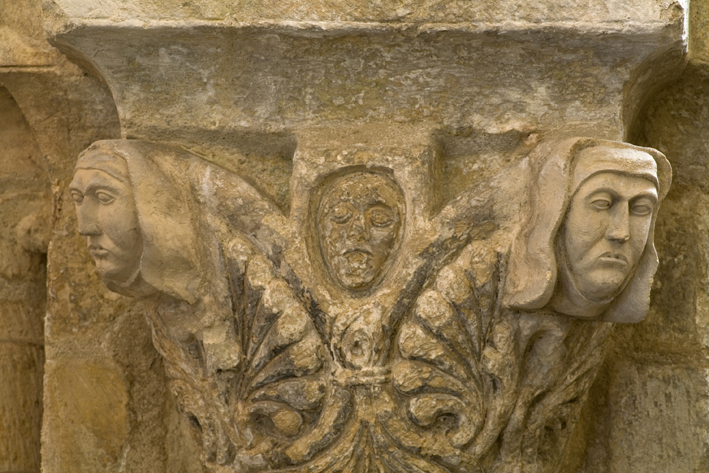
Chapiteau gothique.
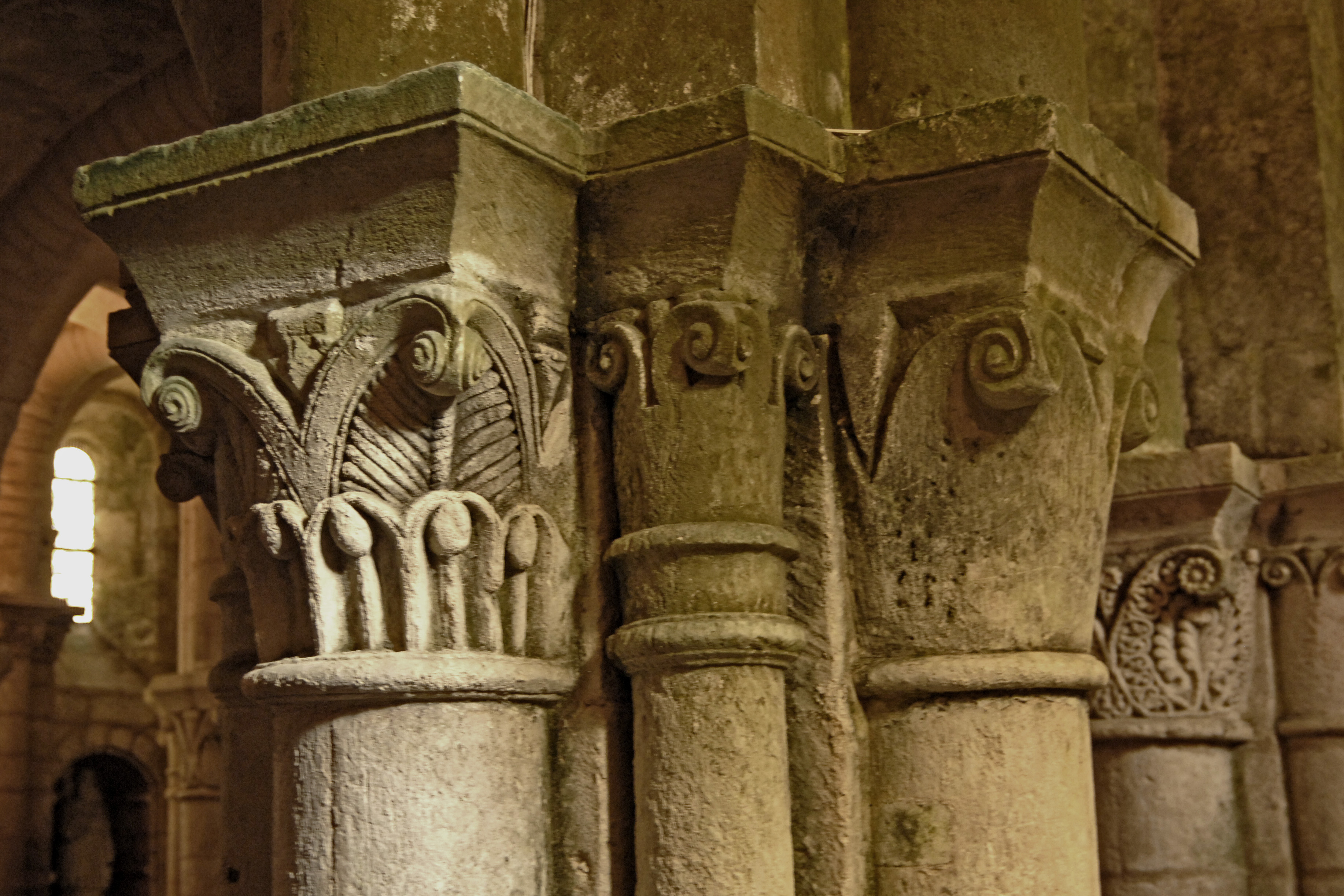
Chapiteaux romans à motifs végétaux.
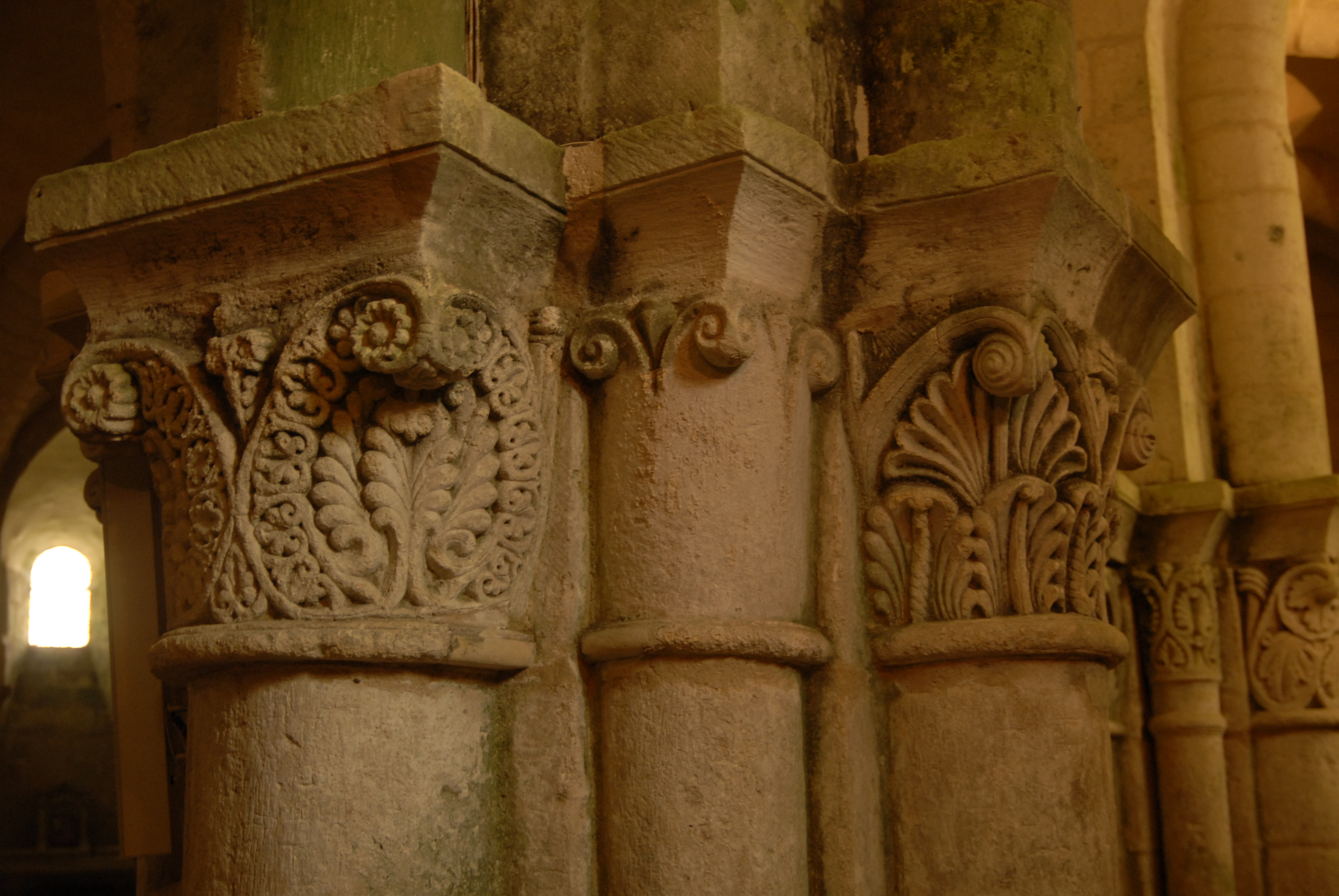
Chapiteaux romans à motifs végétaux.
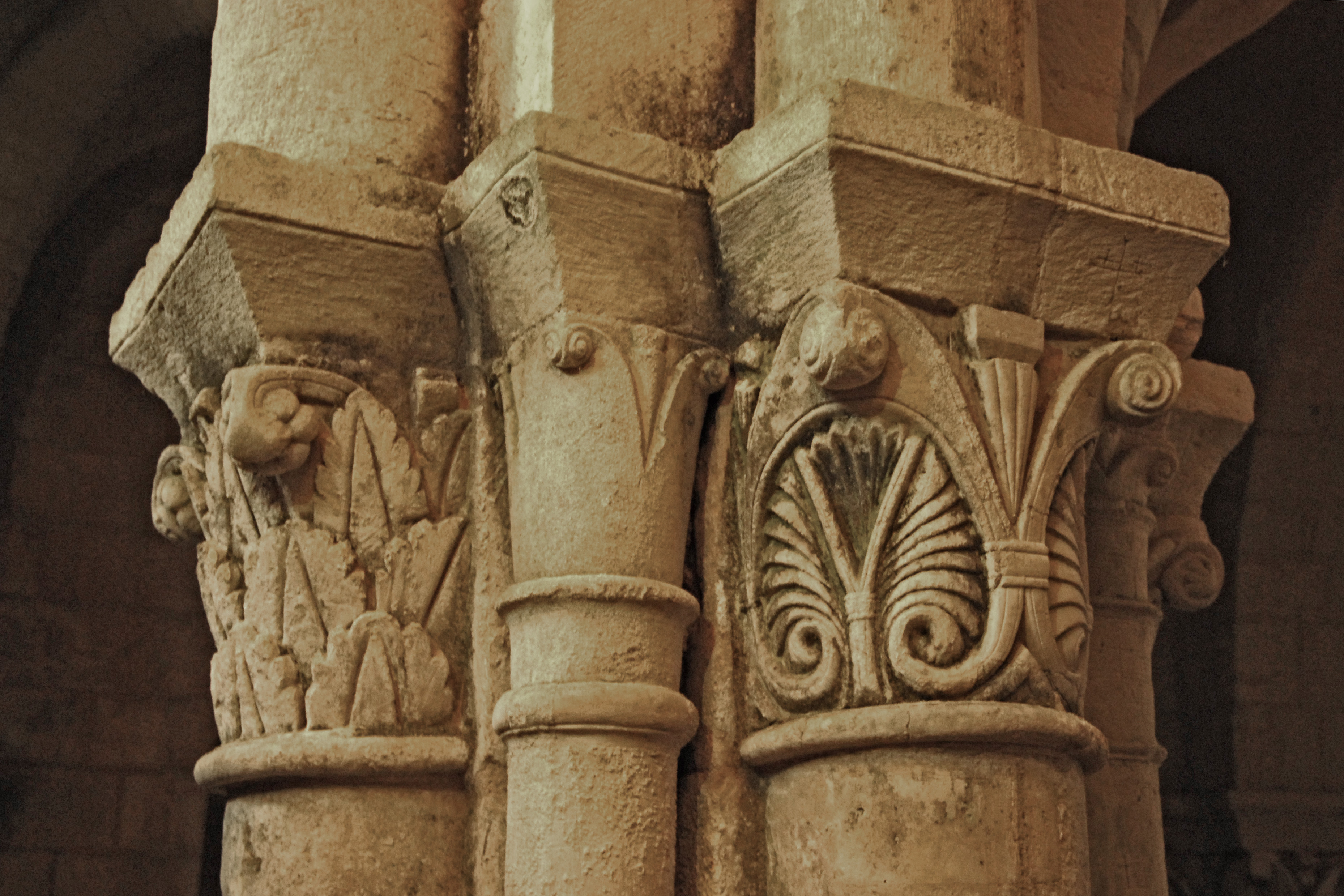
Chapiteaux romans à motifs végétaux.

### L'église haute
Dans sa configuration actuelle, l'église haute se compose des deux bras du transept et d'une profonde abside servant aujourd'hui de nef. Cette dernière se compose de quatre travées droites couvertes d'une voûte en berceau brisé, doublées par des bas-côtés aux voûtes en demi-berceau, et se prolonge par une chapelle axiale servant désormais de chœur liturgique. Composé d'une travée et d'un rond-point à cinq pans, l'ensemble est voûté d'ogives. Deux chapelles latérales romanes bordent la chapelle axiale. Le vaisseau central est surhaussé grâce à des colonnettes engagées prenant appui sur des consoles.
La longueur totale de la basilique atteint 42 mètres pour une hauteur sous voûte de 10 mètres, ce qui représentait en soi une prouesse pour l'époque. La hauteur est portée à 14 mètres sous la coupole de la croisée. Parmi les éléments remarquables de la basilique figurent notamment les chapiteaux, œuvres d'un second atelier de sculpture ayant poursuivi les travaux engagés quelques décennies plus tôt. Il y a notamment une « pesée des âmes » dont la réalisation a dû intervenir au début du XIIe siècle. La sculpture y prend une dimension particulière, se développant en un foisonnement de détails mêlant personnages et motifs végétaux. Ce chapiteau, parmi les plus connus, montre le jugement d'un juste, ce qu'indique le fléau d'une balance inclinant vers un ange à l'air serein, tandis qu'un démon anthropomorphe semble quant à lui fort dépité. D'autres chapiteaux historiés se remarquent, notamment celui montrant un « Daniel dans la fosse aux lions » d'un grand réalisme, remarquable notamment pour le drapé des vêtements. D'autres chapiteaux encore sont ornés de représentations animalières exotiques, parmi lesquelles des lions portant sur leurs dos des sortes d'oiseaux d'espèce indéterminée ; d'autres encore montrent ces mêmes animaux combattants, probable allégorie du combat des vices et des vertus, ou psychomachie. Il y a aussi la présence de personnages mythiques - ainsi d'une sirène - et d'animaux issus d'un bestiaire fantastique qui se retrouve par ailleurs dans nombre d'églises romanes de la région. Enfin, certains chapiteaux sont ornés de motifs géométriques, de rinceaux, de médaillons, de feuillages et de palmettes.

L'intérieur de l'église haute
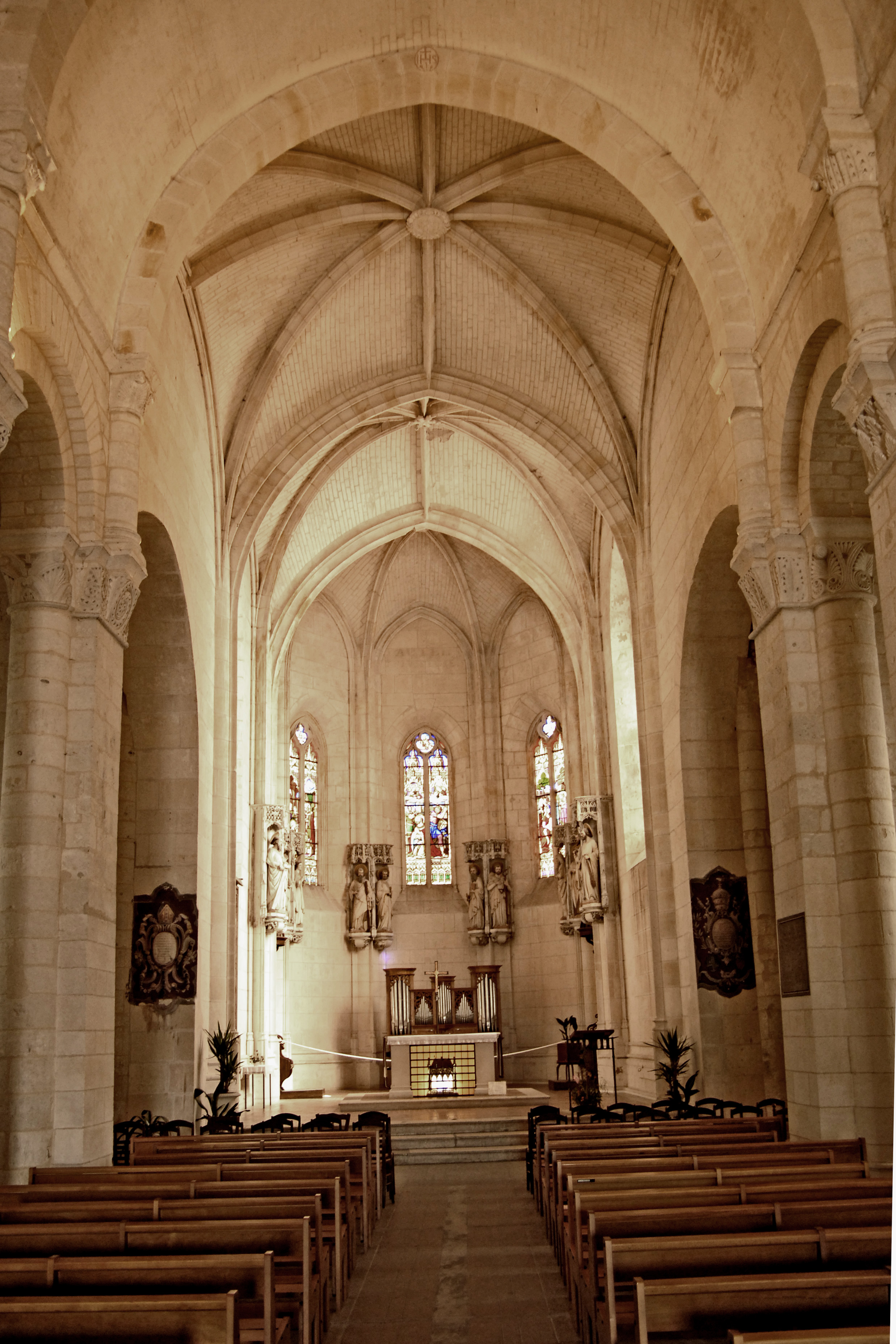
Le chœur.
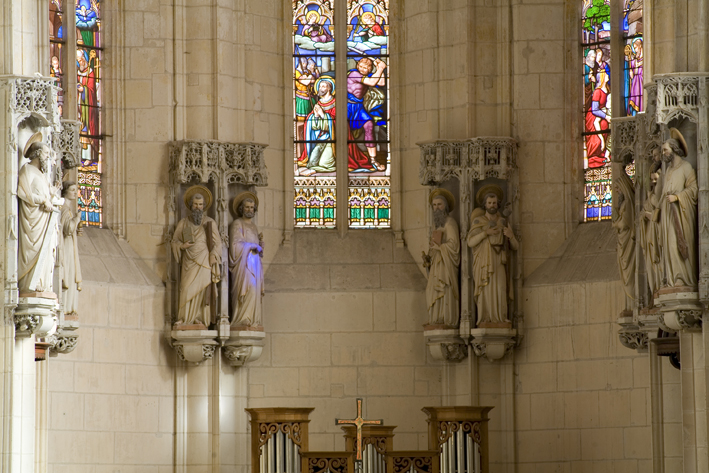
Les Douze Apôtres, dans l'abside centrale.
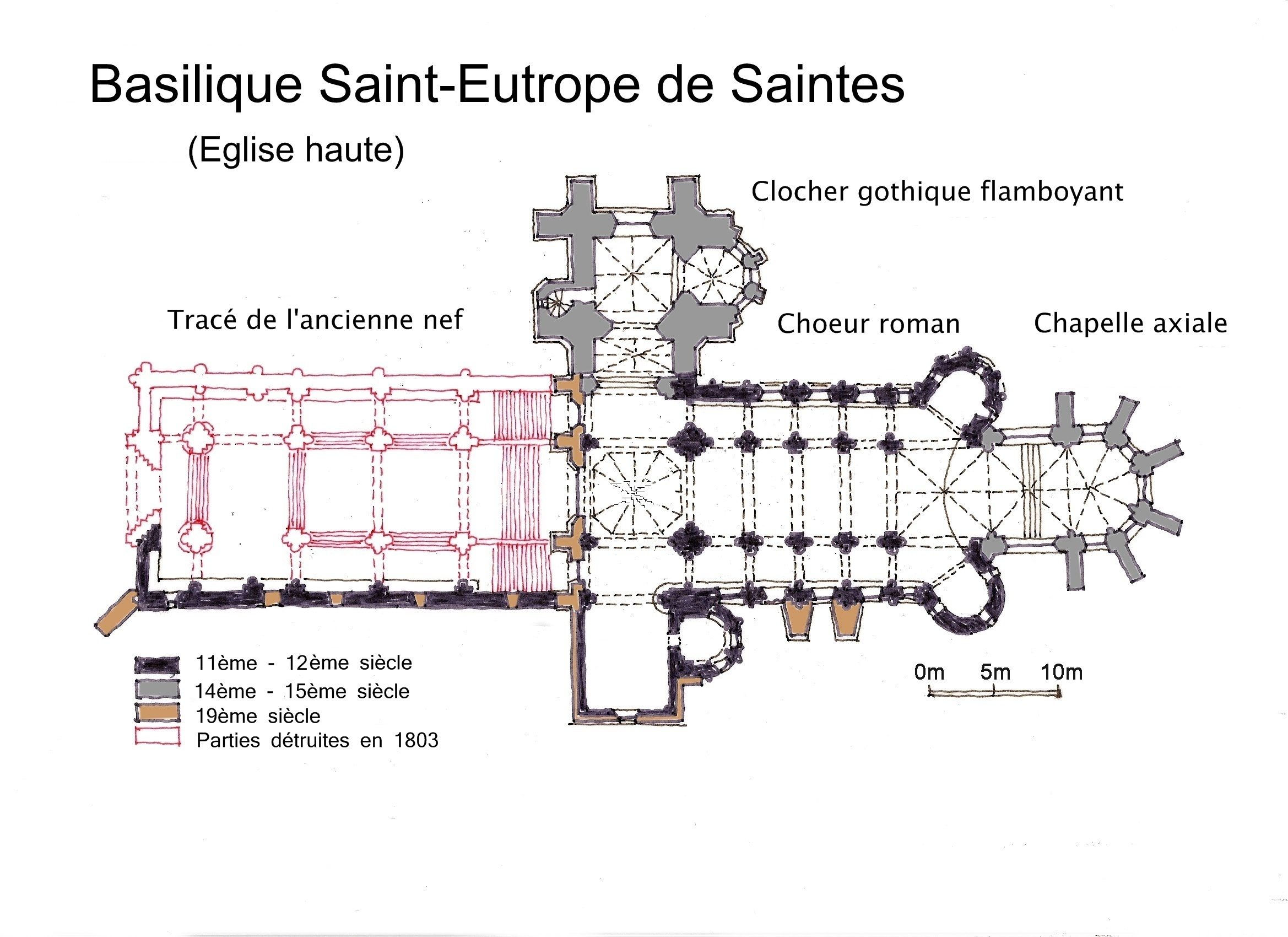
Plan.
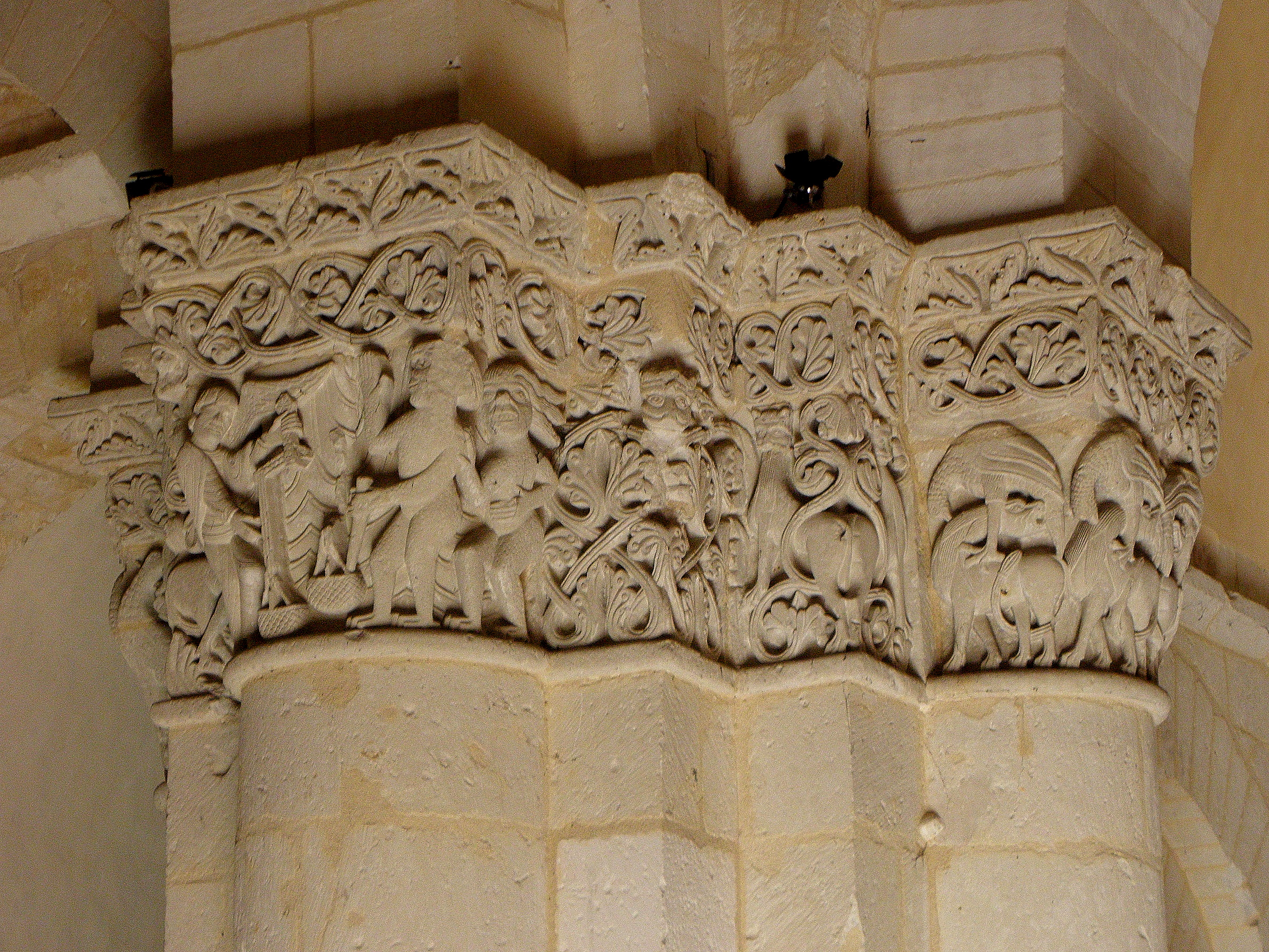
La pesée des âmes.
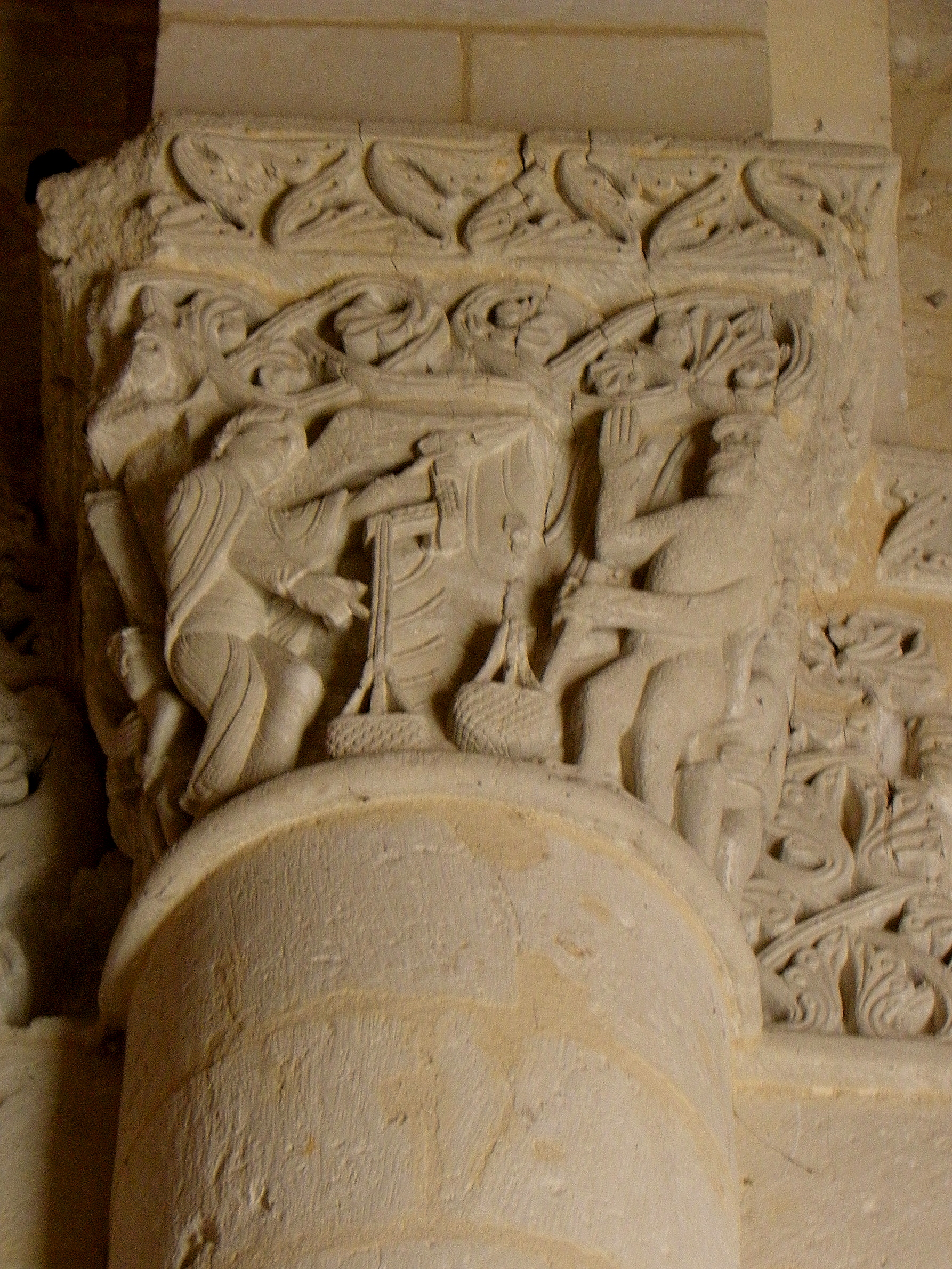
La pesée des âmes, détail.
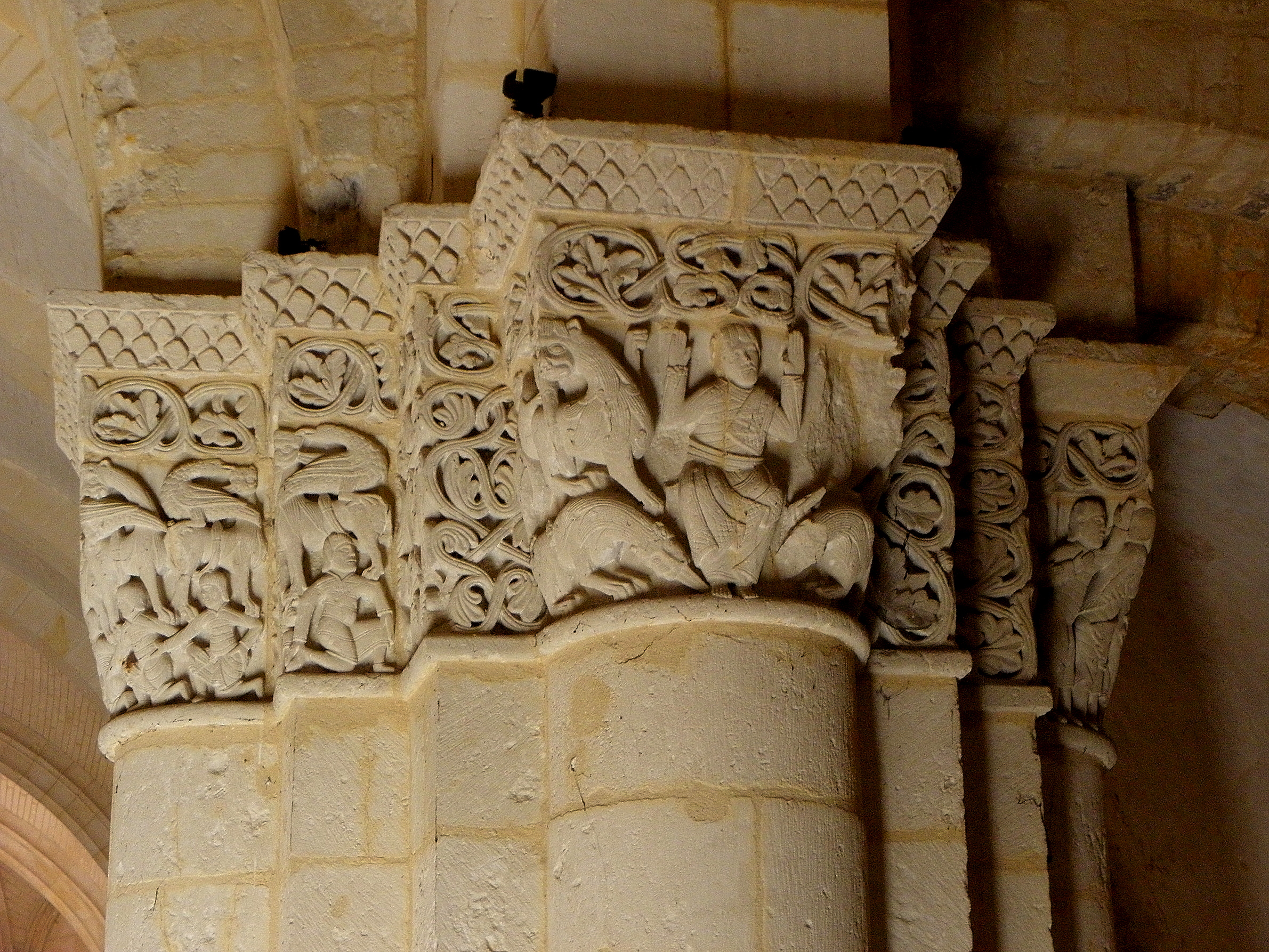
Daniel dans la fosse aux lions.
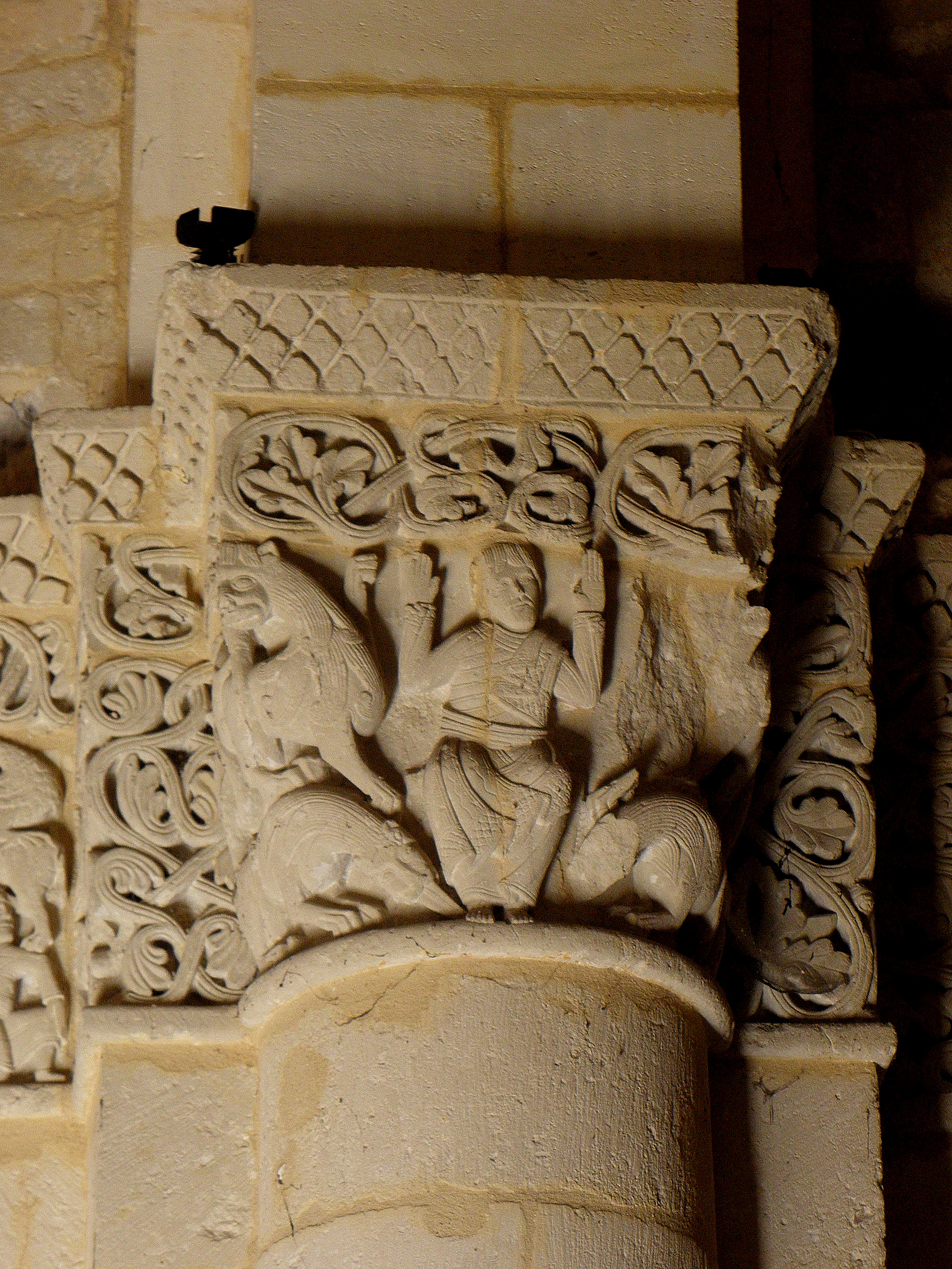
Daniel dans la fosse aux lions, détail.
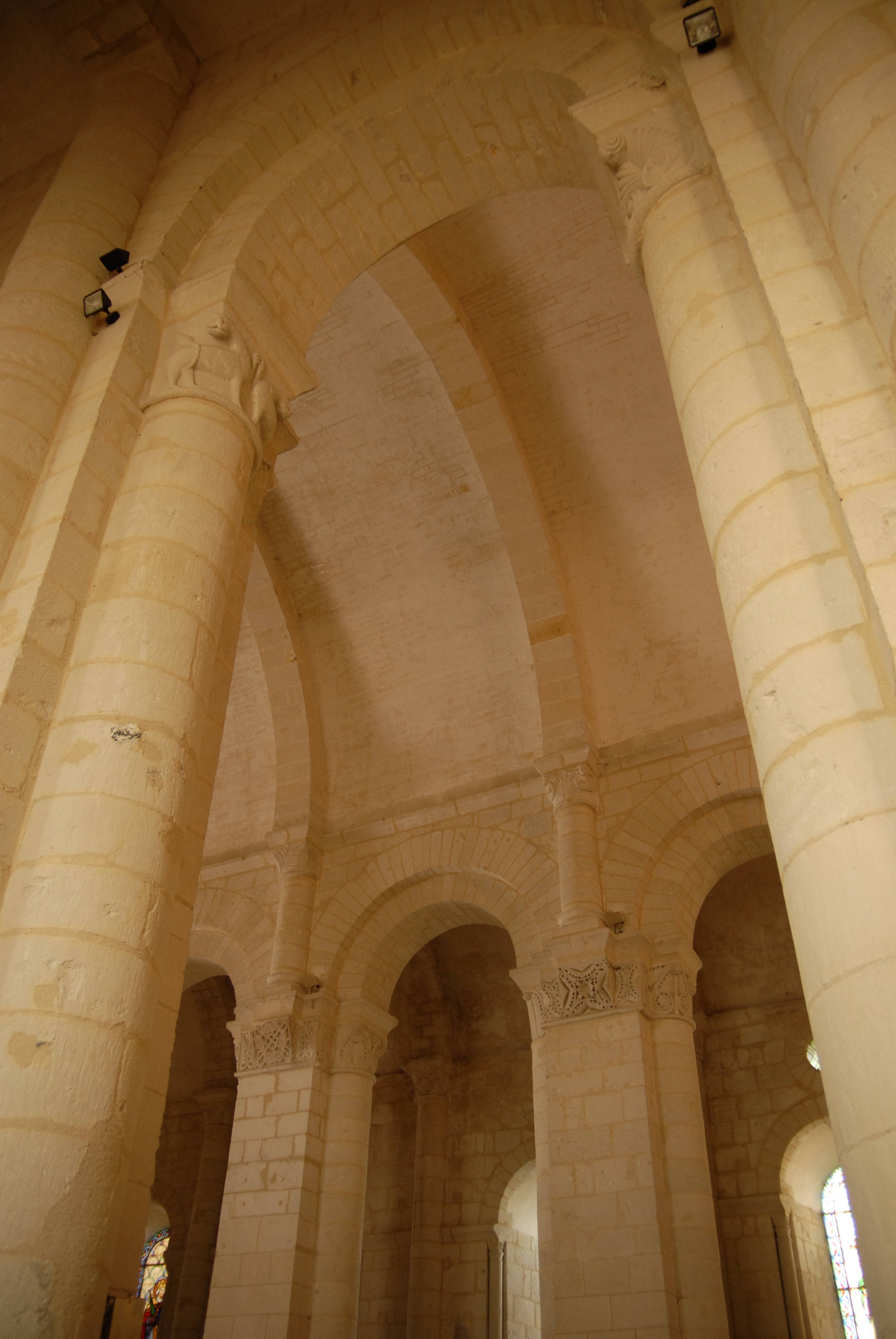
Voûte, vue depuis le collatéral sud.
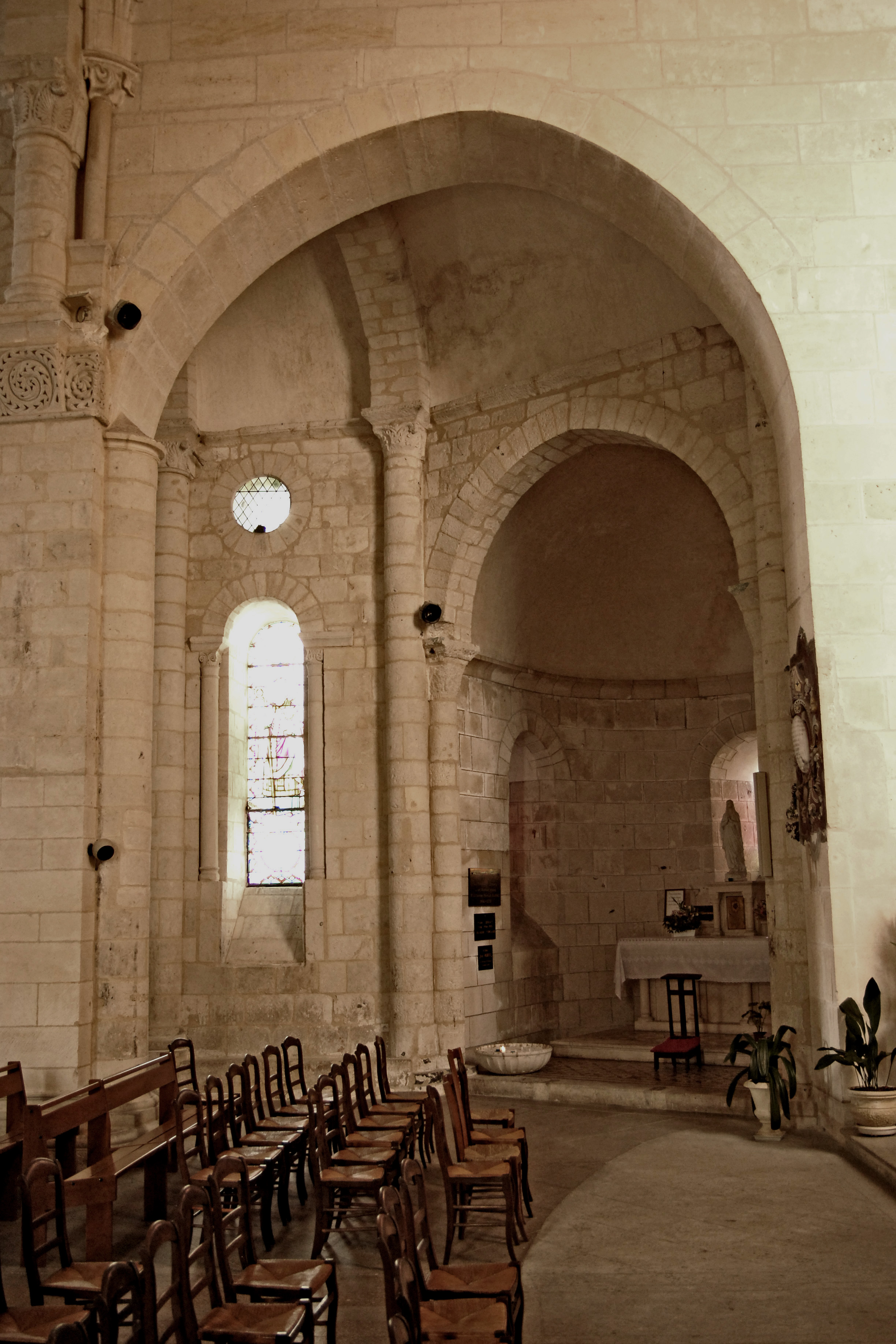
L'absidiole latérale nord.
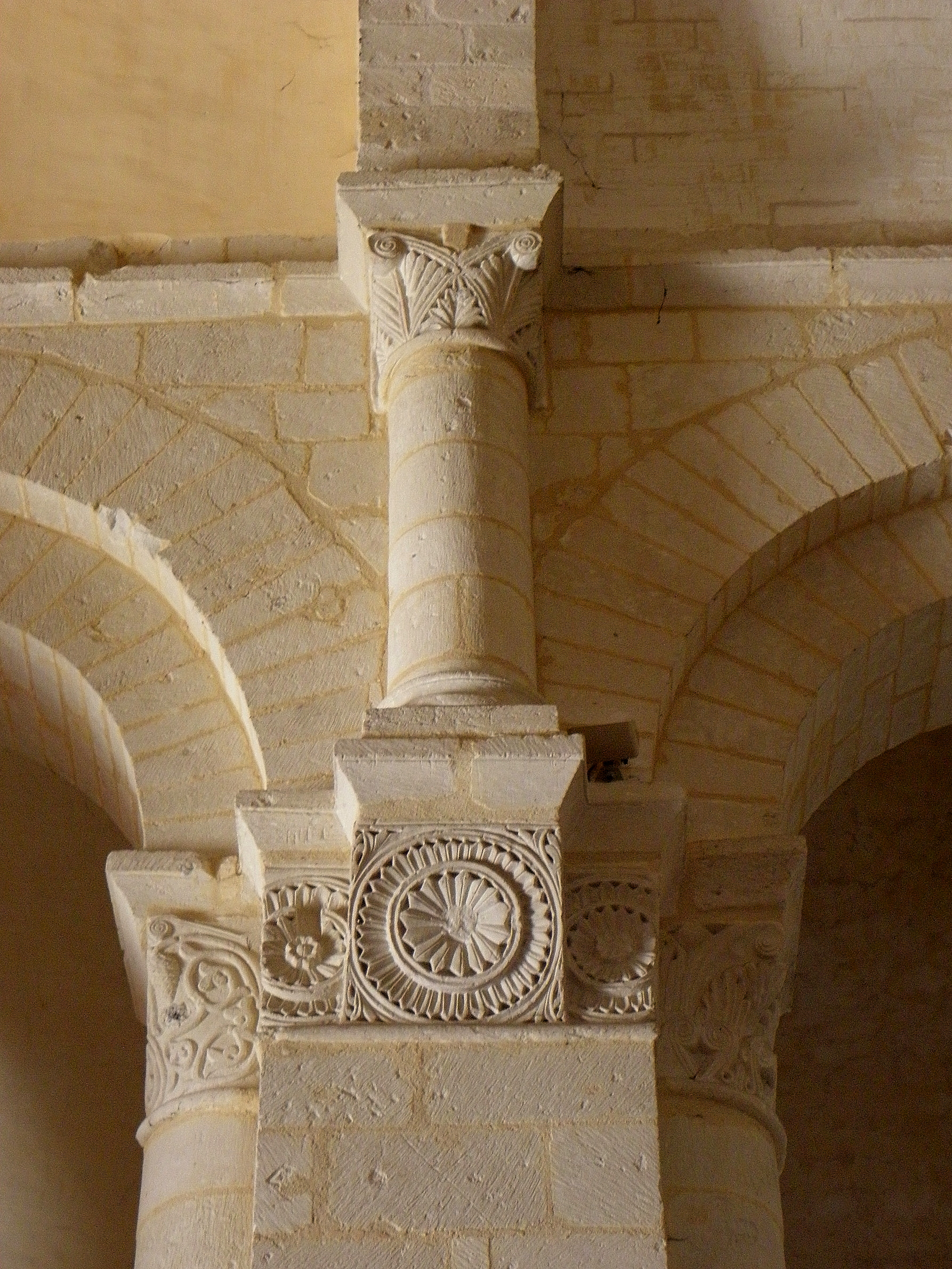
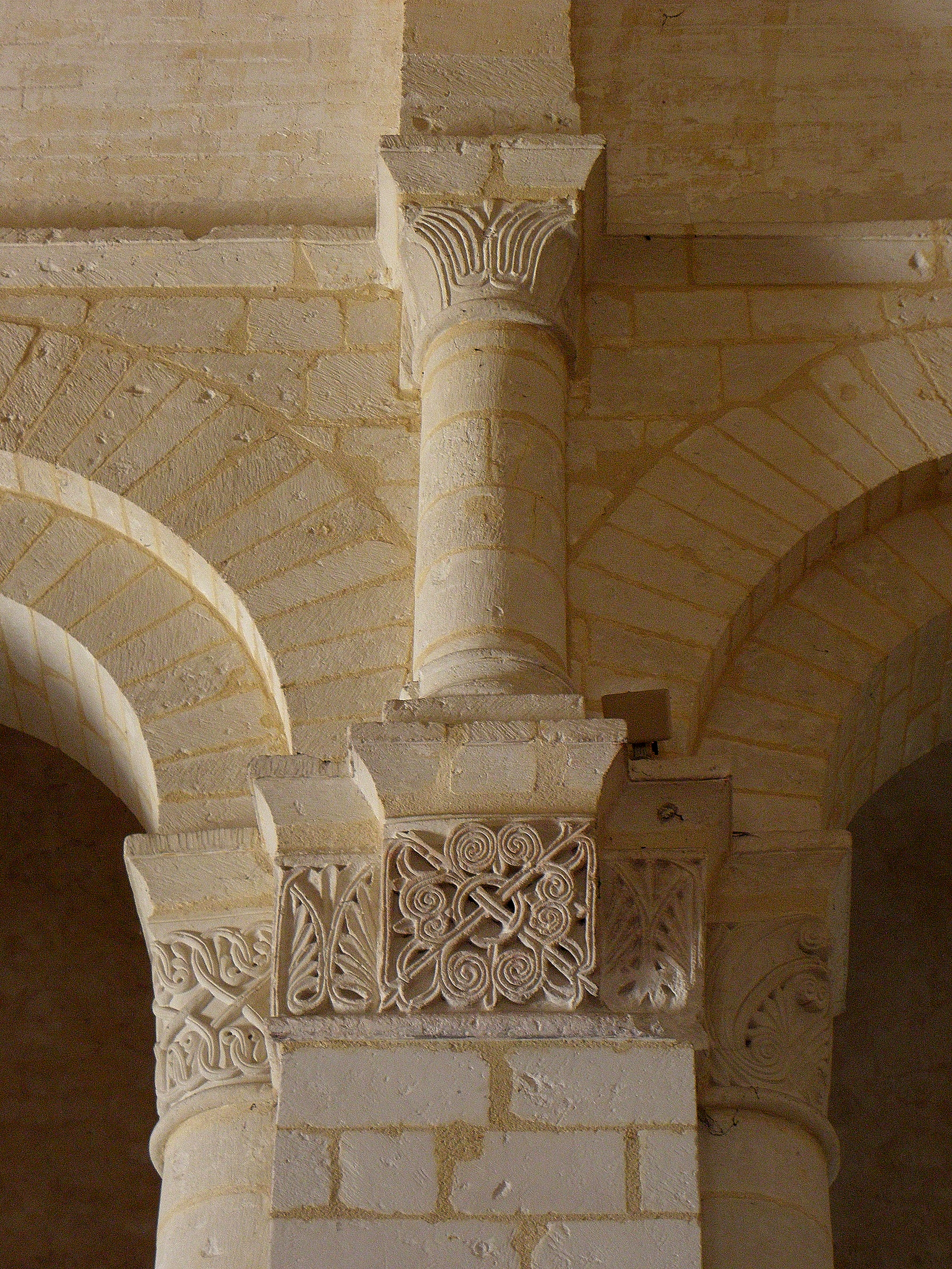
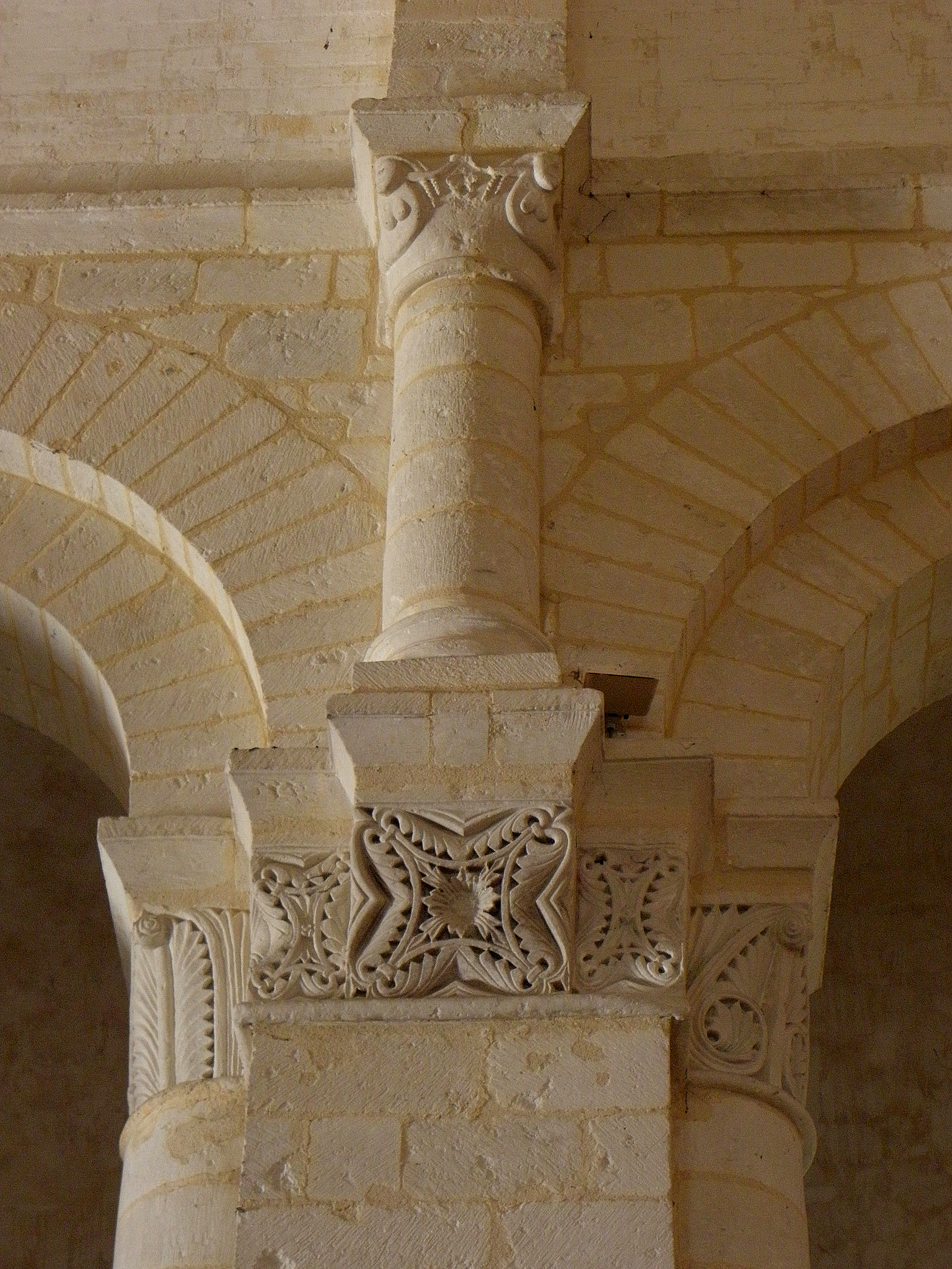
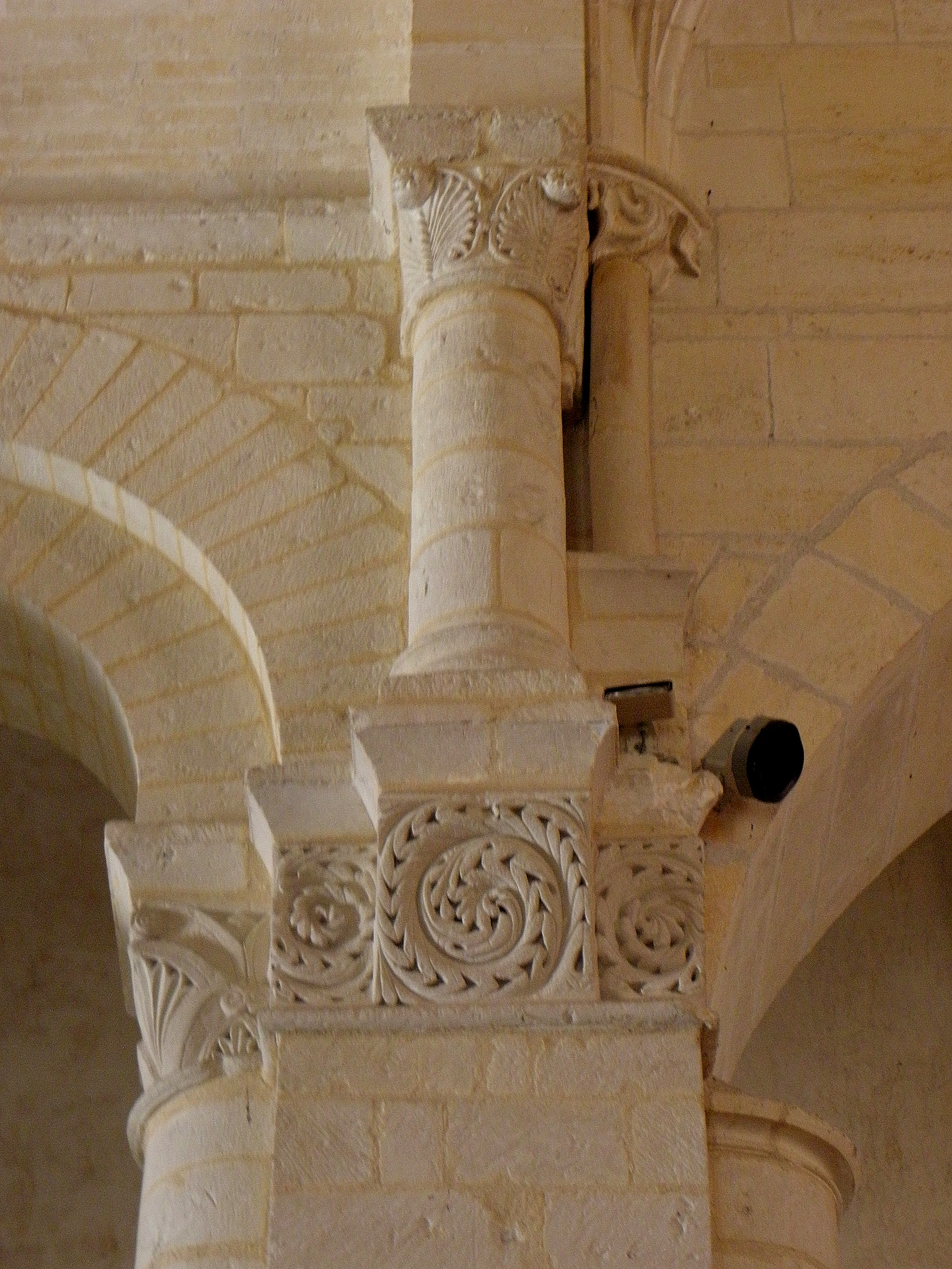
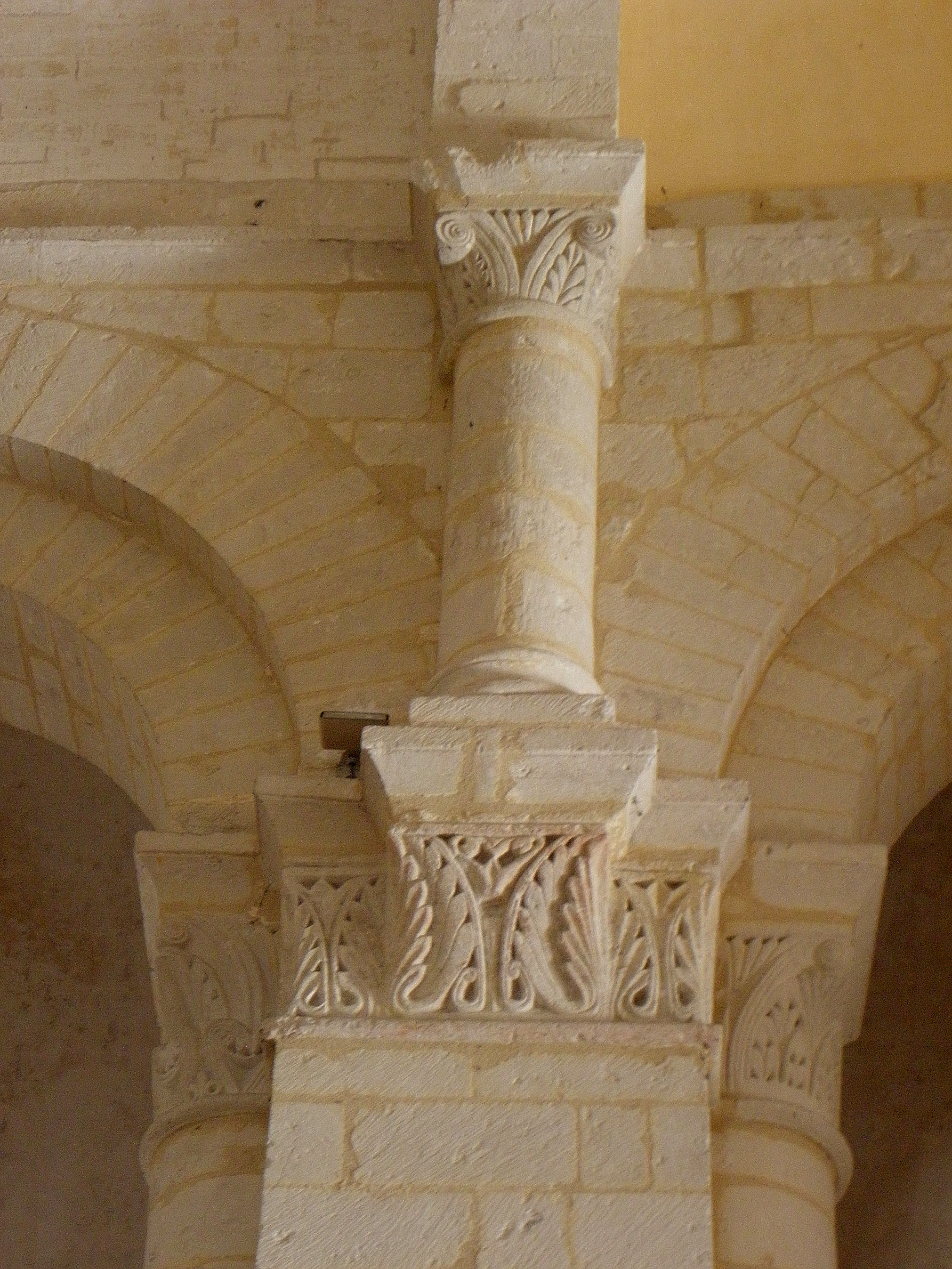
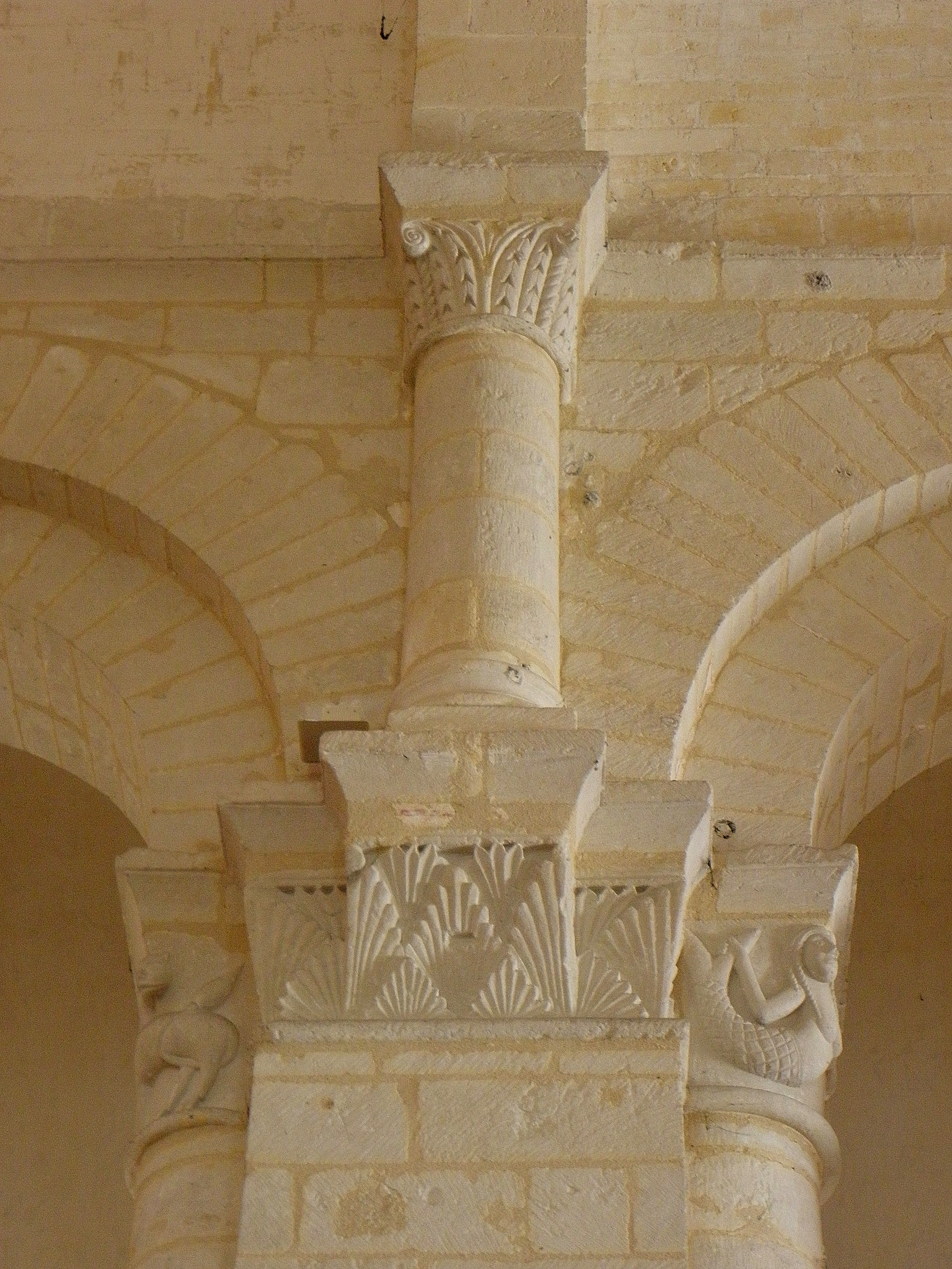
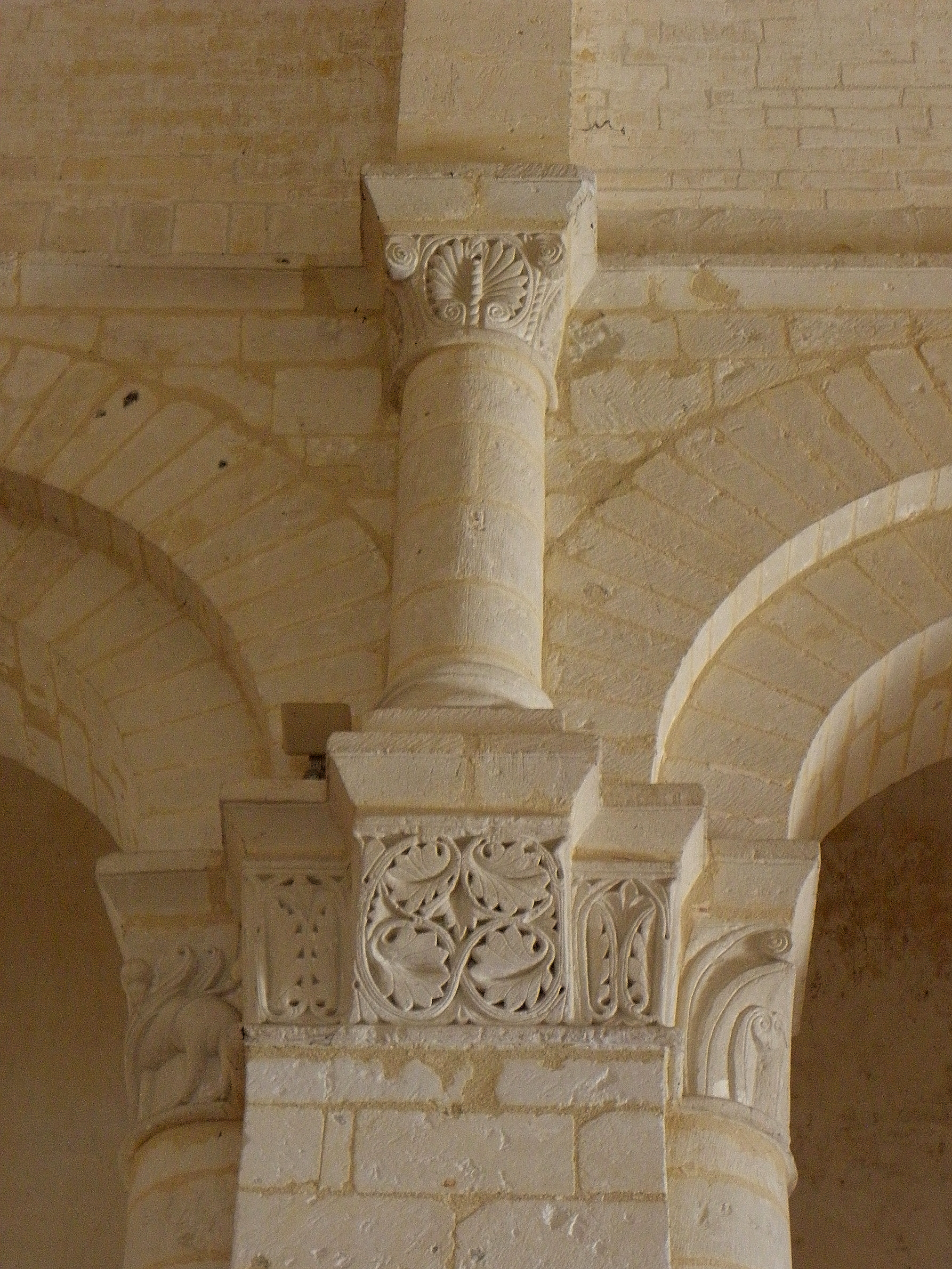
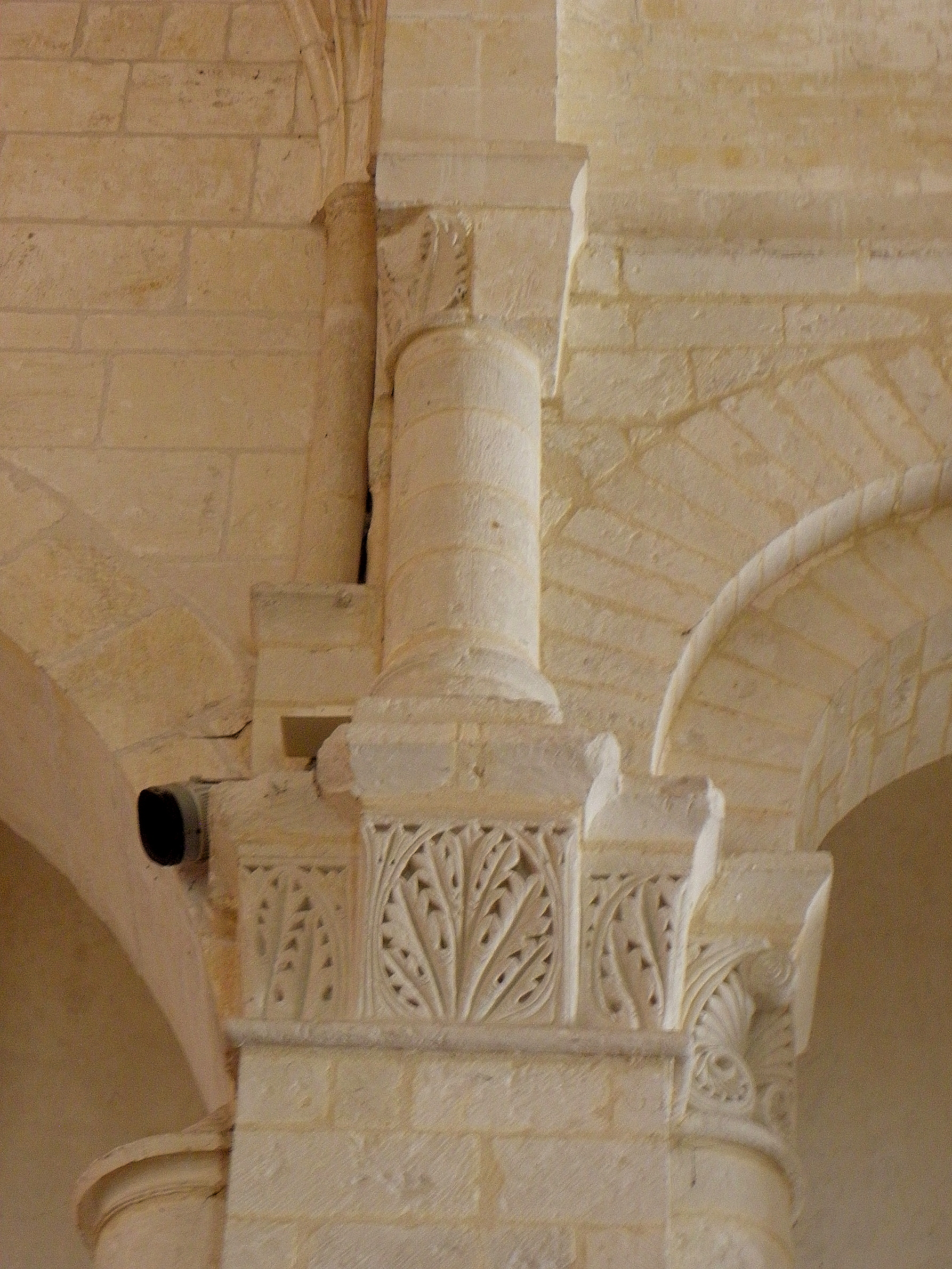
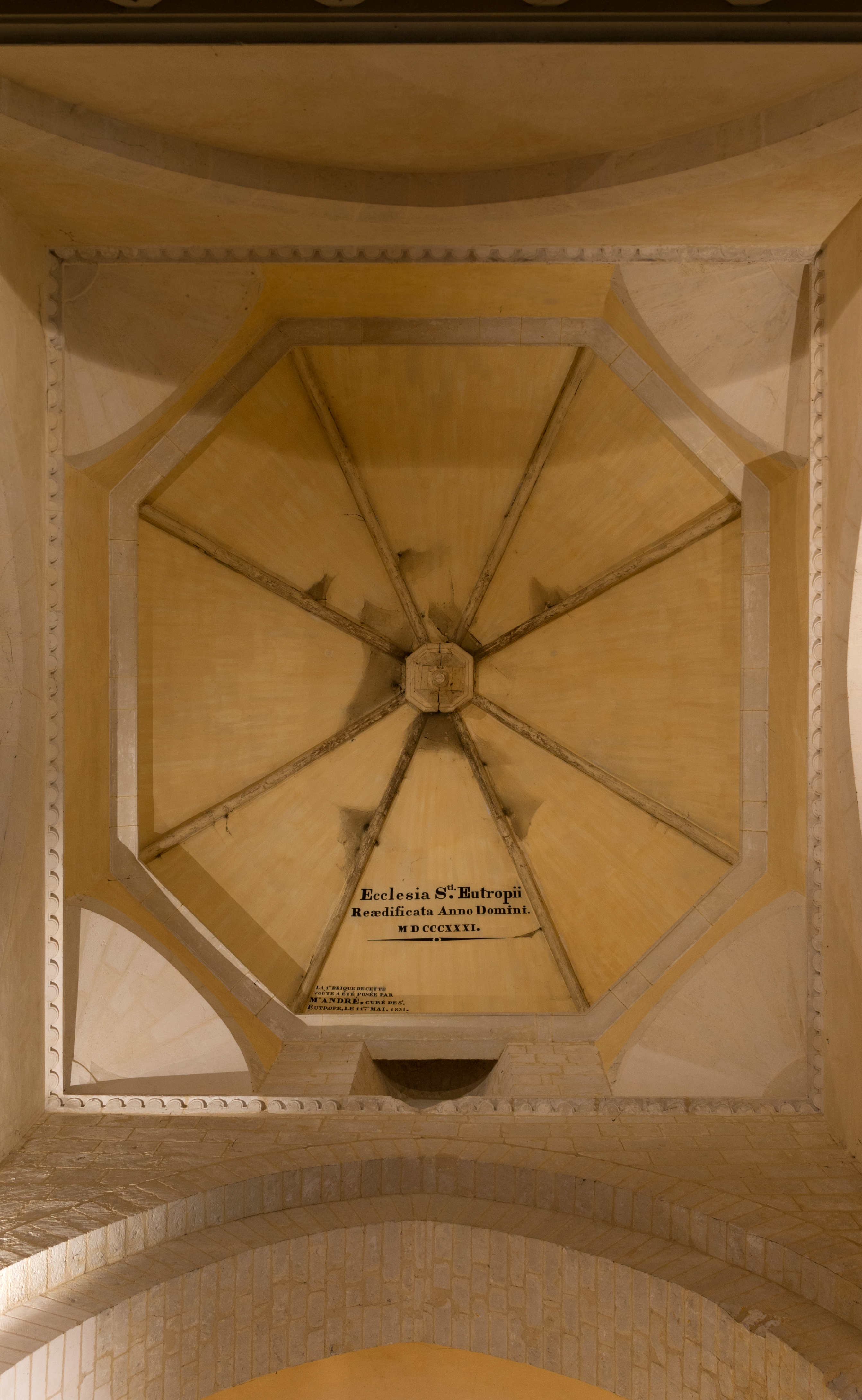
Coupole de la croisée du transept (XIXe siècle)

Cette richesse ornementale se retrouve également sur les murs extérieurs des collatéraux et des chapelles latérales du chœur. Ainsi, les murs des collatéraux s'élèvent-ils sur trois niveaux, soit deux niveaux d'arcatures en plein cintre séparés par un mur plein. Des contreforts-colonnes séparent de grands arcs ornés de dents-de-loups ou s'ouvrent, dans la partie supérieure, de grandes baies romanes surmontées d'oculi, tandis que le niveau inférieur témoigne d'une plus grande sobriété, mais reprend un schéma assez proche. Ainsi, de petites baies en plein cintre éclairent-elles l'église basse. Enfin, les chapelles latérales développent quatre niveaux d'élévation : frise d'arcatures en plein-cintre dans la partie supérieure, puis baies encadrées de colonnettes en alternance avec des arcades aveugles, mur plein et nouvelle série de baies en plein-cintre au niveau inférieur.

L'extérieur de l'église haute
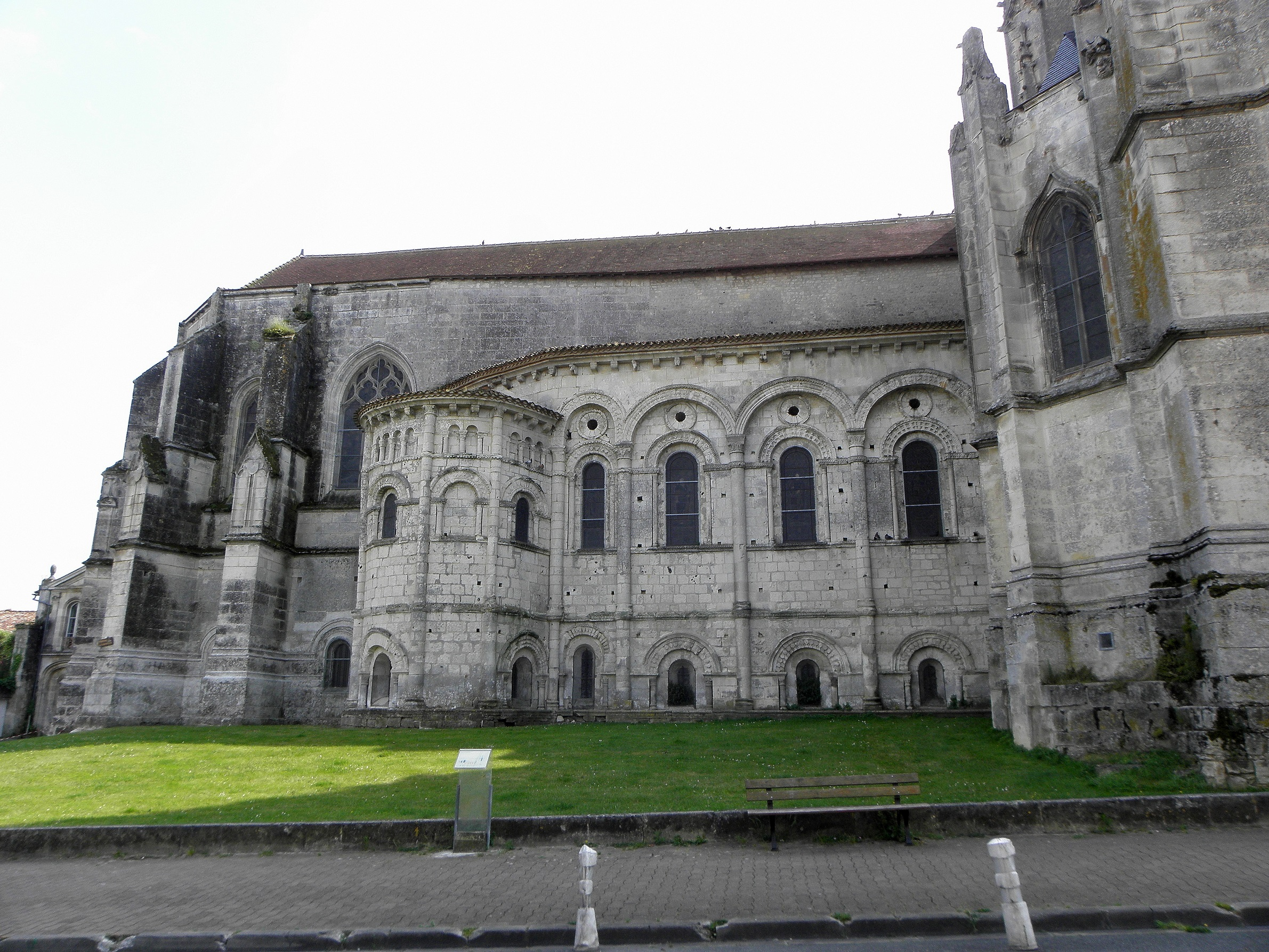
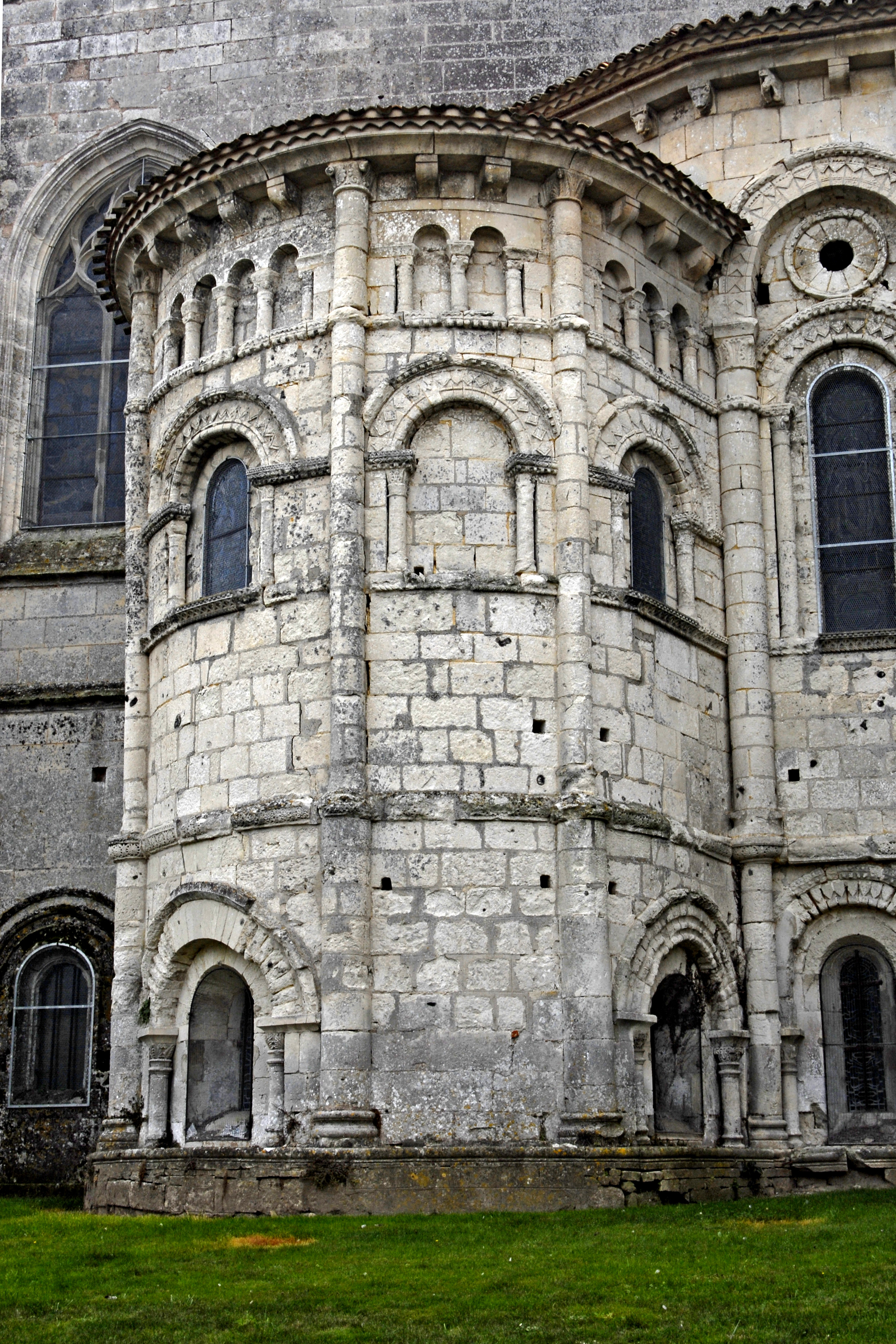

À l'intérieur se retrouvent des vitraux datés pour la majorité de la fin du XIXe siècle et du début du XXe siècle. Sur les bas-côtés se trouvent des vitraux des ateliers Dagrant à Bordeaux et représentent les saints locaux ou ayant marqué l'histoire locale. Dans l'abside centrale représentent des scènes du martyre de saint Eutrope de Saintes et proviennent de l'atelier Gesta, à Toulouse. Les vitraux de l'absidiole nord datent du XXe siècle et proviennent de l'atelier Léglise à Paris.

Les vitraux de l'église haute
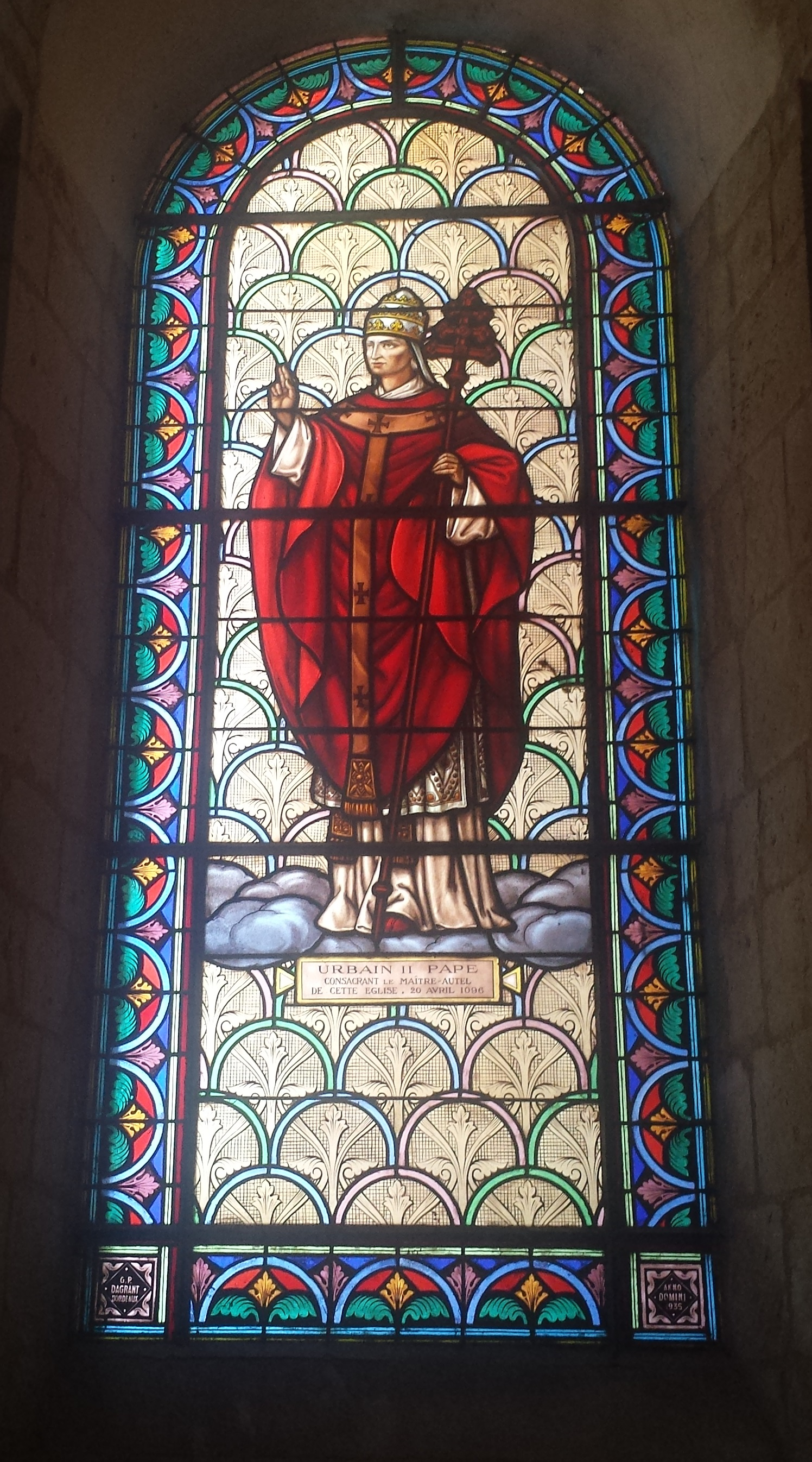
Urbain II.
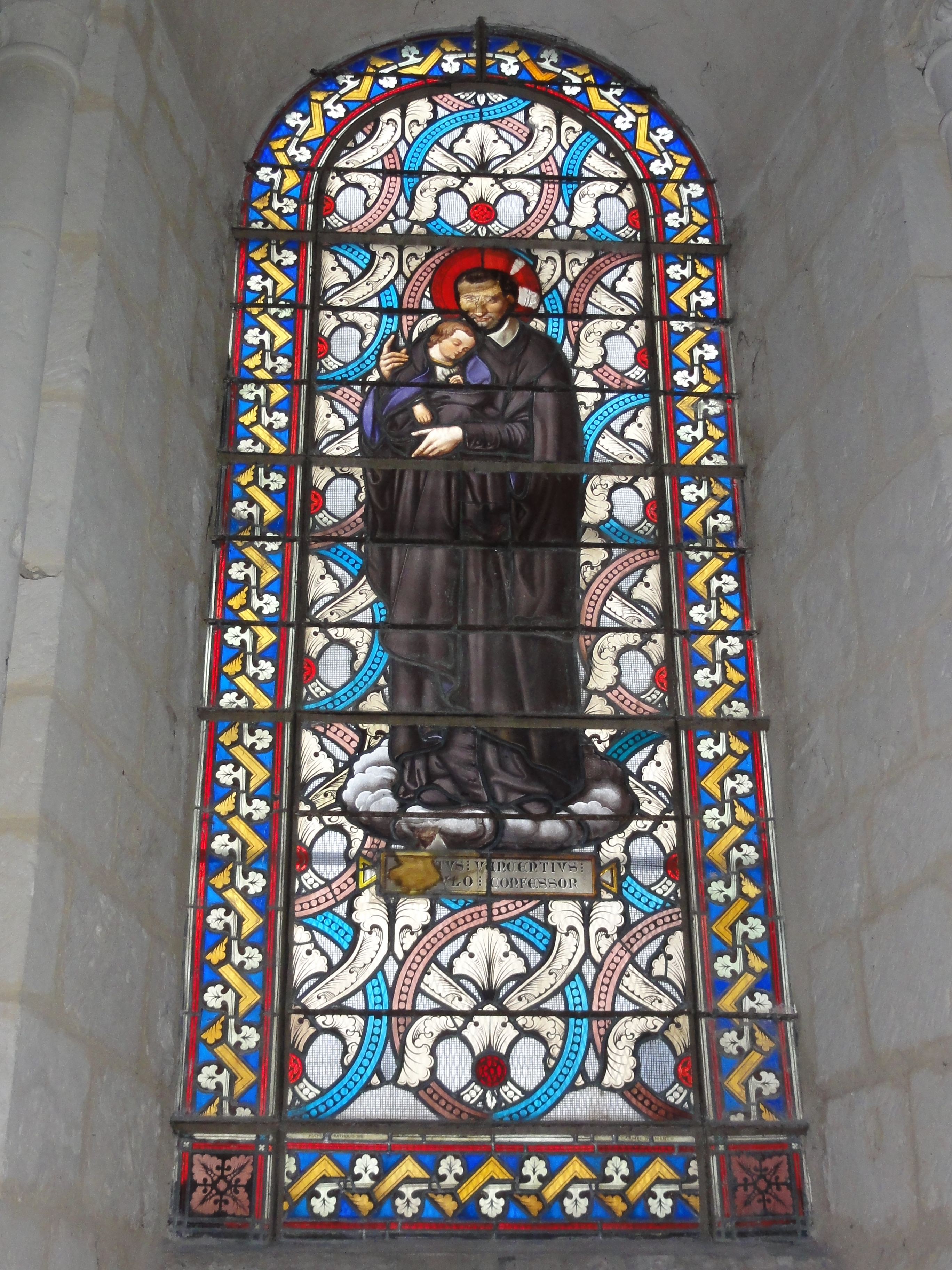
Saint Vincent de Paul.
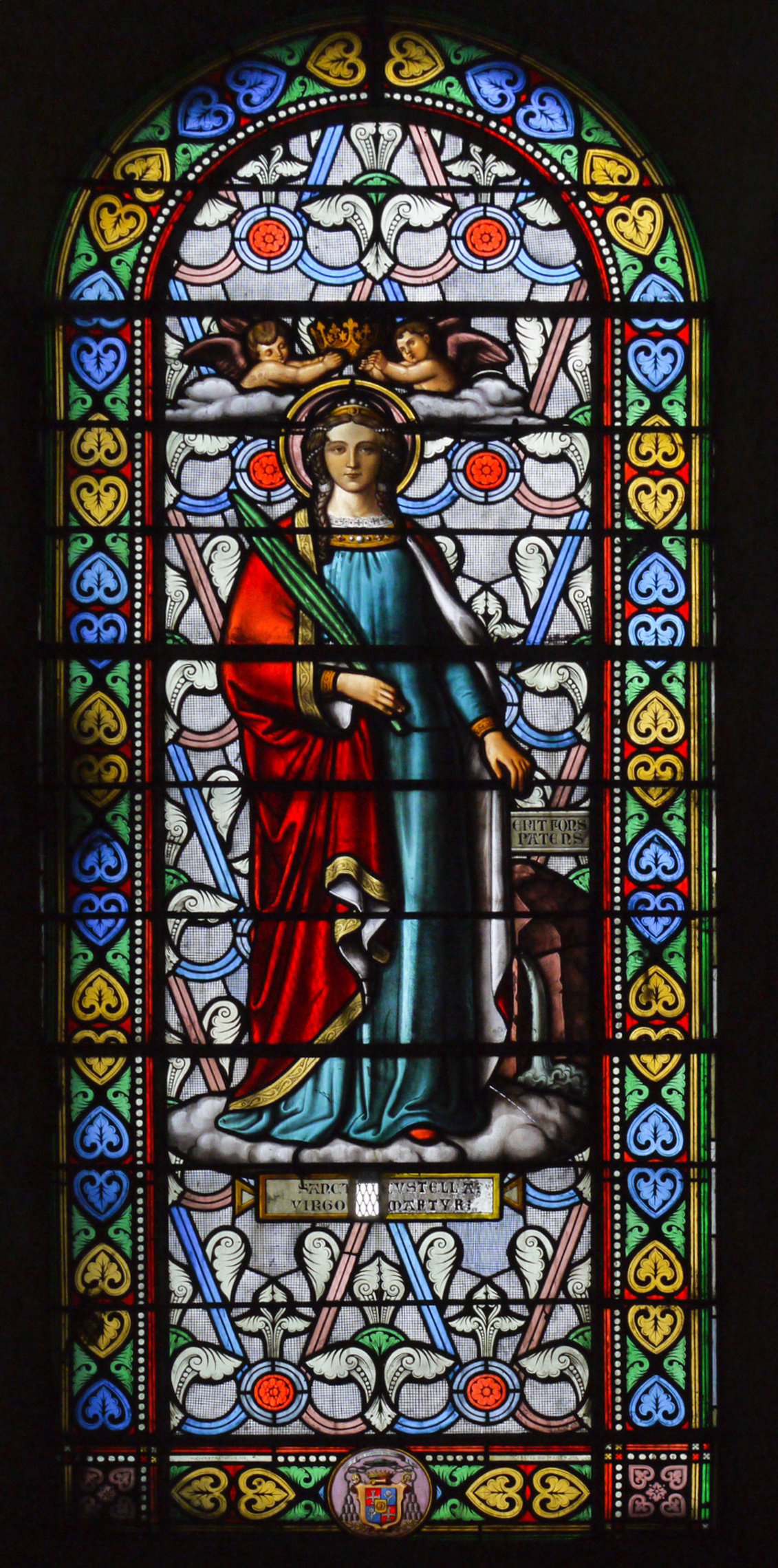
Sainte Estelle de Saintes.
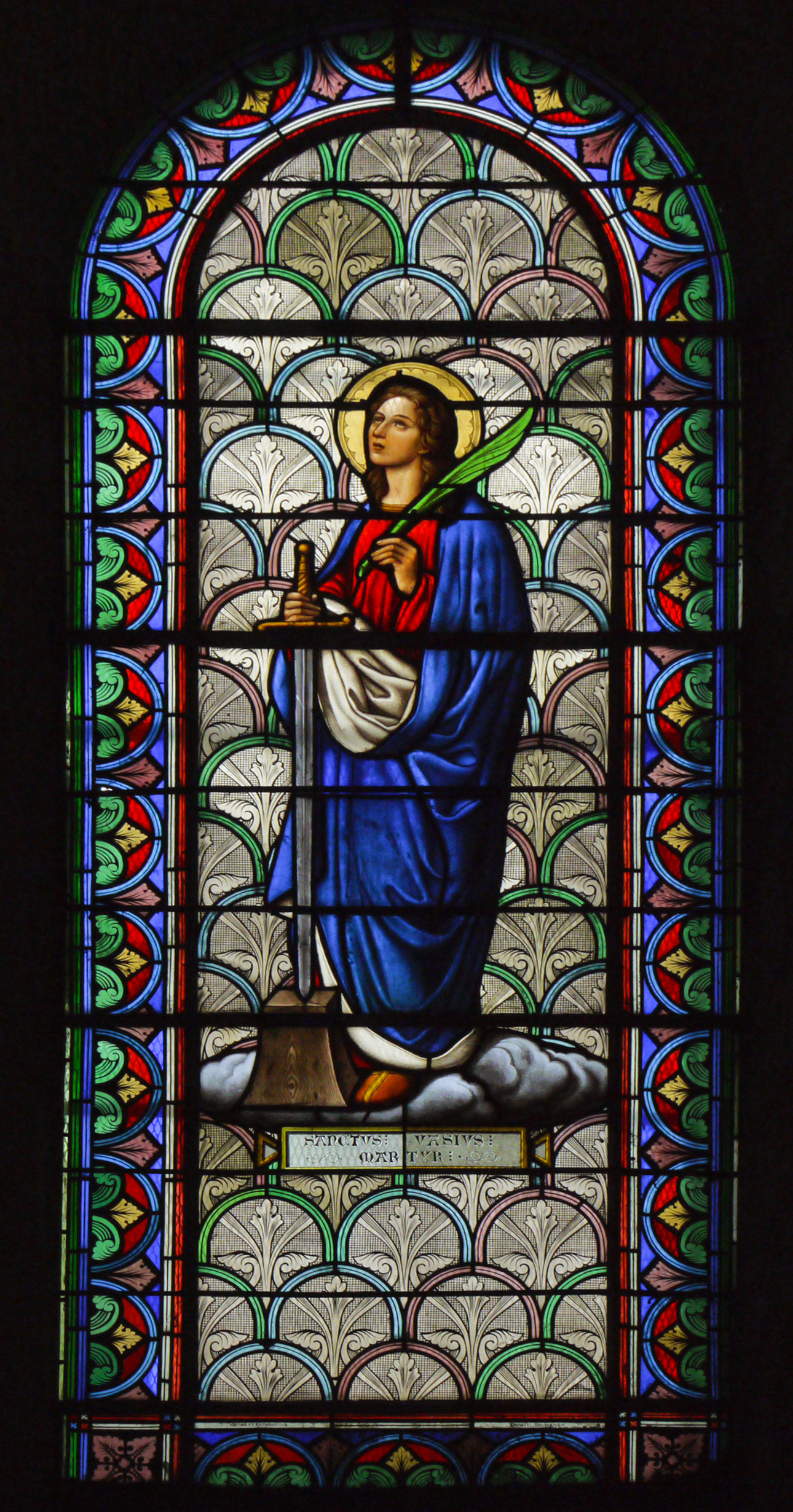
Saint Vaize.
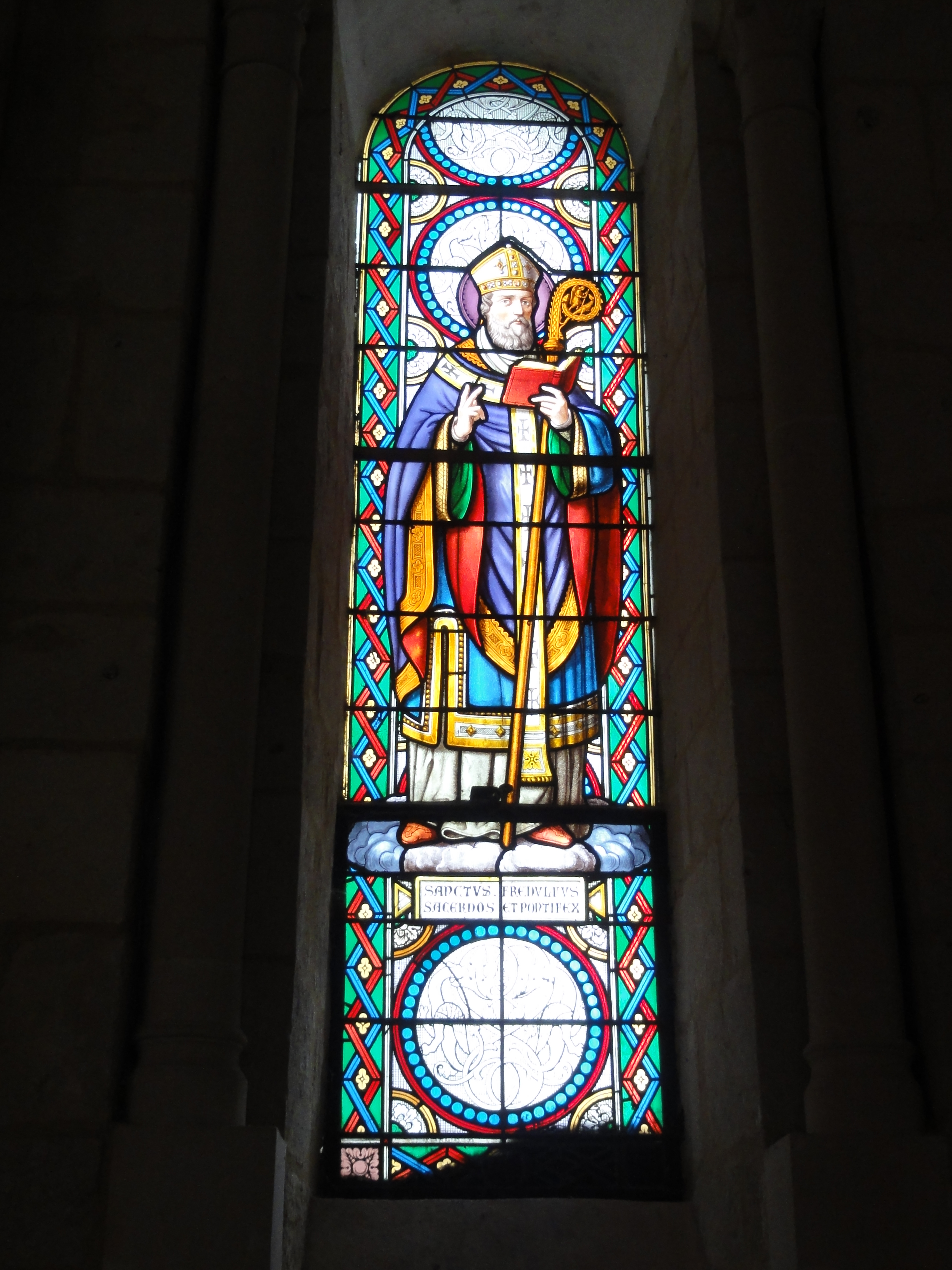
Saint Fredulfus.
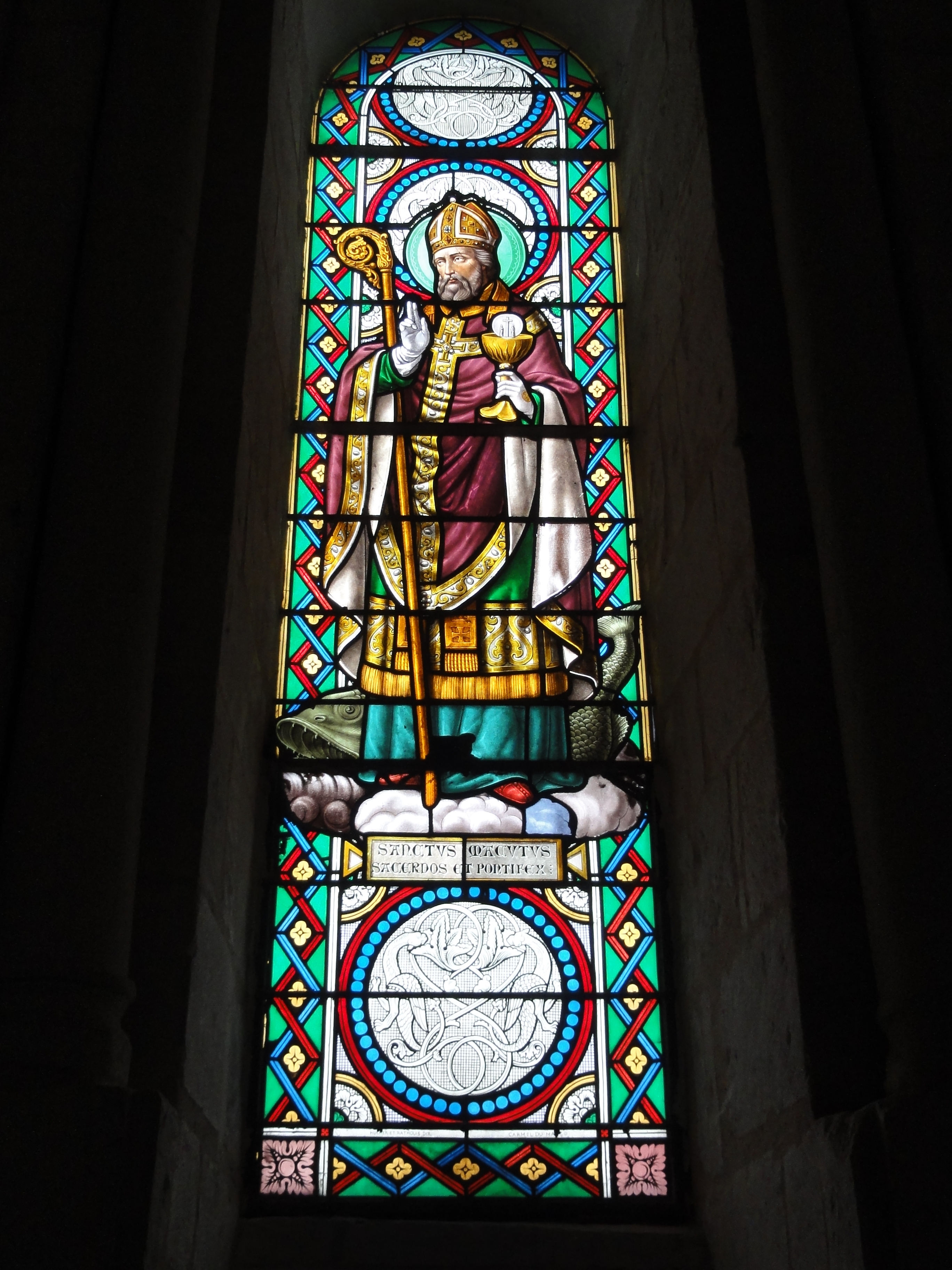
Saint Marcoul.
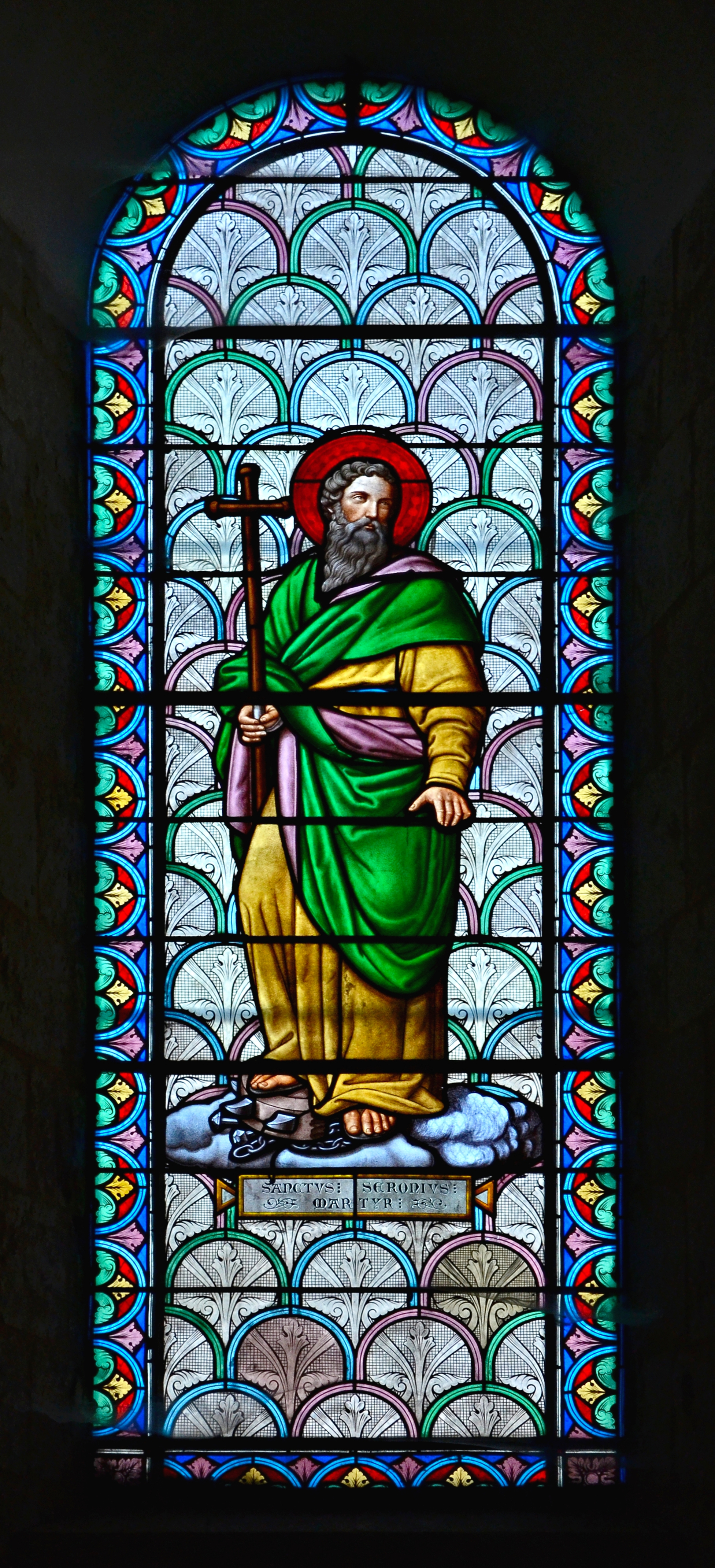
Saint Seronius.
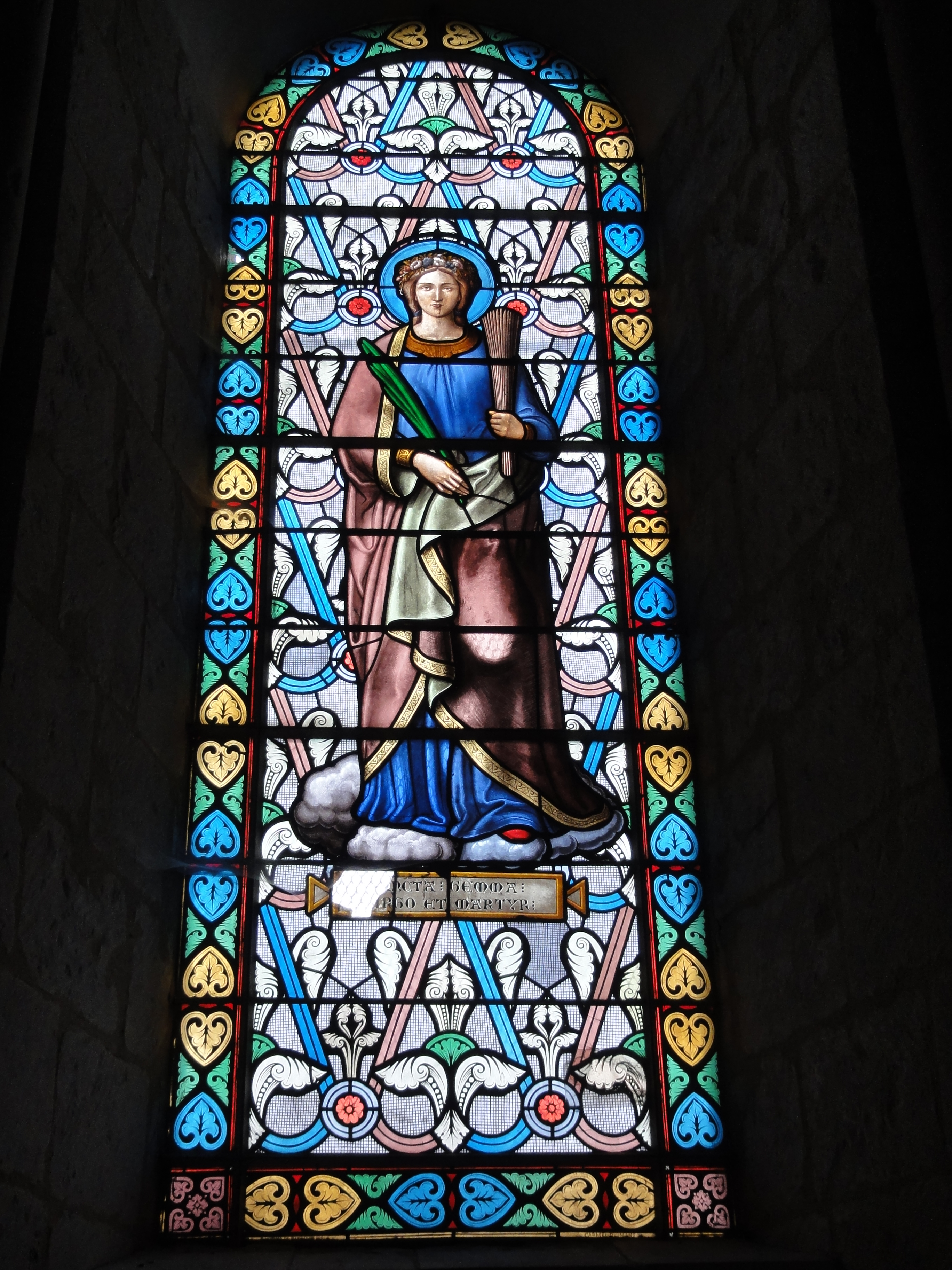
Sainte Gemma de Saintonge.
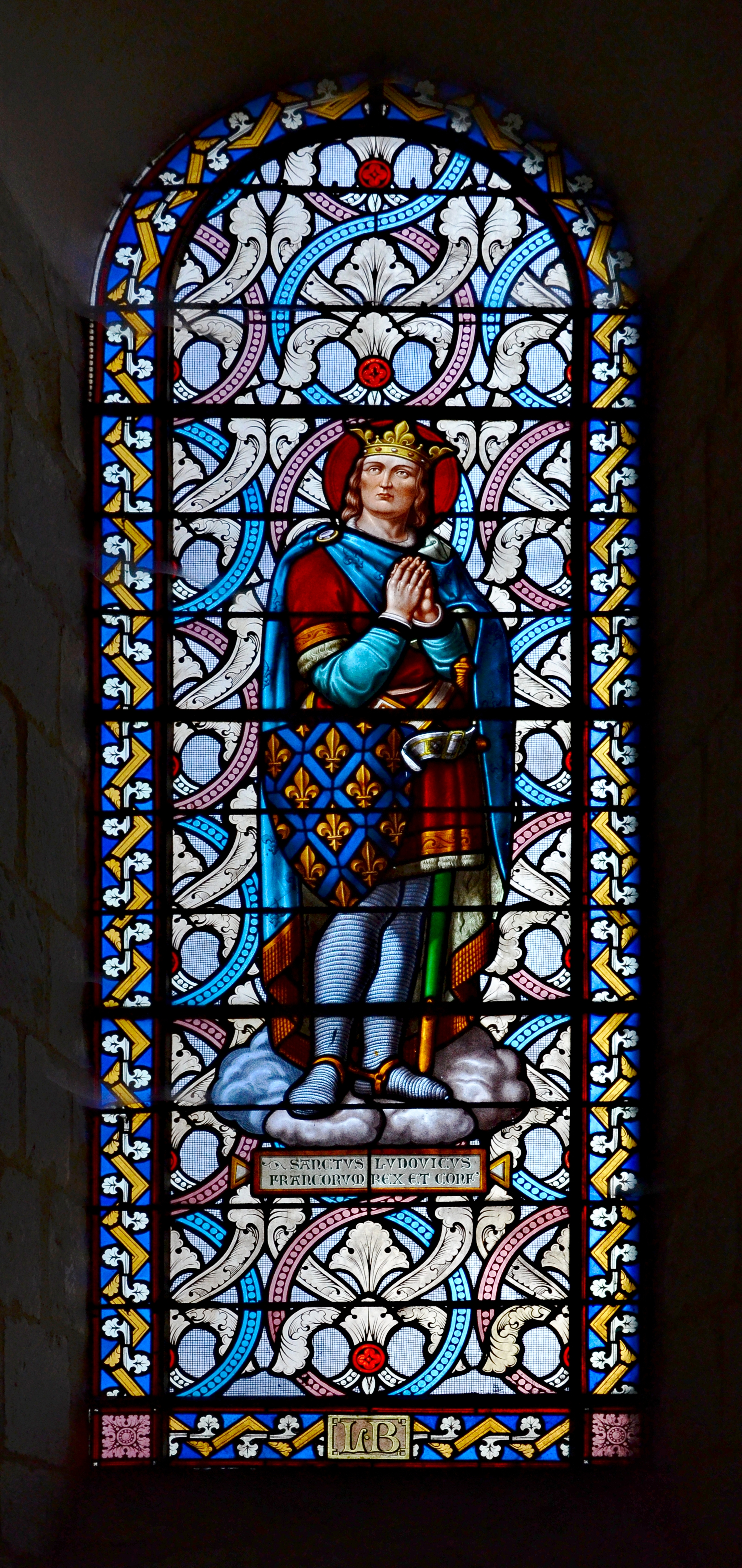
Saint Louis.
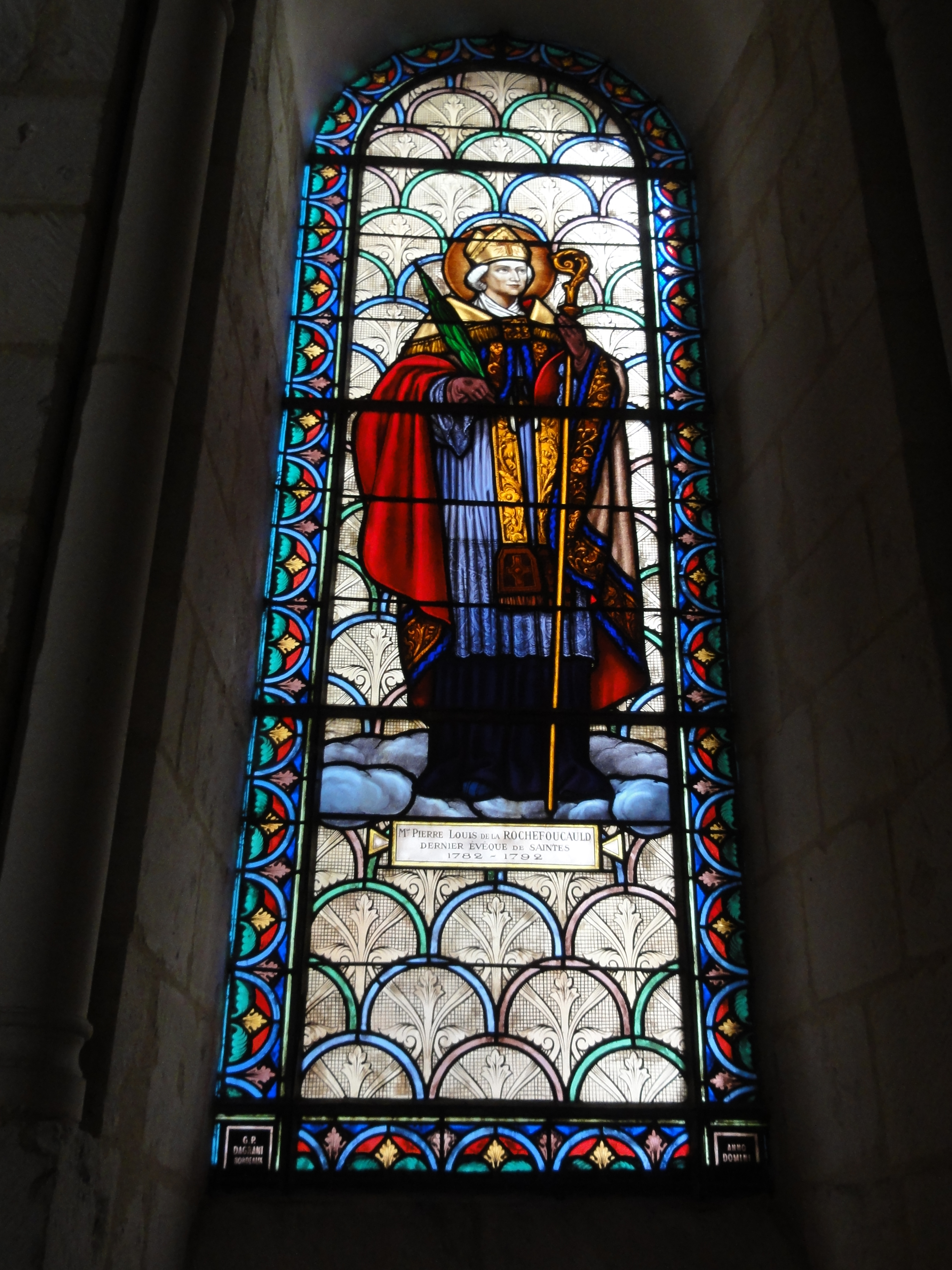
Saint Pierre-Louis de La Rochefoucauld-Bayers.
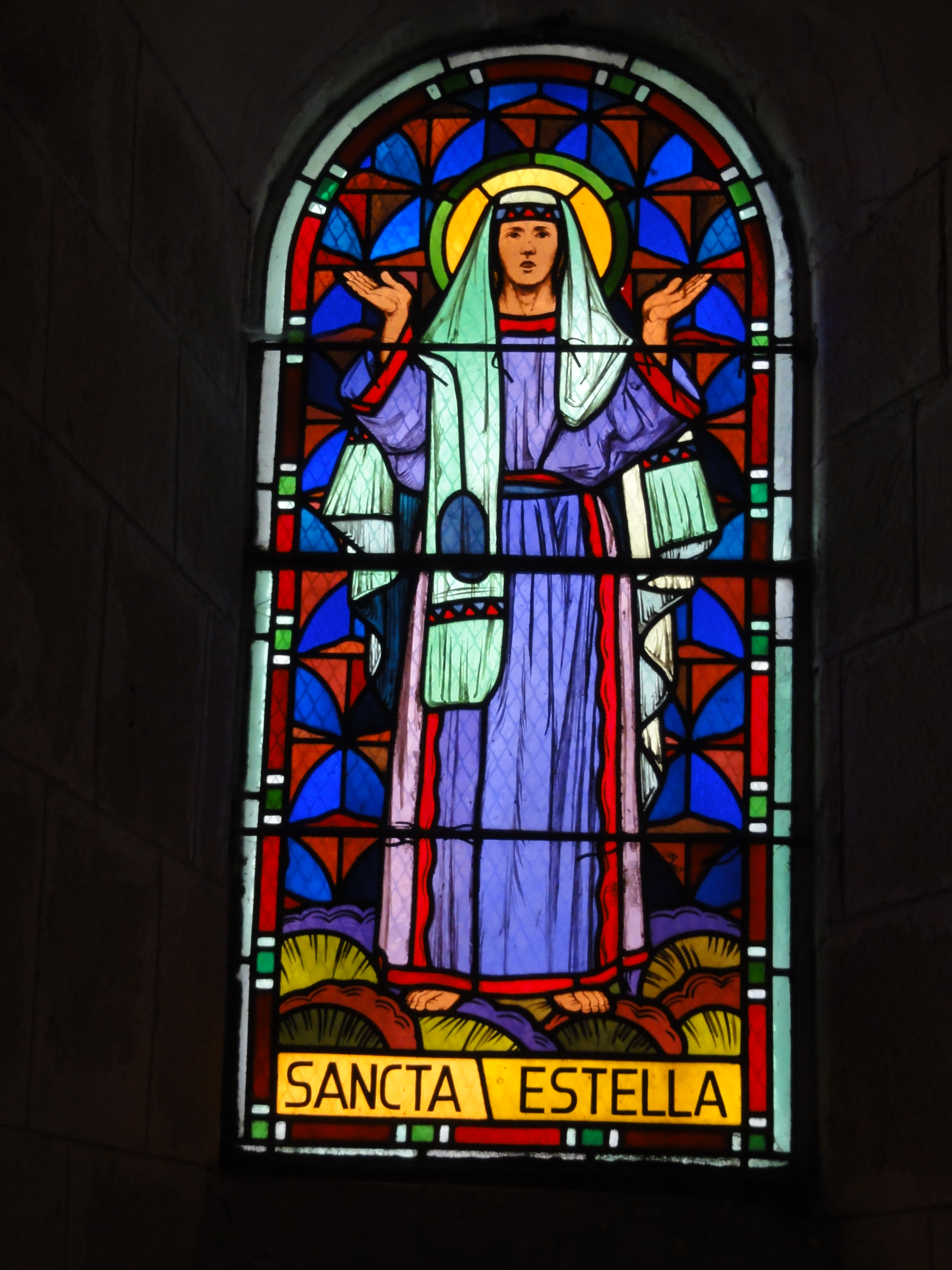
Sainte Estelle de Saintes.
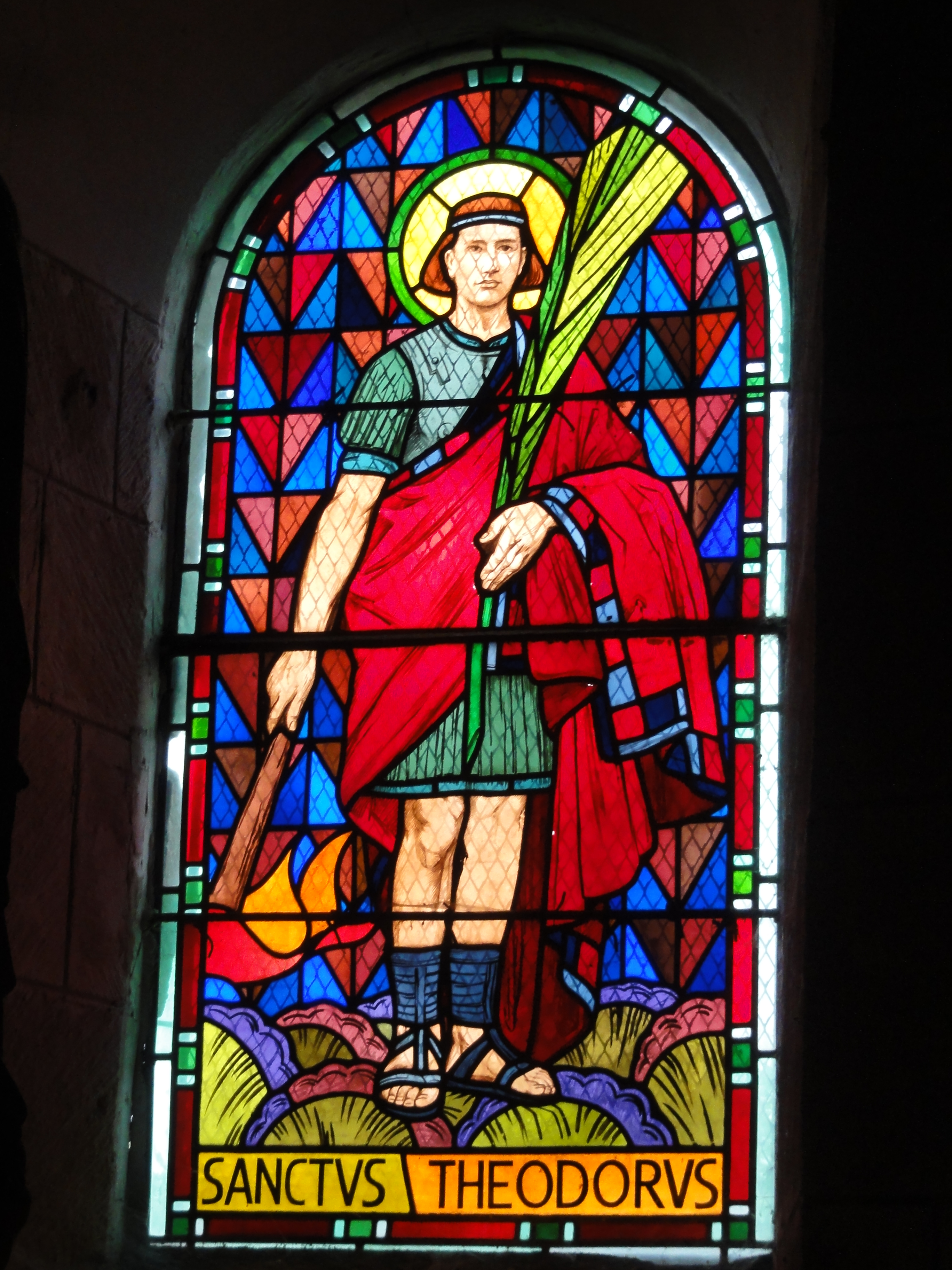
Saint Théodore d'Édesse.
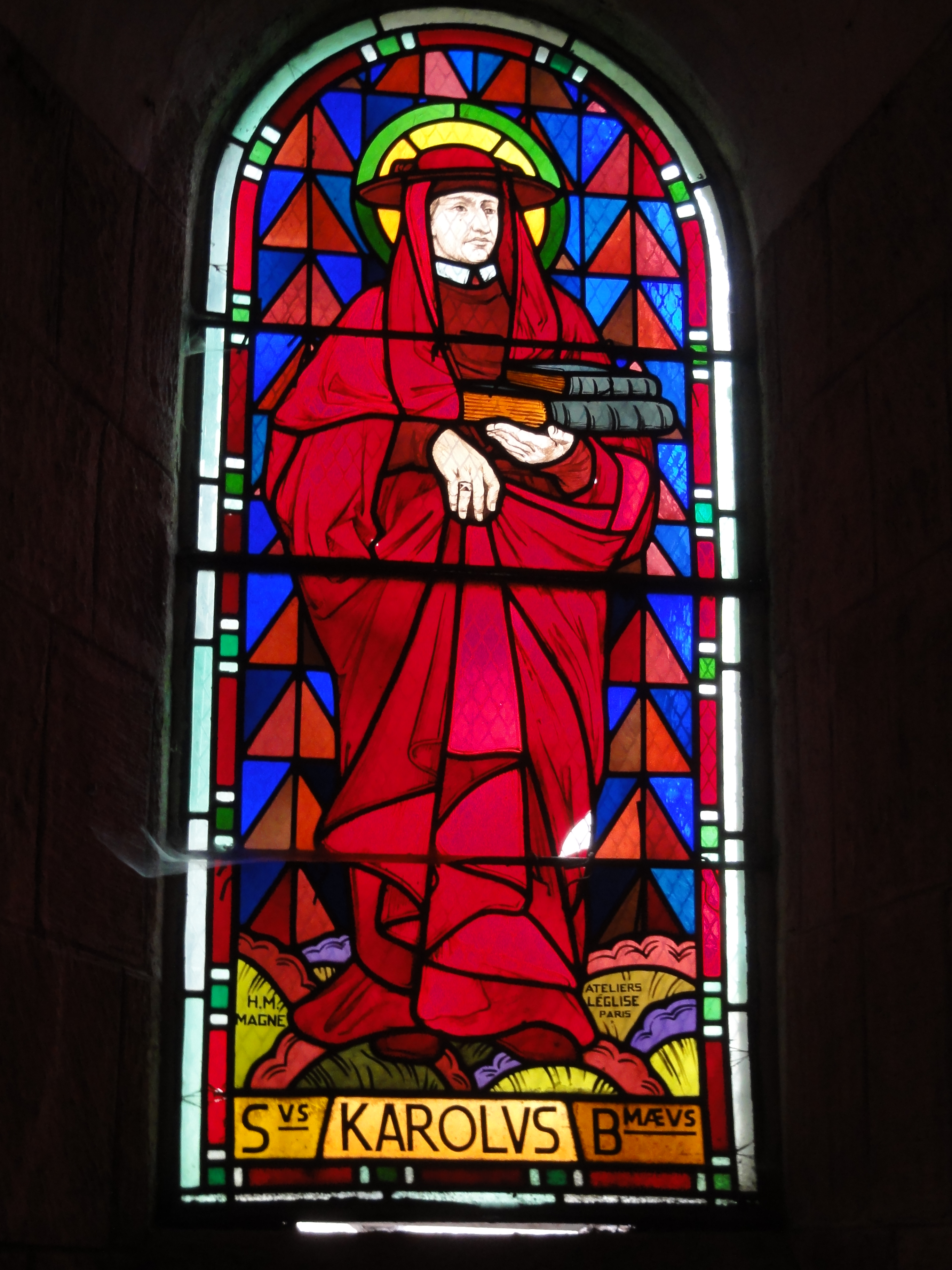
Saint Charles Borromée.
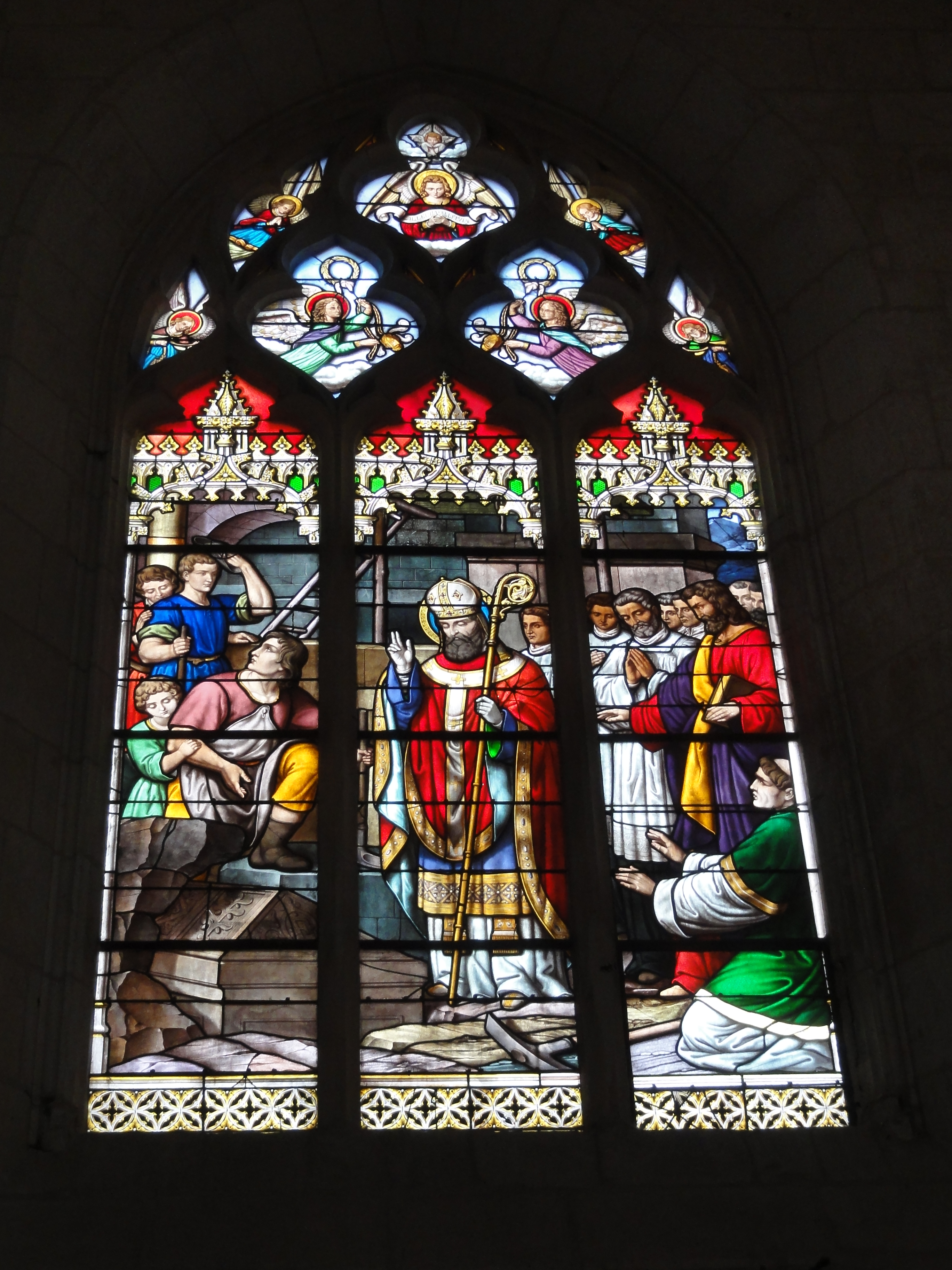
Découverte du tombeau de saint Eutrope en 1852.
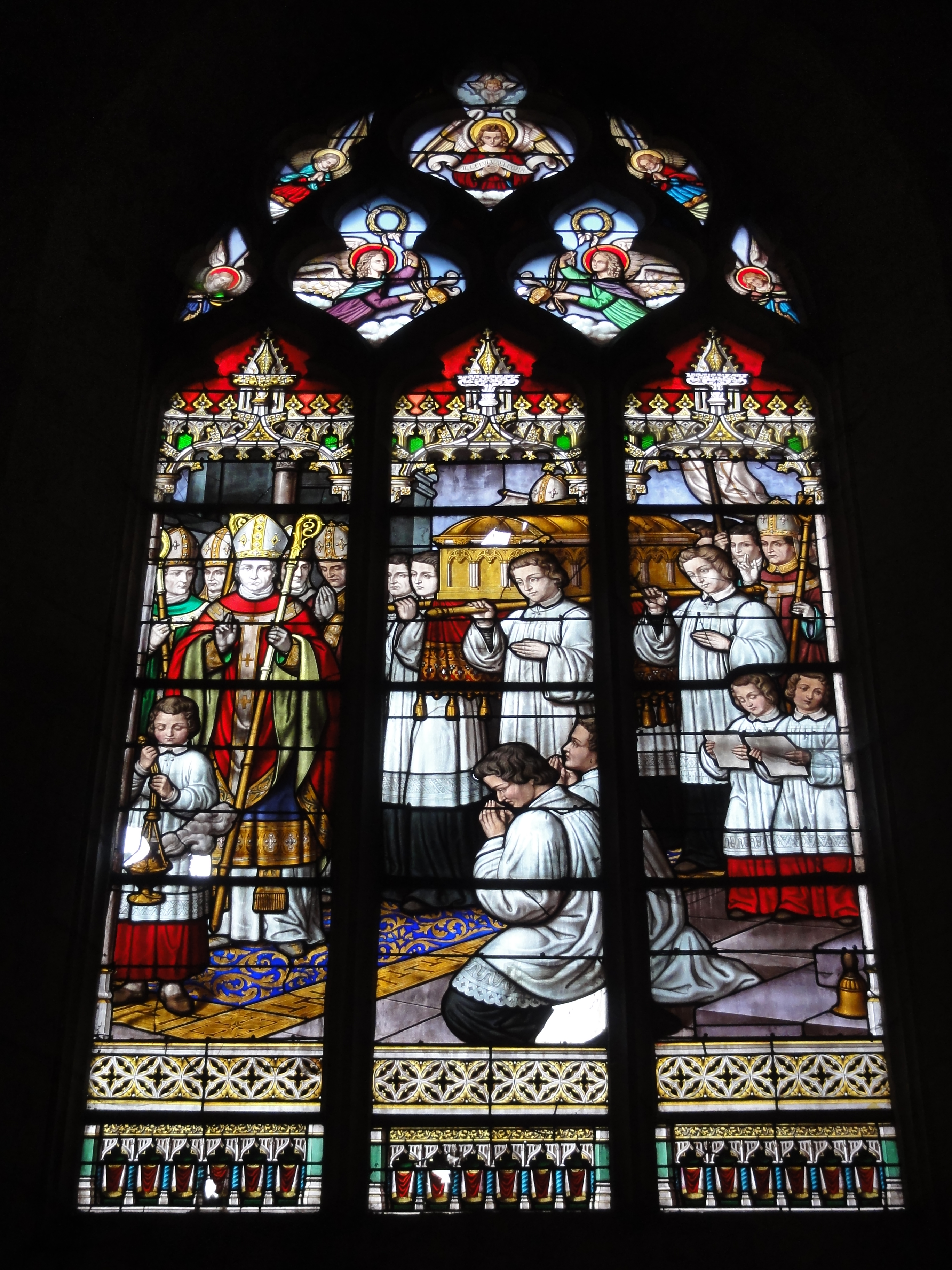
Translation des reliques de saint Eutrope de Bordeaux à Saintes.
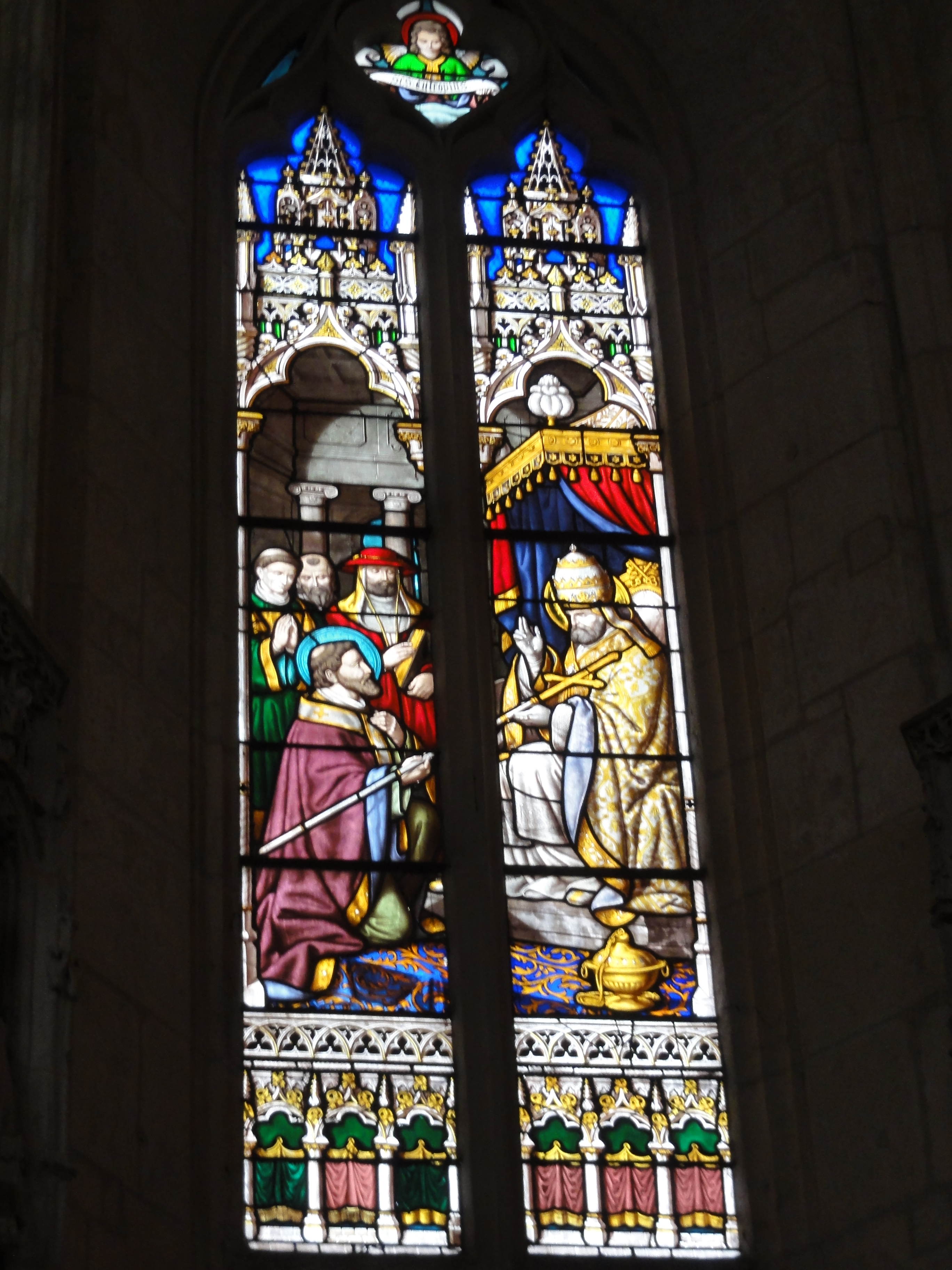
Saint Eutrope envoyé en mission.
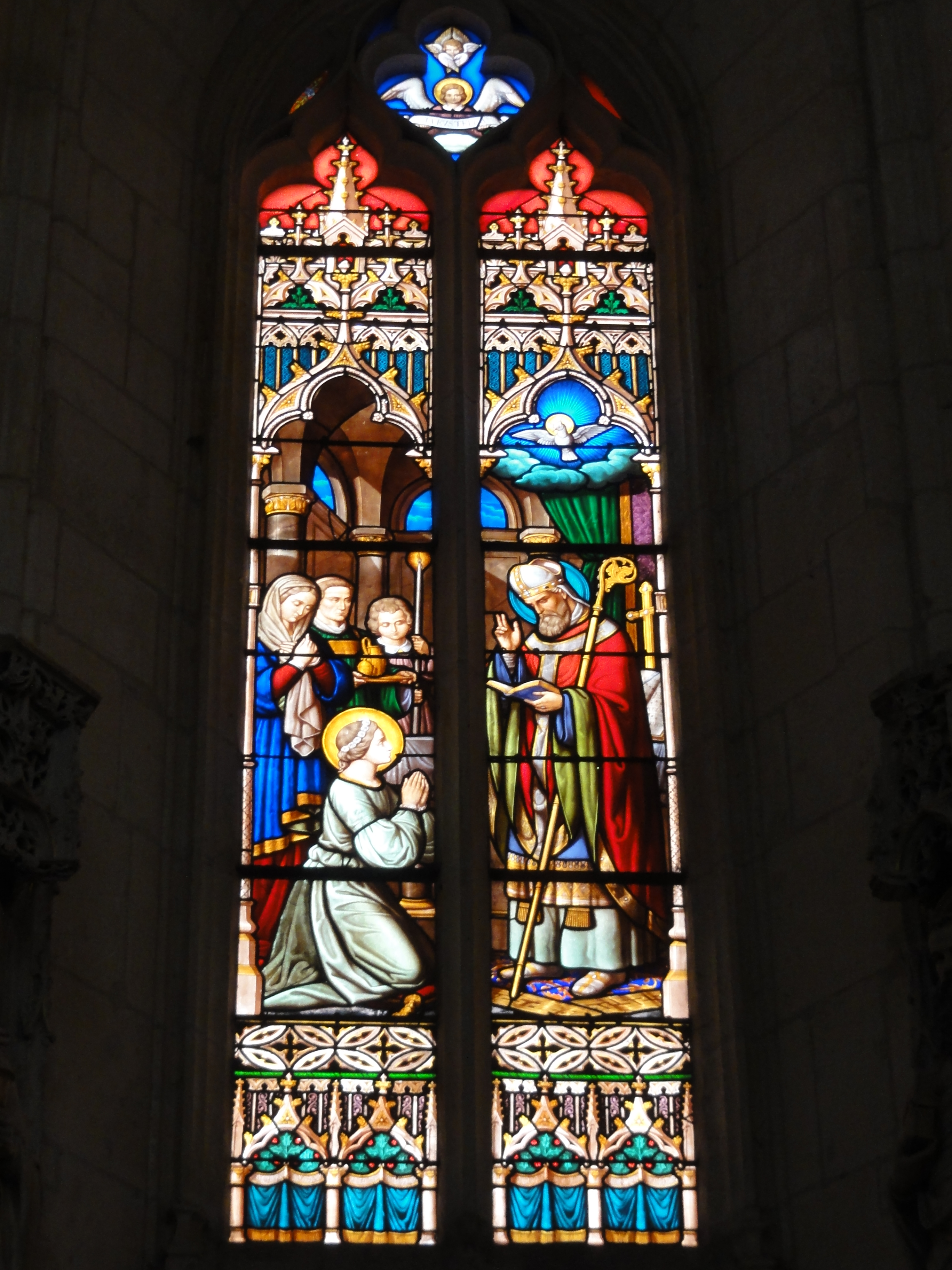
Eutrope de Saintes baptisant Estelle de Saintes.
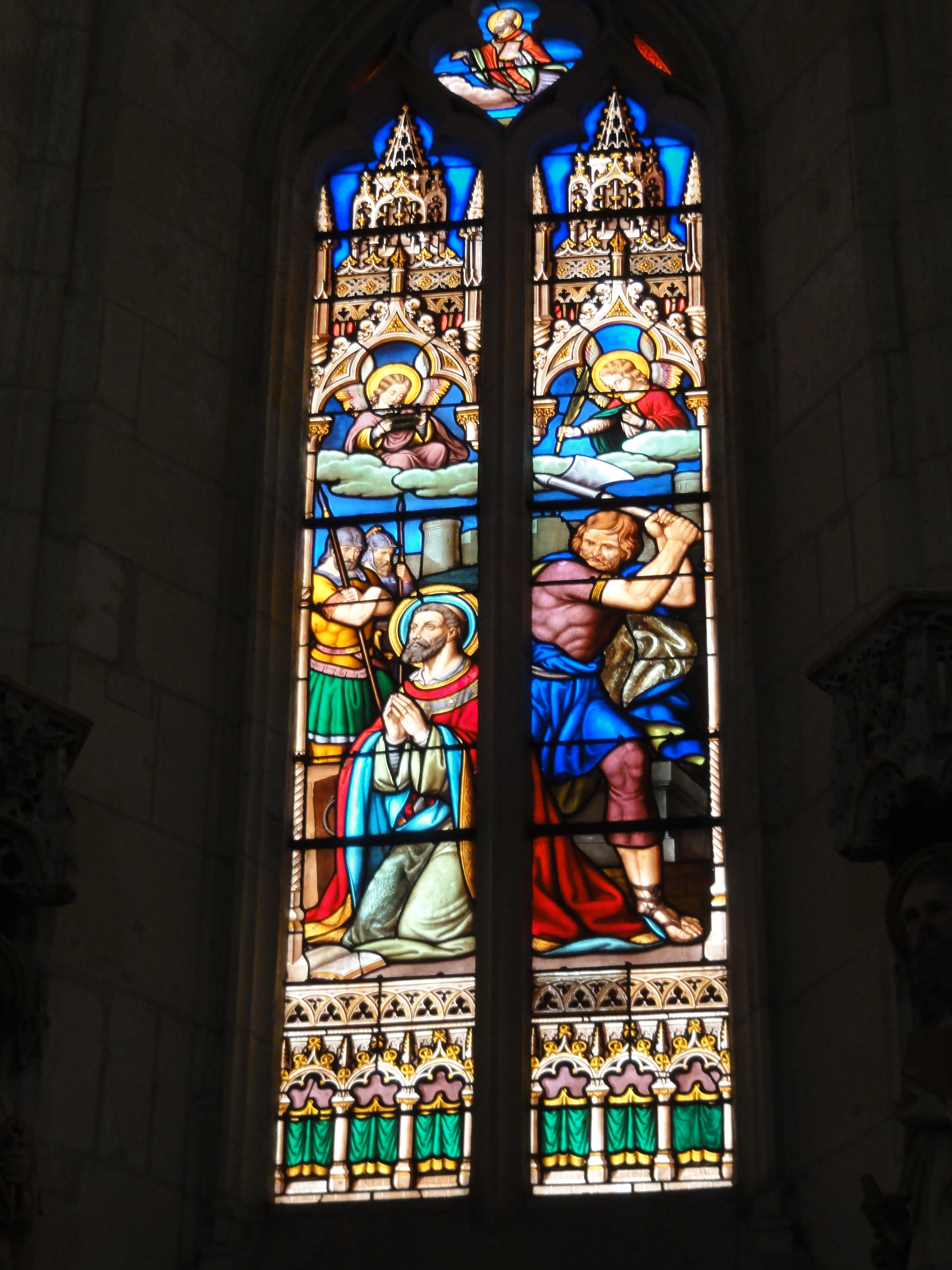
Décollation et martyre de saint Eutrope.
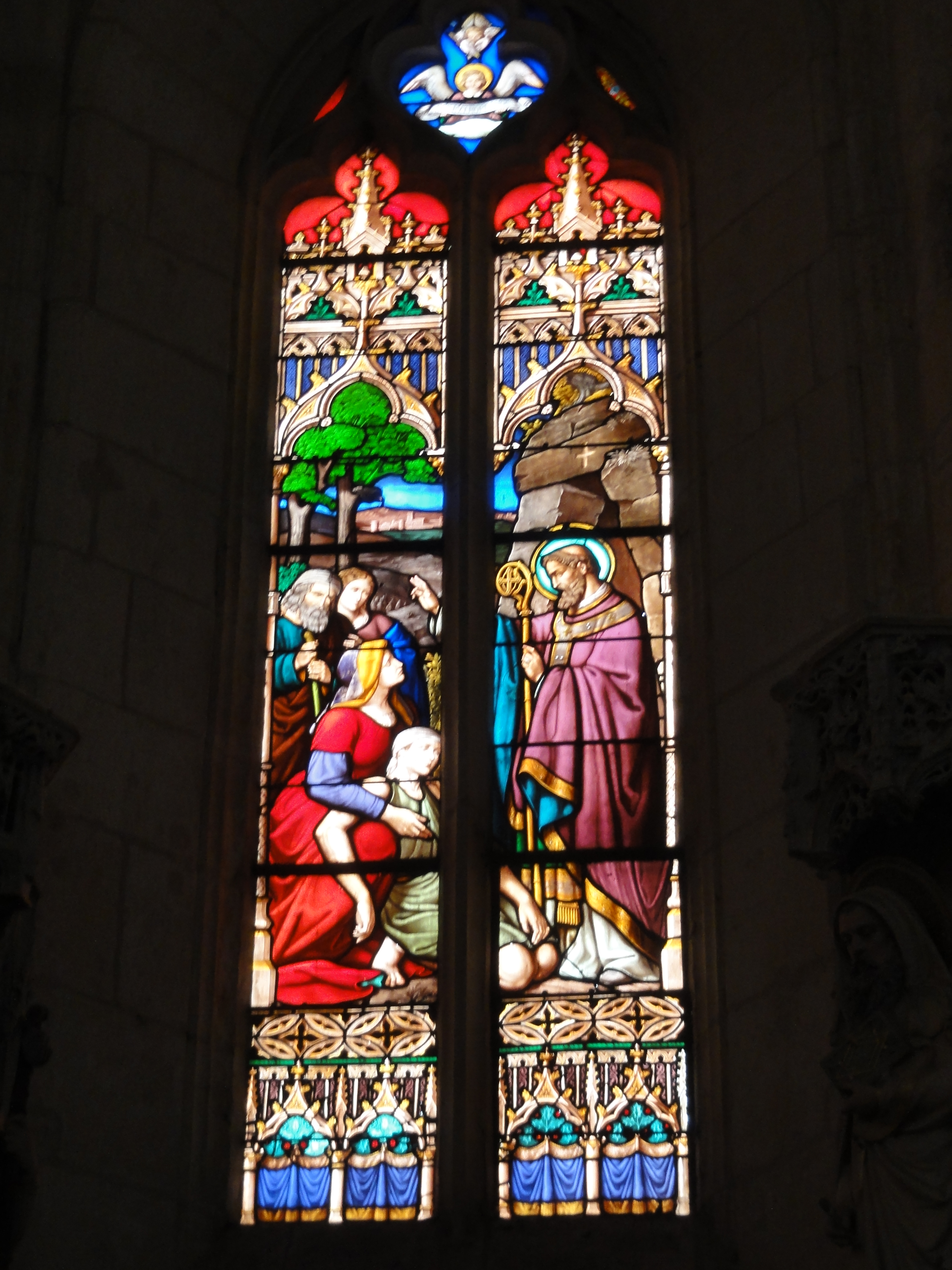
Vie de saint Eutrope.
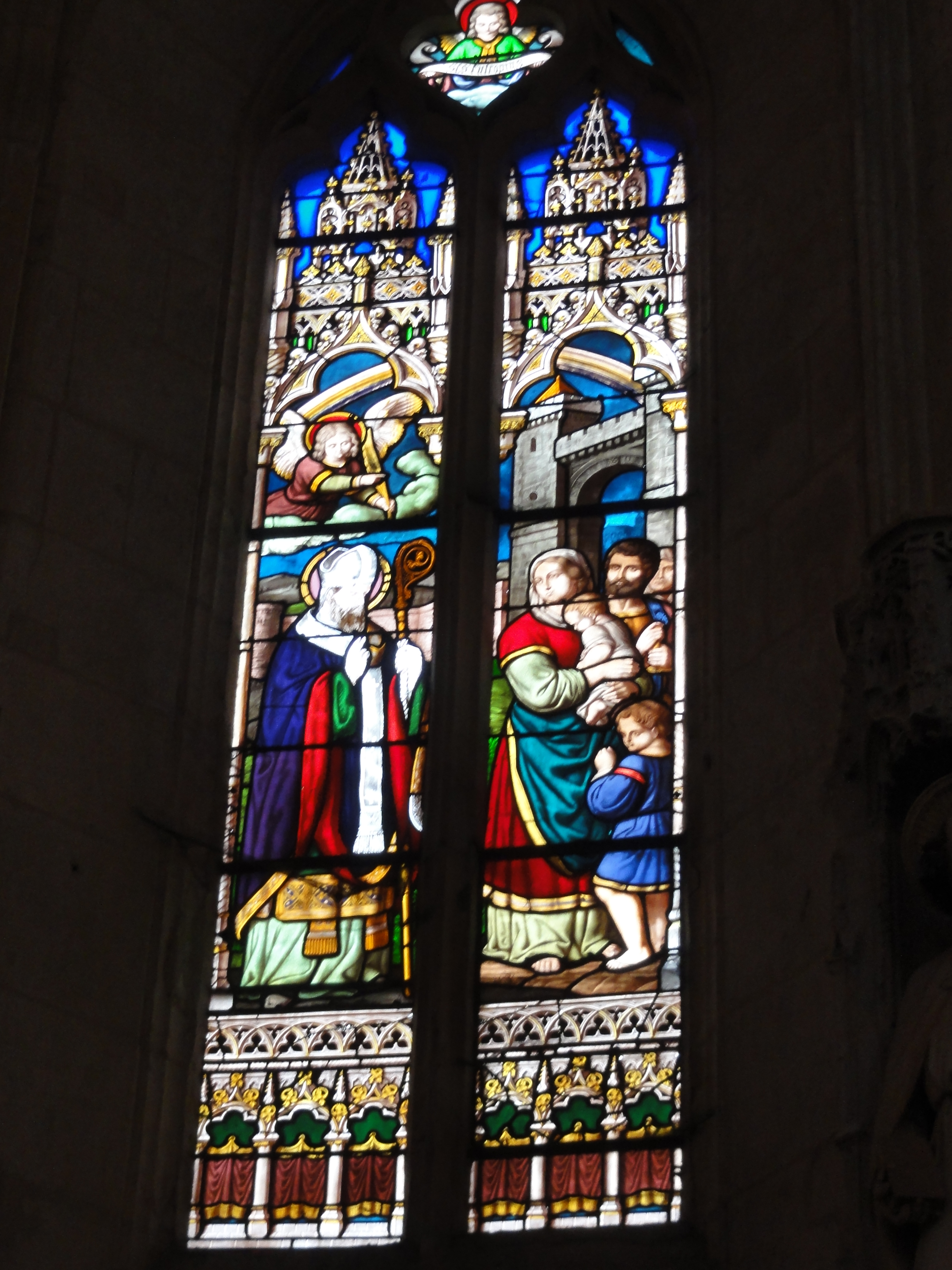
Vie de saint Eutrope.
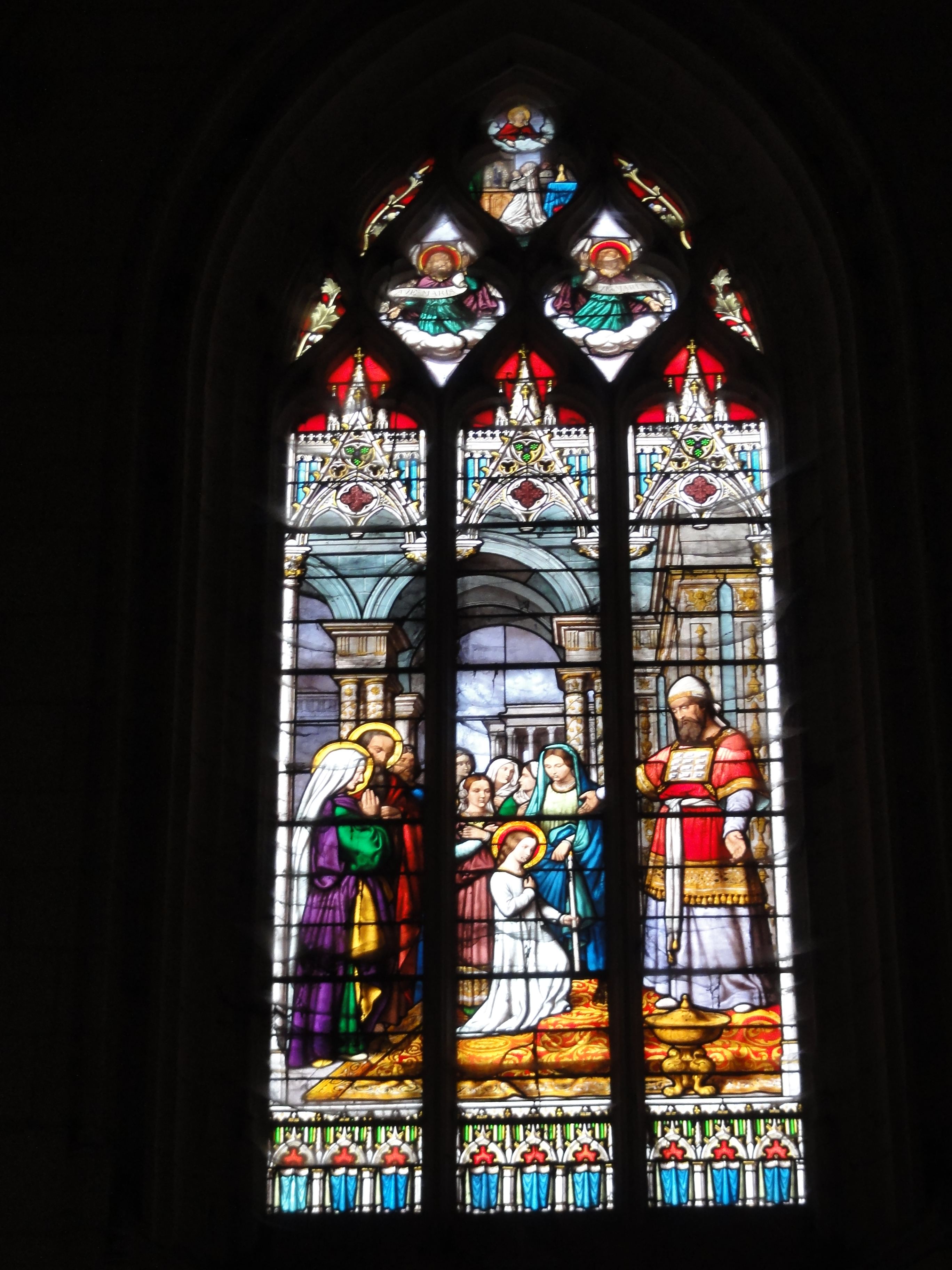
Présentation de Jésus au Temple, transept nord.
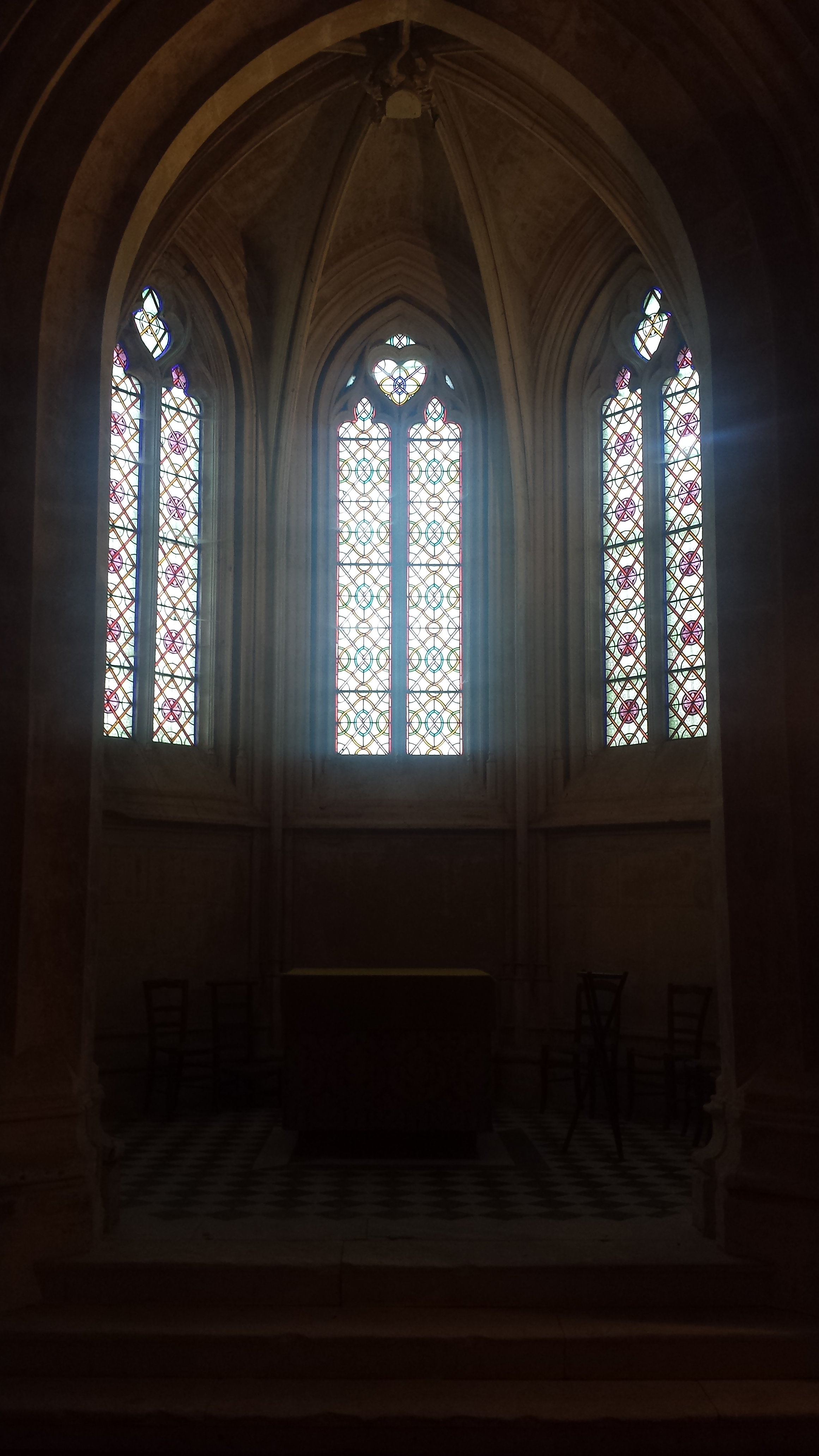
Vitraux de la chapelle gothique flamboyante du clocher.
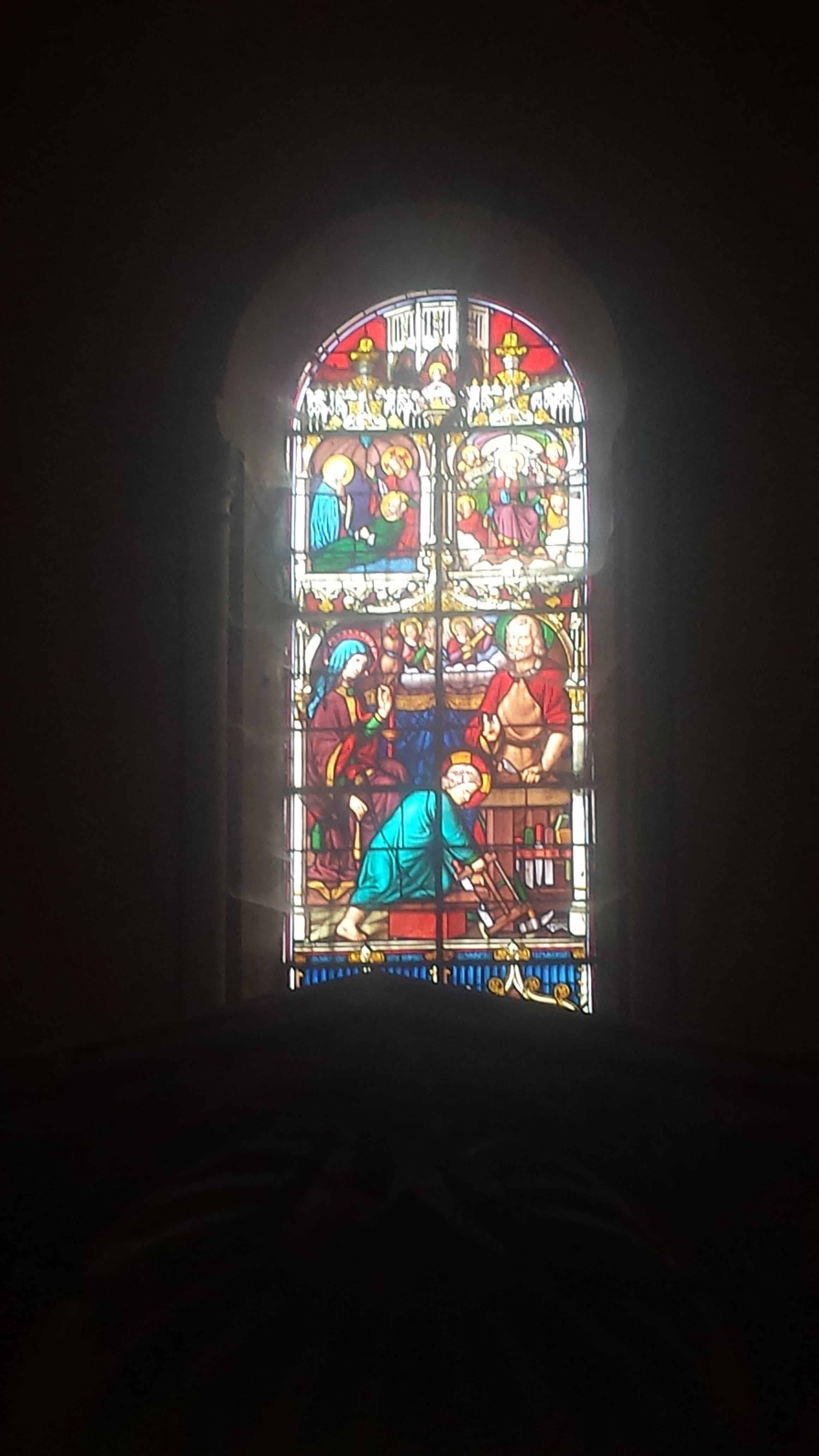
Vitrail de la Sainte Famille, transept sud.

### L'ancienne nef
Avant que ne soit abattue la nef, l'édifice originel mesurait 75 mètres de long (contre 42 mètres actuellement) pour 15,60 mètres de largeur, ainsi qu'en témoigne Claude Masse dans son descriptif de la basilique datant du début du XVIIIe siècle. La nef formait un triple vaisseau de quatre larges travées. Le vaisseau principal comportait une voûte en berceau brisé contrebutée par les voûtes en demi-berceau des collatéraux, principe éprouvé de l'architecture romane. La voûte de cette nef principale était soutenue par de puissants arcs doubleaux retombant sur des demi-colonnes engagées, selon un principe qui se retrouve dans le chœur. Pour de nombreux spécialistes de l'architecture sacrée, au premier rang desquels était au siècle dernier Charles Dangibeaud, l'ancienne nef constituait une construction unique en France de par son plan particulier. En effet, cette dernière, dont le sol avait été volontairement surbaissé, incluait une série d'escaliers permettant la circulation des pèlerins entre l'église haute et l'église basse.
L'accès à la nef depuis le parvis se faisait par une première volée de marches, donnant accès à une sorte de palier, de plain-pied avec le pavé des collatéraux. Une nouvelle série de marches, établies en fer à cheval, bordait ce palier et permettait l'accès à un terre-plein qui, formant une pente douce, se prolongeait par un escalier s'enfonçant sous le sol du transept, permettant un accès direct à l'église basse et au tombeau du saint. Parallèlement, le palier formé par les collatéraux se prolongeait par des escaliers qui, à l'inverse, donnaient sur l'église haute.
En dehors des plans de Claude Masse et de l'abbé Briand au XVIIIe siècle et de Dupuy au XIXe siècle, rien ne subsiste de ce dispositif unique, l'emplacement de l'ancienne nef ayant été comblé par des gravats afin d'en faire une place, puis un parking (stationnement au Québec). Seul un pan de mur, percé d'une baie en plein cintre encadrée de colonnettes et conservant une colonne engagée pourvue d'un chapiteau assez fruste, témoigne de cette partie de l'édifice.
Les descriptions de l'abbé Briand - publiées au début du XIXe siècle - permettent de se faire une idée de l'ancienne façade. Cette dernière, caractéristique de l'art roman saintongeais, était composée de trois registres horizontaux.
Le rez-de-chaussée intégrait un portail central encadré de deux arcades aveugles, disposition commune dans l'architecture religieuse de la région. Au niveau suivant, une arcade centrale abritait une statue équestre dont on ne sait rien de plus. Enfin, un pignon surmontait l'ensemble. Deux lanternons flanquaient les angles de la façade. Un dessin d'Isaac Goguet, un orfèvre protestant, daté de 1780, montre la façade ancienne de l'église. Ce dessin est conservé à la Médiathèque Michel-Crépeau de La Rochelle et il figure dans une biographie sur Isaac Goguet, parue en août 2013, aux éditions du Croît vif. L'actuelle façade néo-romane est une réalisation de l'architecte Prévôt. Elle date de 1831.

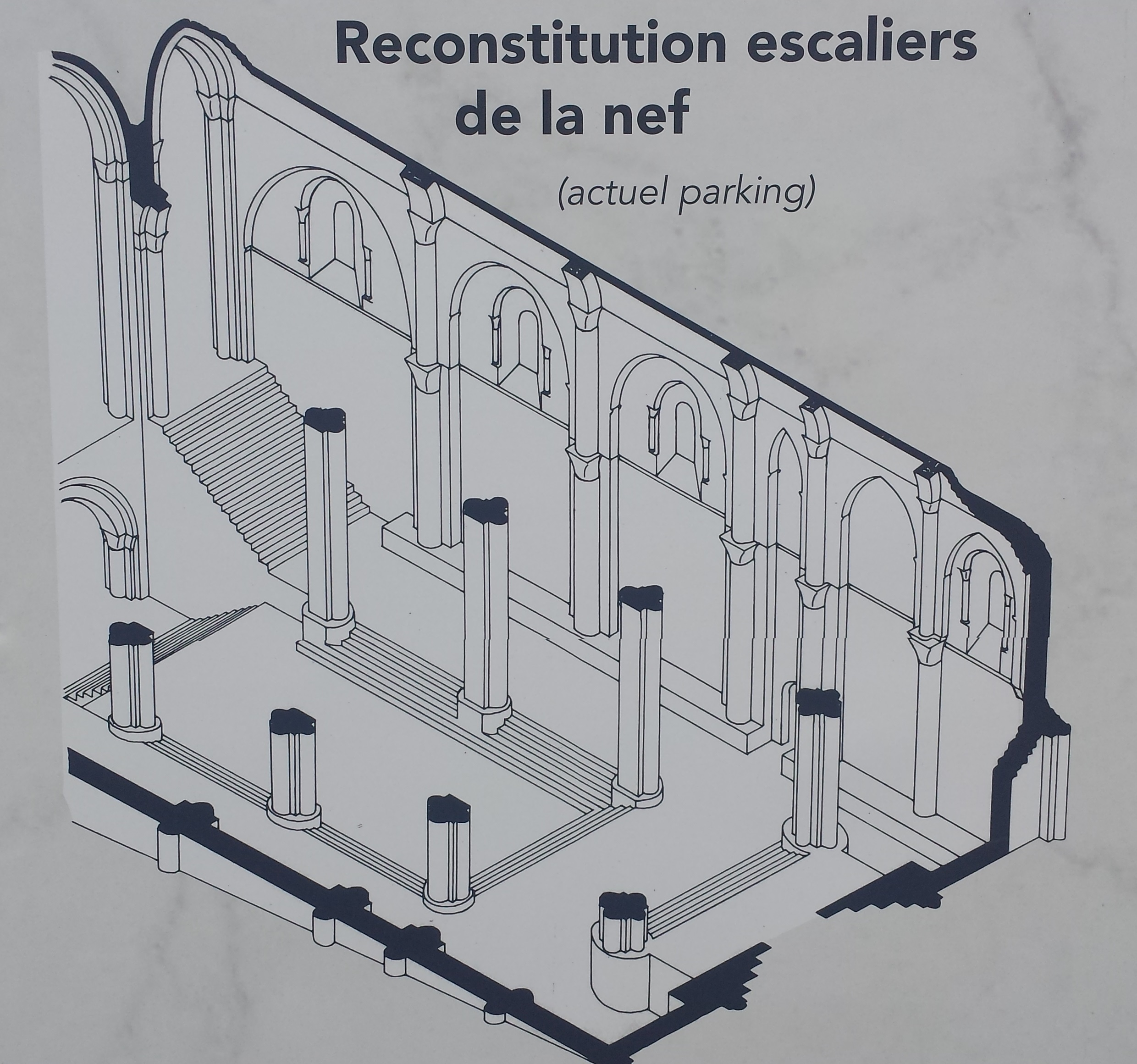
Plan de l'ancienne nef de Saint-Eutrope avec son jeu d'escaliers.
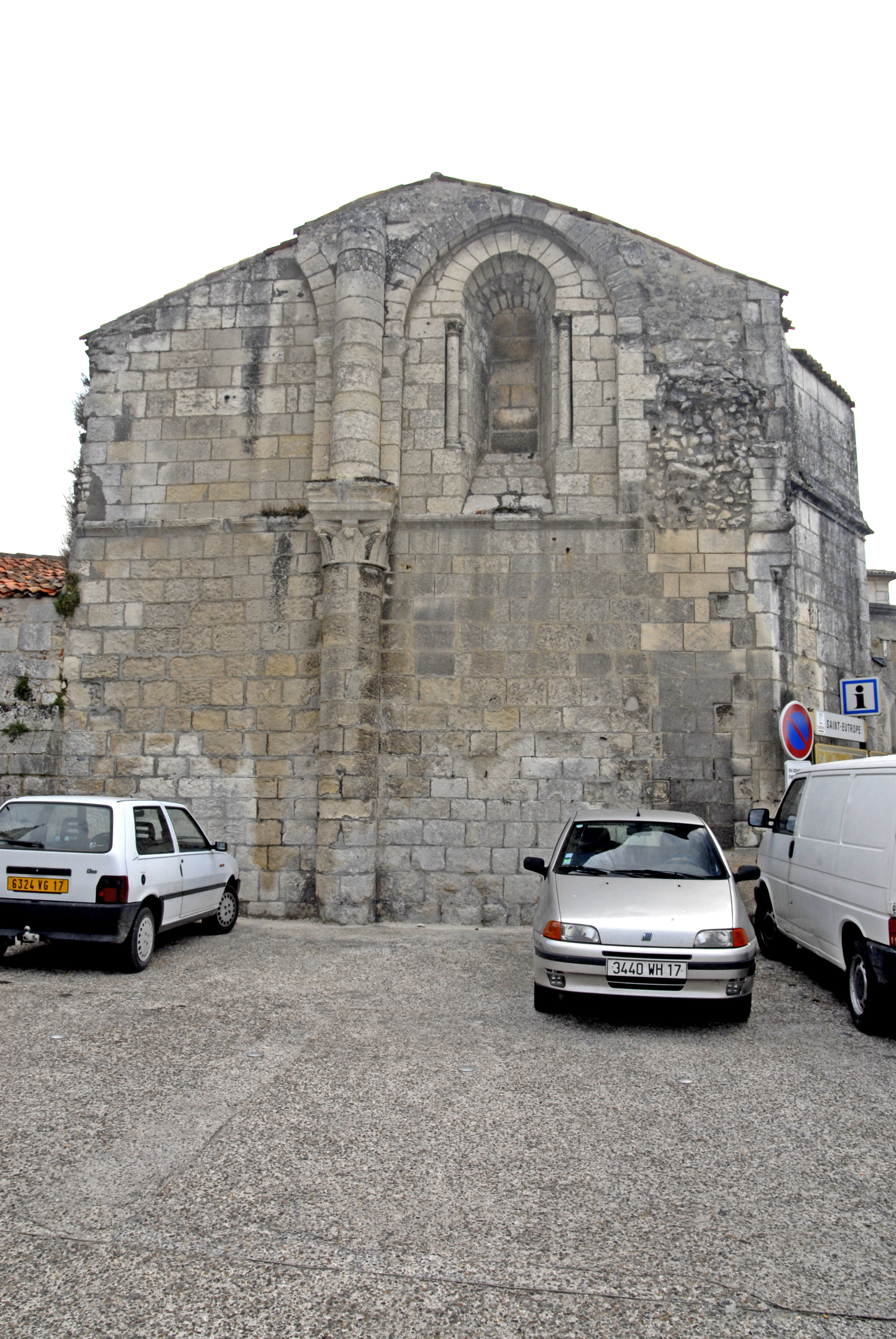
Vestiges de l'ancienne nef.
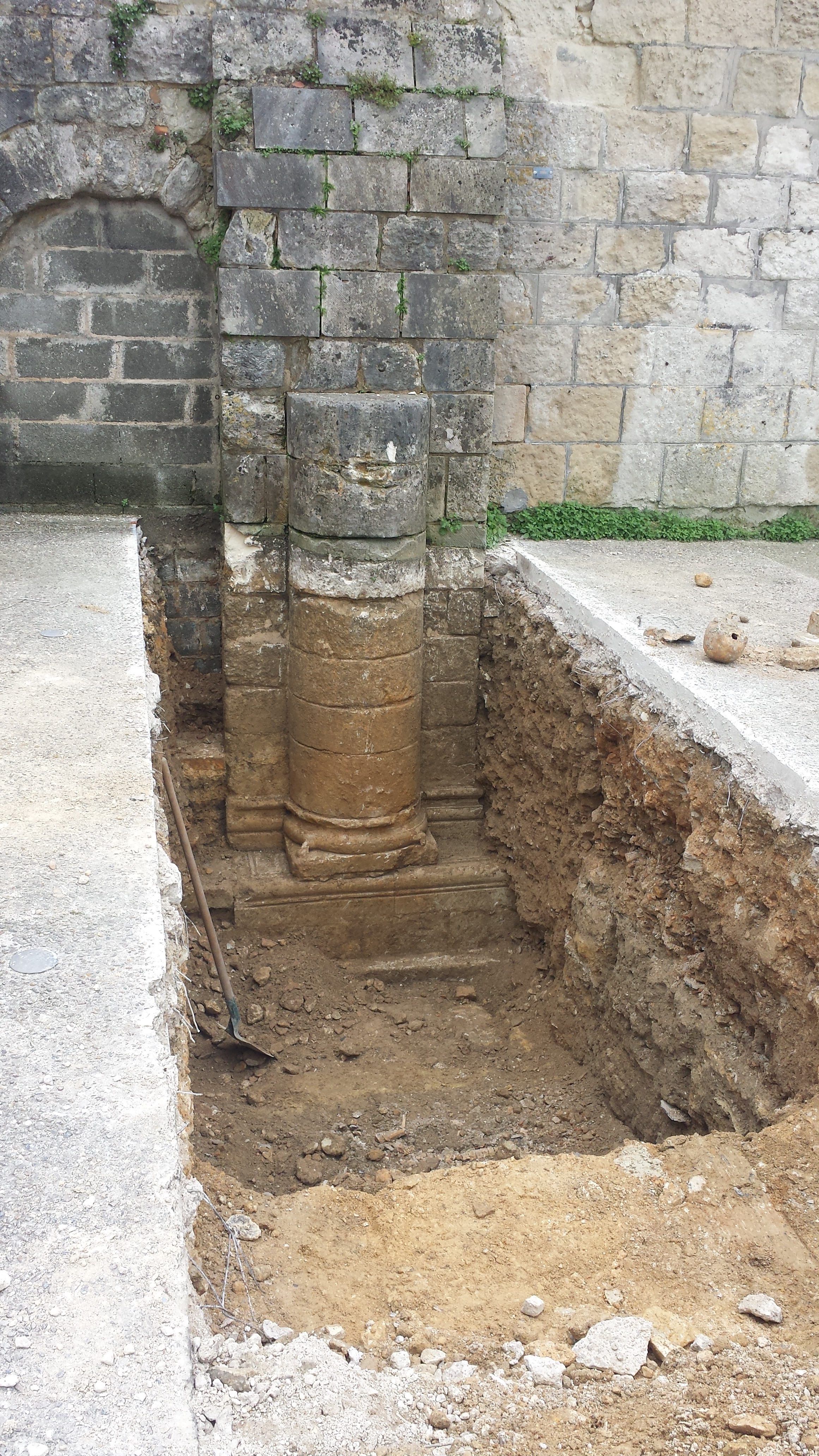
Colonne du bas côté sud de l'ancienne nef de Saint-Eutrope et accès à l'ancien cloître du prieuré.
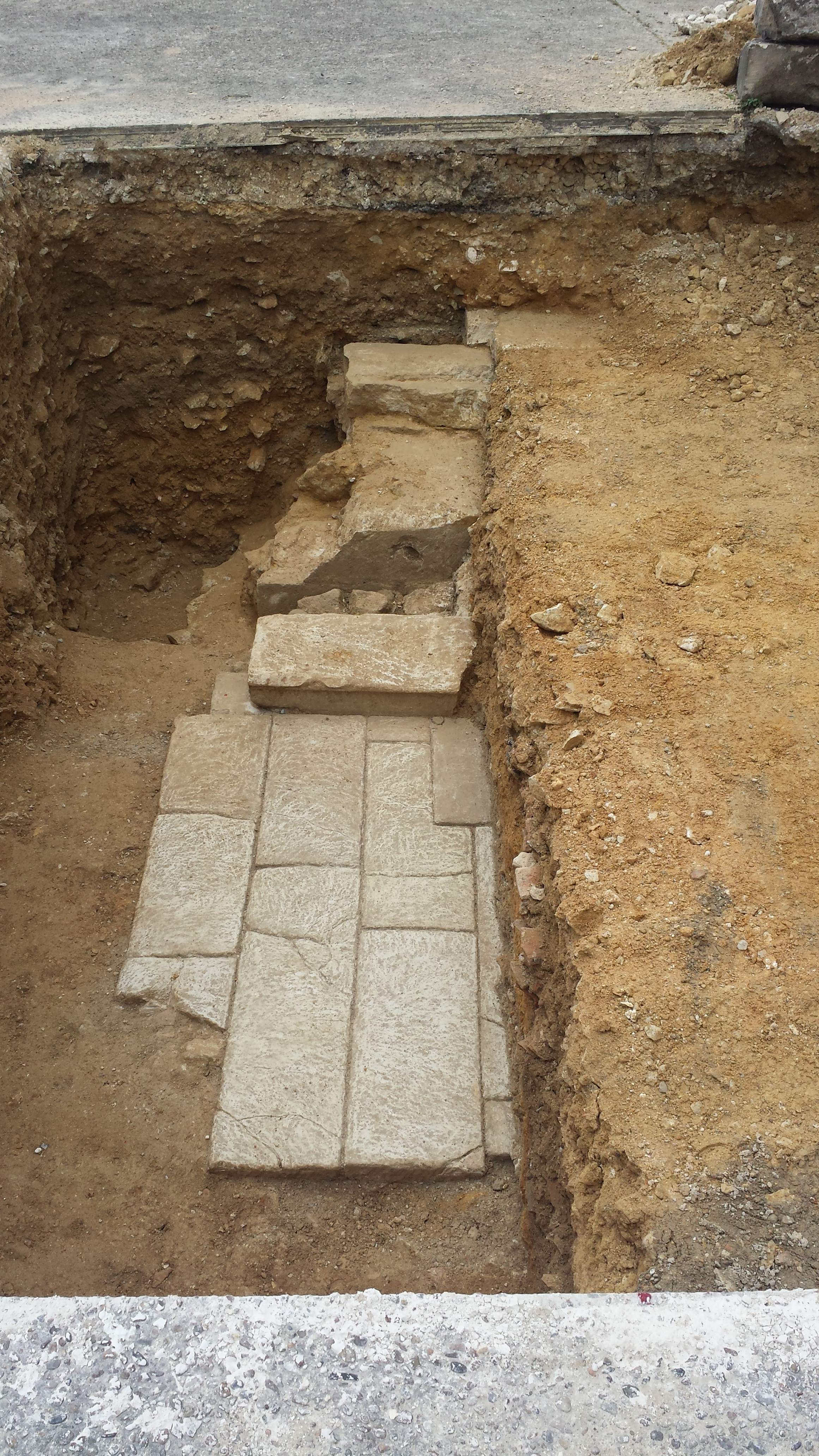
Restes du bas côté nord de l'ancienne nef de Saint-Eutrope et marches permettant d'accéder à l'ancien cimetière.
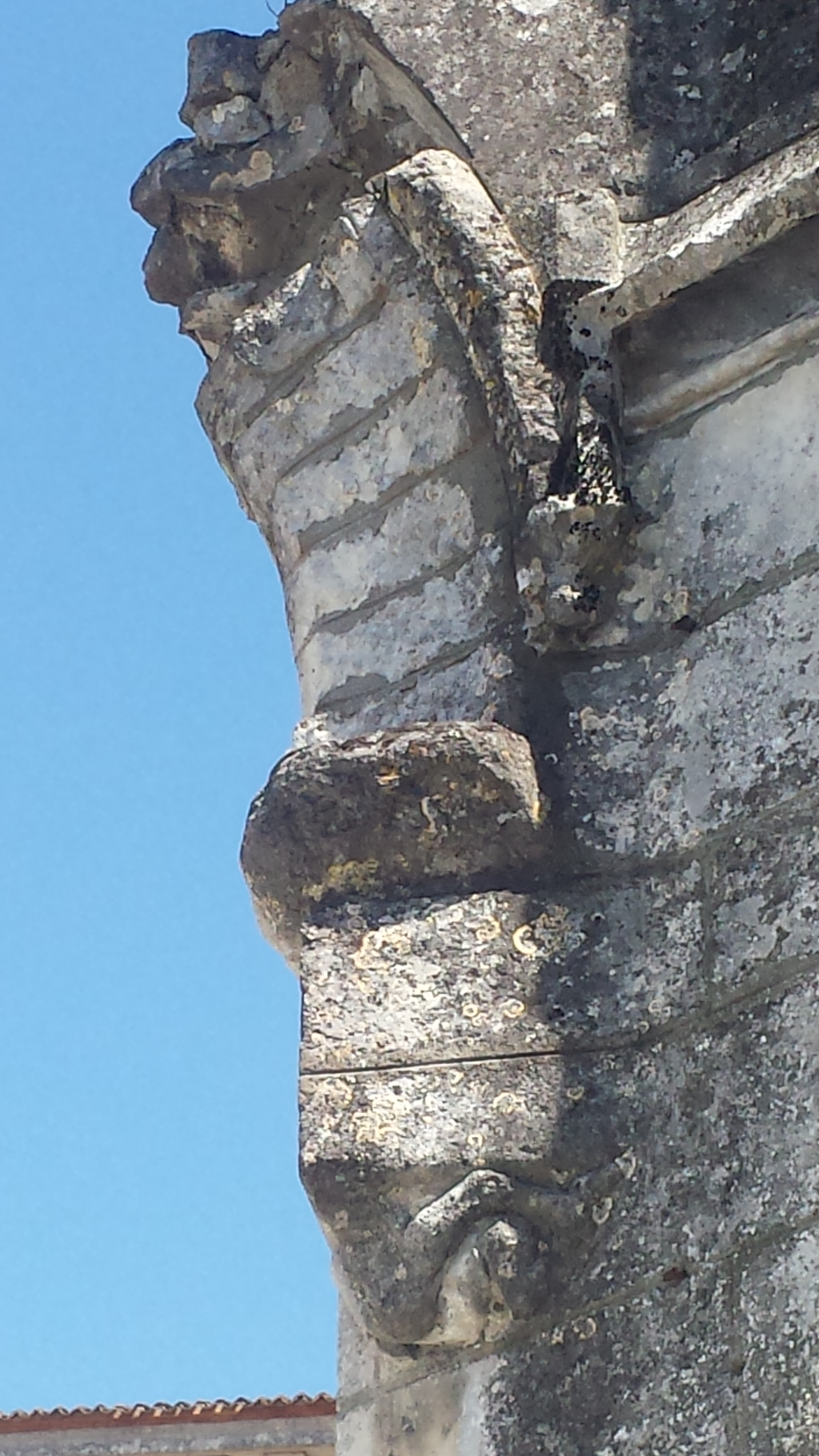
Restes de l'ancienne façade de Saint-Eutrope.
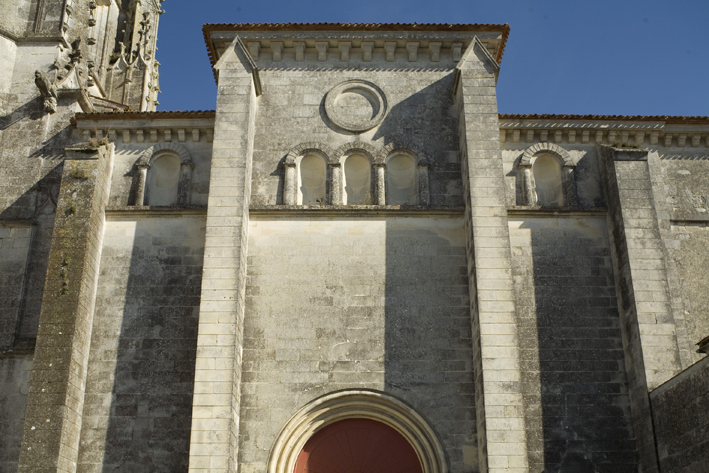
Nouvelle façade néoromane.

## Les cloches
Le clocher abrite une sonnerie de 4 cloches :
- Eutrope-Marguerite (bourdon) : do # 3 - 1 995 kg, fondu en 1886 par Georges Bollée, fondeur à Orléans ;
- Marie-Madelaine : fa # 3 - 670 kg environ, fondue en 1863 par Elie Deyres, fondeur à Bordeaux ;
- Eutrope : sol 3 - 550 kg environ, fondu en 1834 par Victor Gouyot ;
- Eutrope-Eustelle : la 3 - 390 kg environ, fondu en 1832 par Roudier, fondeur à Bordeaux.

Eutrope-Marguerite est la cloche la plus lourde du département de la Charente-Maritime. Ceci est dû au fait qu'elle a été conçue et fondue en tracé très lourd, c'est-à-dire que l'épaisseur de son bronze est particulièrement importante. Ce bourdon donne la même note que le bourdon de la Cathédrale Saint-Louis de La Rochelle.
Seules trois cloches dans le département de la Charente-Maritime donnent une note plus grave (un do 3) : le bourdon de la cathédrale Saint-Pierre de Saintes, le bourdon de l'église Saint-Sauveur de La Rochelle, la cloche de la grosse horloge de La Rochelle.

## L'ancien prieuré
À proximité de la basilique, rue Saint-Eutrope, quelques maigres vestiges de l'ancien prieuré sont encore visibles. Les bâtiments actuels datent de la fin du XVIIIe siècle et succèdent à un ensemble conventuel tombé en désuétude. S'il n'y a encore pas moins de deux cloîtres en 1698, l'ensemble des bâtiments conventuels est détruit ultérieurement et remplacé par un corps de logis classique. Ce dernier conserve une chapelle, aujourd'hui transformée en salle de concert.

## Mobilier classé

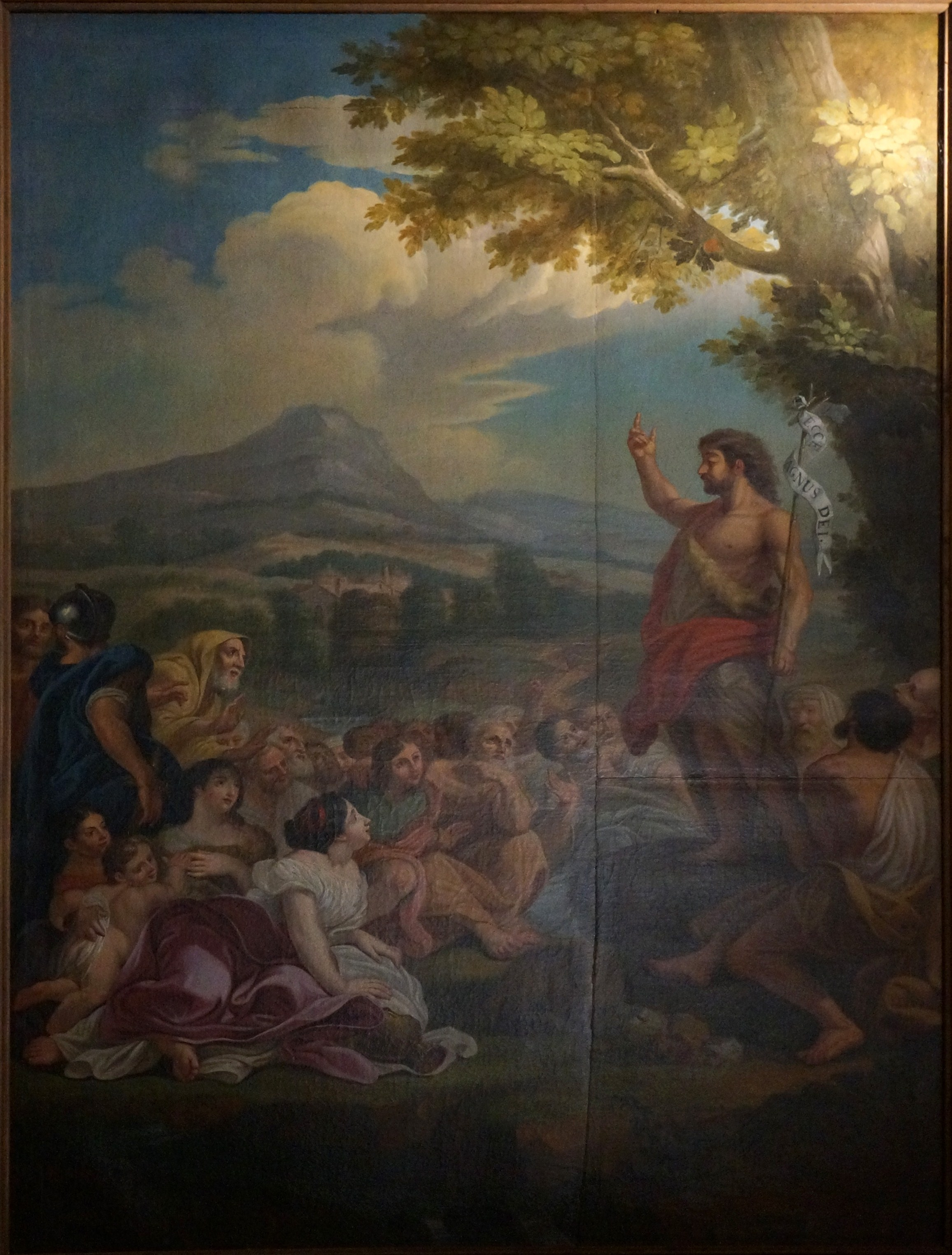
La Prédication de Jean-Baptiste, tableau du XVIIIe siècle[20].
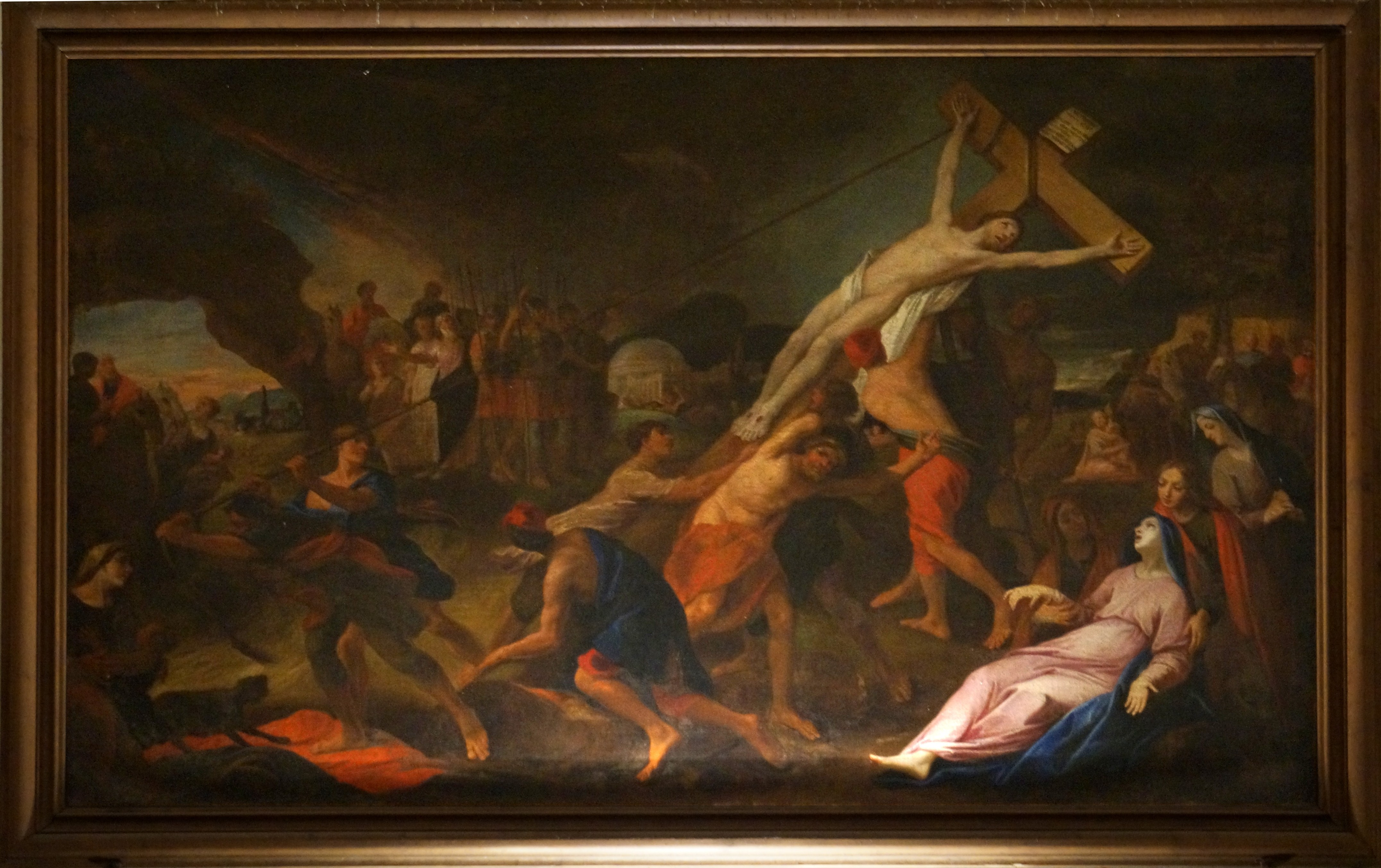
Élévation de la Croix du XVIIe siècle.
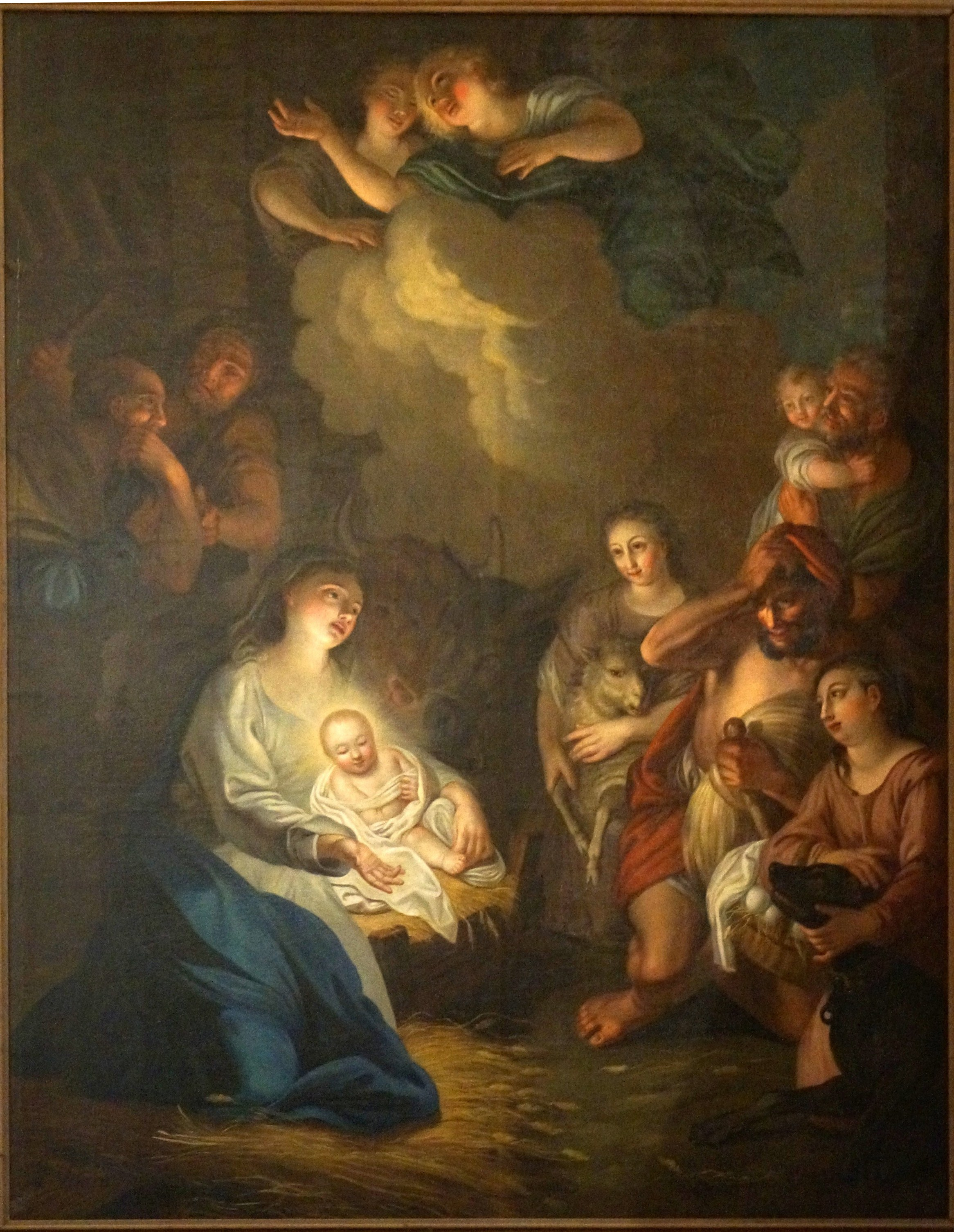
Adoration des bergers, peinture du XVIIIe siècle classée[21].
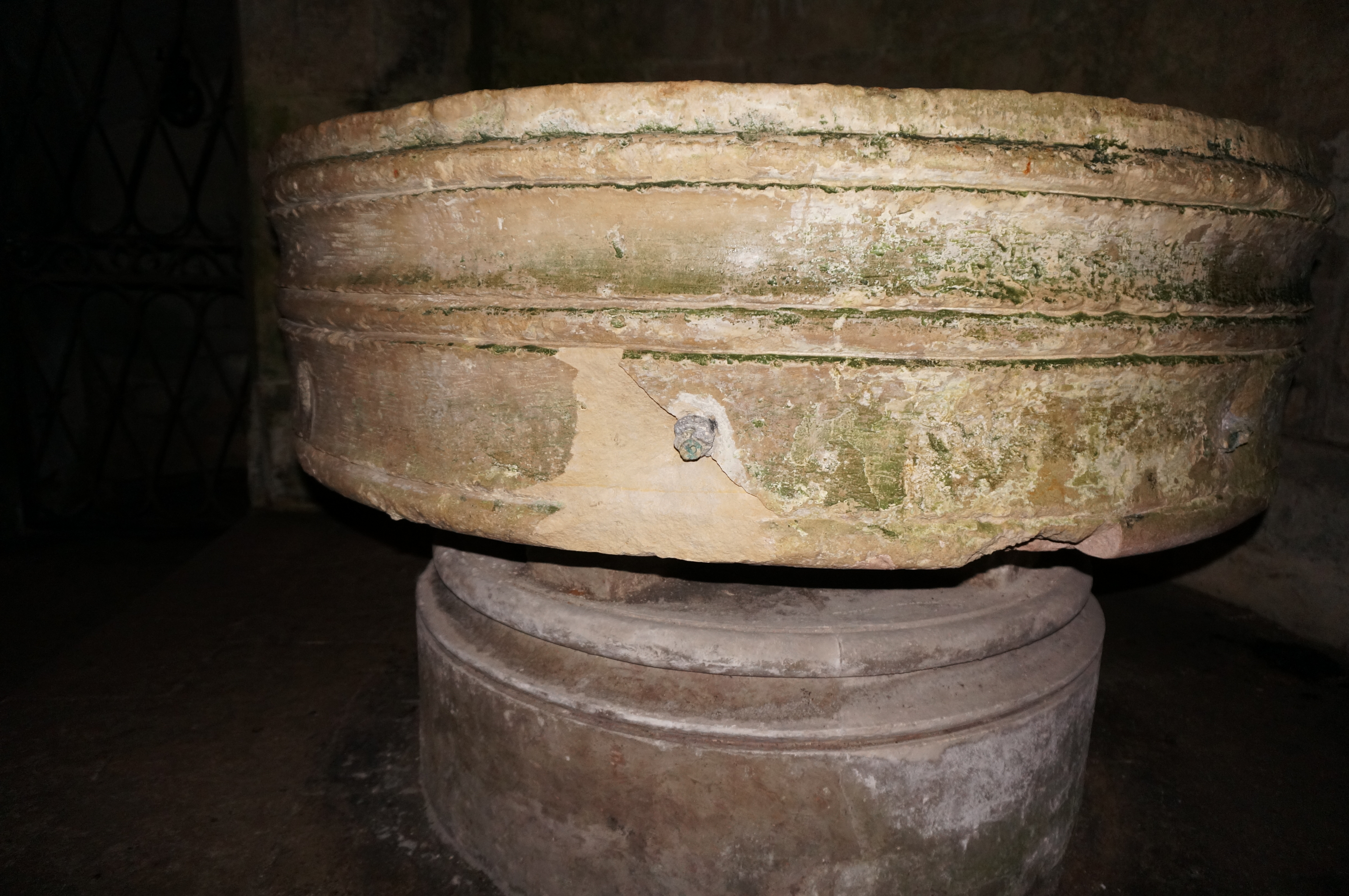
Fonts baptismaux du XIe siècle.
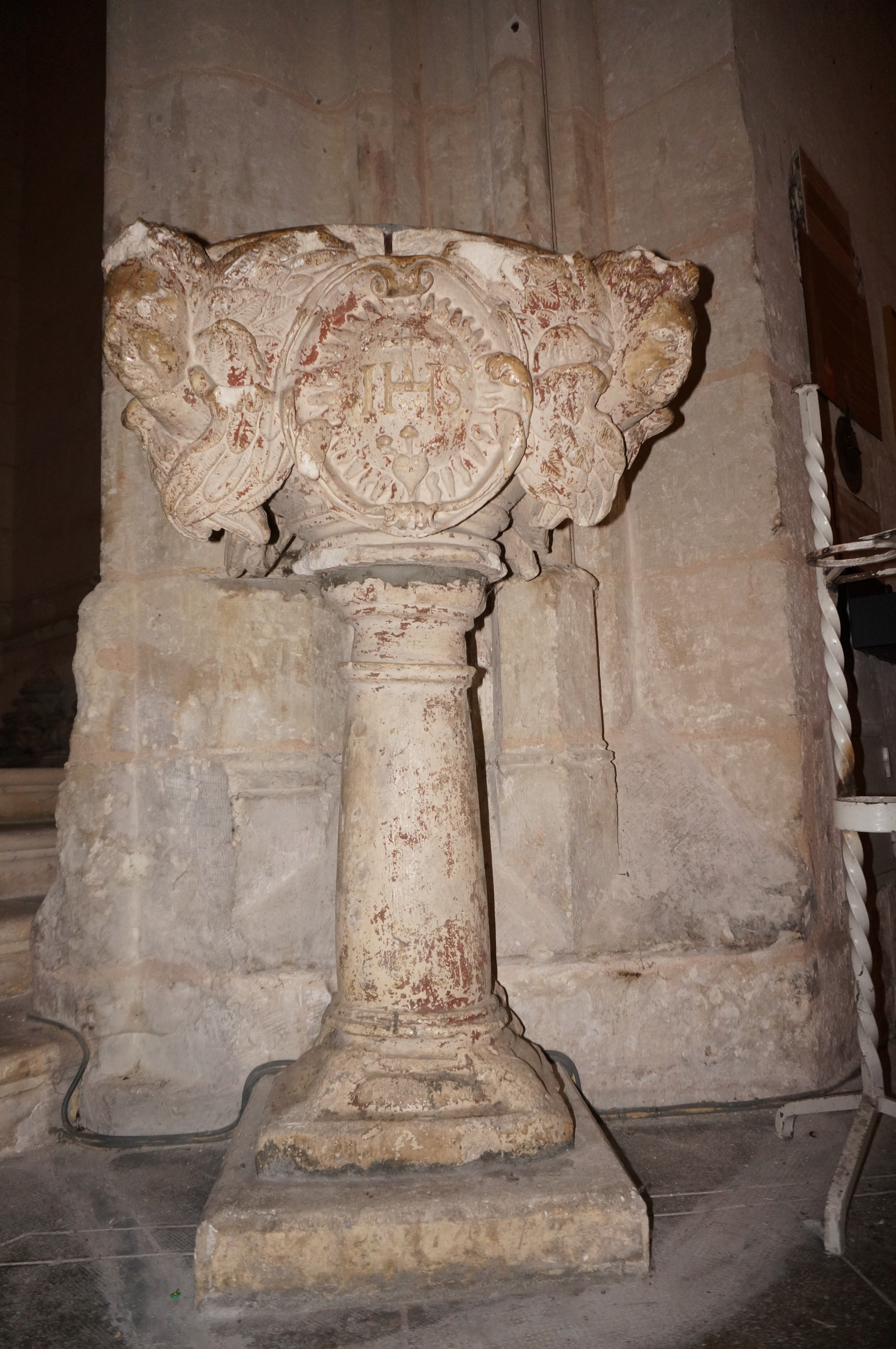
Bénitier du XVIIe siècle.
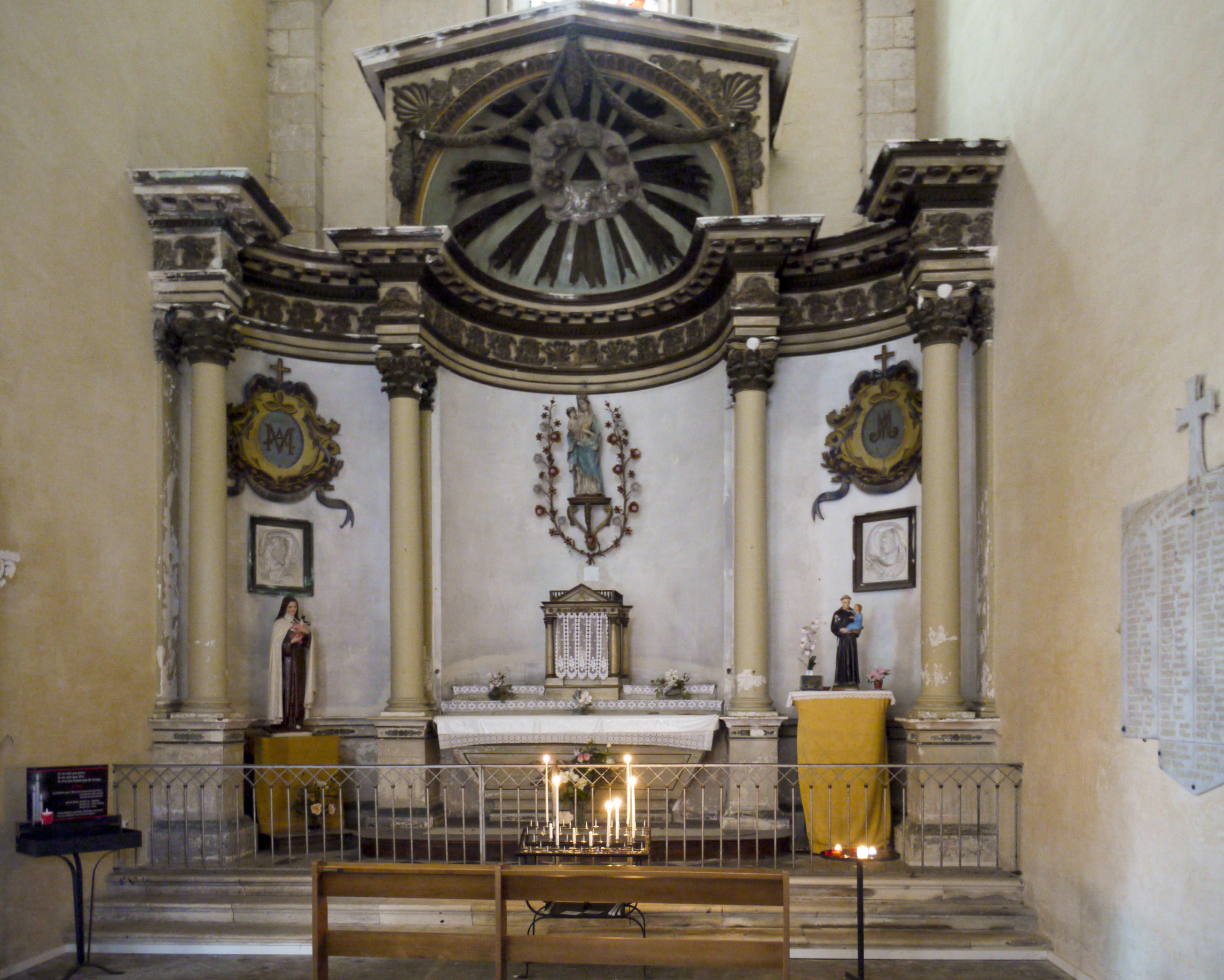
Retable classé (XIXe siècle)[22].